# Wörth an der Donau

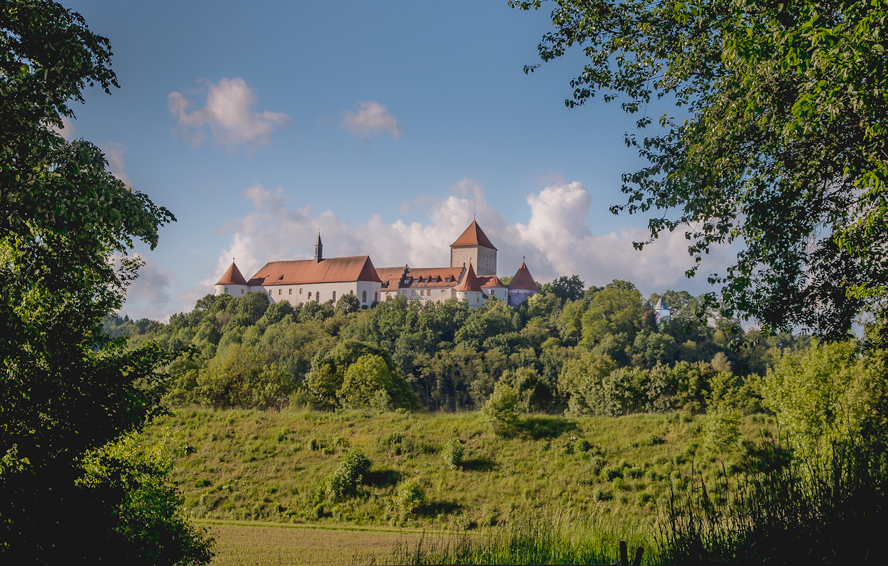
Schloss Wörth an der Donau – Wahrzeichen der Stadt

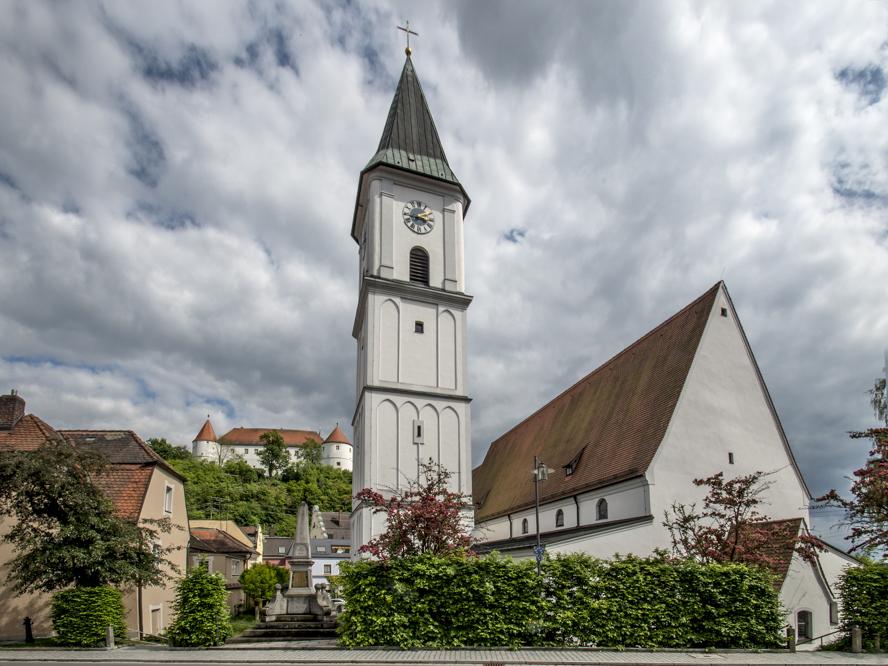
Stadtpfarrkirche St. Petrus, Hintergrund: Schloss Wörth

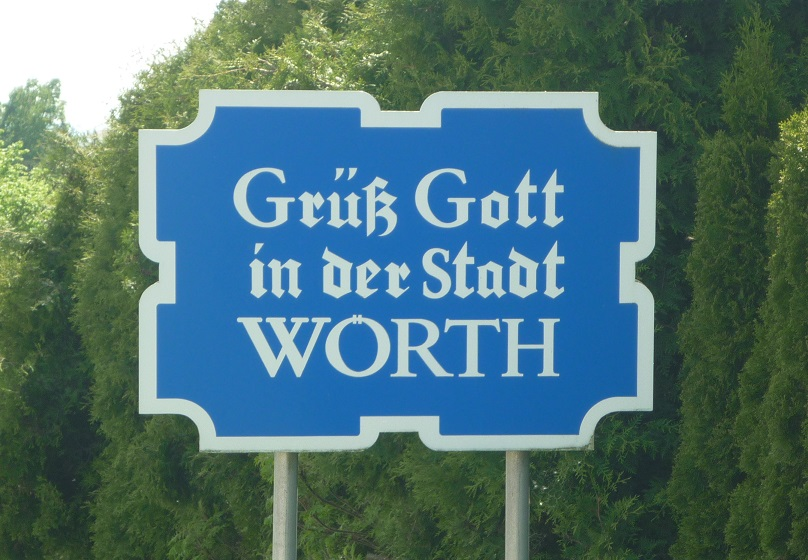
Begrüßungsschild am Ortseingang von Wörth

Wörth an der Donau (amtlich: Wörth a.d.Donau) ist die östlichste Gemeinde im Landkreis Regensburg im Regierungsbezirk Oberpfalz in Bayern sowie der Sitz der Verwaltungsgemeinschaft Wörth an der Donau. Sie liegt auf halbem Weg (jeweils ca. 25 km) zwischen Regensburg und Straubing in Ostbayern. 
Die zwei Kilometer vom Fluss und von der Bundeswasserstraße Donau entfernte Stadt stellt das wirtschaftliche und kulturelle Zentrum des östlichen Landkreises dar und wird als „ein Tor zum Bayerischen Wald“ genannt.
Die Stadtgemeinde hat eine reiche Geschichte: Im ausgehenden 15. Jahrhundert bekam Wörth die Marktprivilegien mit städtischer Verfassung, nachdem es bereits um 1340 das Marktrecht besessen hatte. Vom 19. Jahrhundert an entwickelte sich der Ort zunehmend zu einem Wirtschafts-, Dienstleistungs- und Gewerbestandort. Wahrzeichen der Stadt ist das Schloss Wörth an der Donau im Renaissancestil, das auf einem Berg mitten in der Stadt liegt.

## Geografie

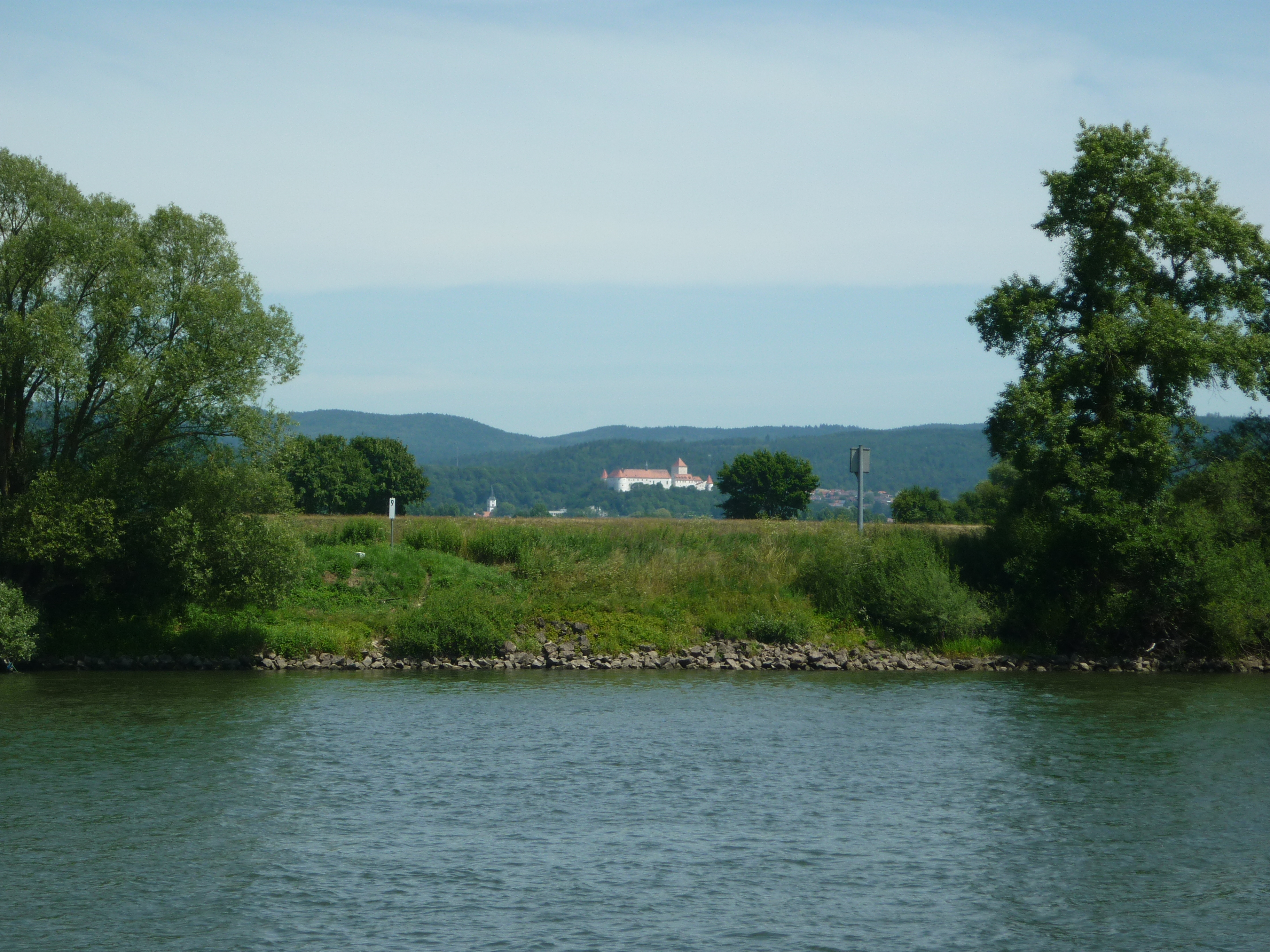
Wörth: im Hintergrund der Bayerische Wald, im Vordergrund die Donau

### Geografische Lage
In der Gemeinde treffen zwei unterschiedliche Naturräume aufeinander. Der bergige Falkensteiner Vorwald, ein Teil des Bayerischen Waldes im Norden und die südlich angrenzende Ebene des Gäubodens (Dungau). Dort durchfließt die Wiesent den Ortsteil Oberachdorf und mündet in den Donaualtarm der Gmünder Au. Fast das gesamte Gemeindegebiet liegt nördlich der Donau, ein kleiner Teil (ca. 0,5 km² landwirtschaftliche Flächen) auch am gegenüberliegenden Donauufer bei Kiefenholz. Es erstreckt sich auf Höhenlagen zwischen 320 an der Donau und 636 m ü. NHN in der Gemarkung Hungersacker. Das Zentrum von Wörth liegt auf 335 m (bei der Pfarrkirche) zwischen den Bayerwaldausläufern Herrnberg (399 m), Königsberg (373 m), Lerchenhaube (447 m) und Schlossberg (380 m). Wörth wird durch seine geographische Lage auch als „Stadt zwischen Strom und Berg“ bezeichnet.

### Wörth und die Donau

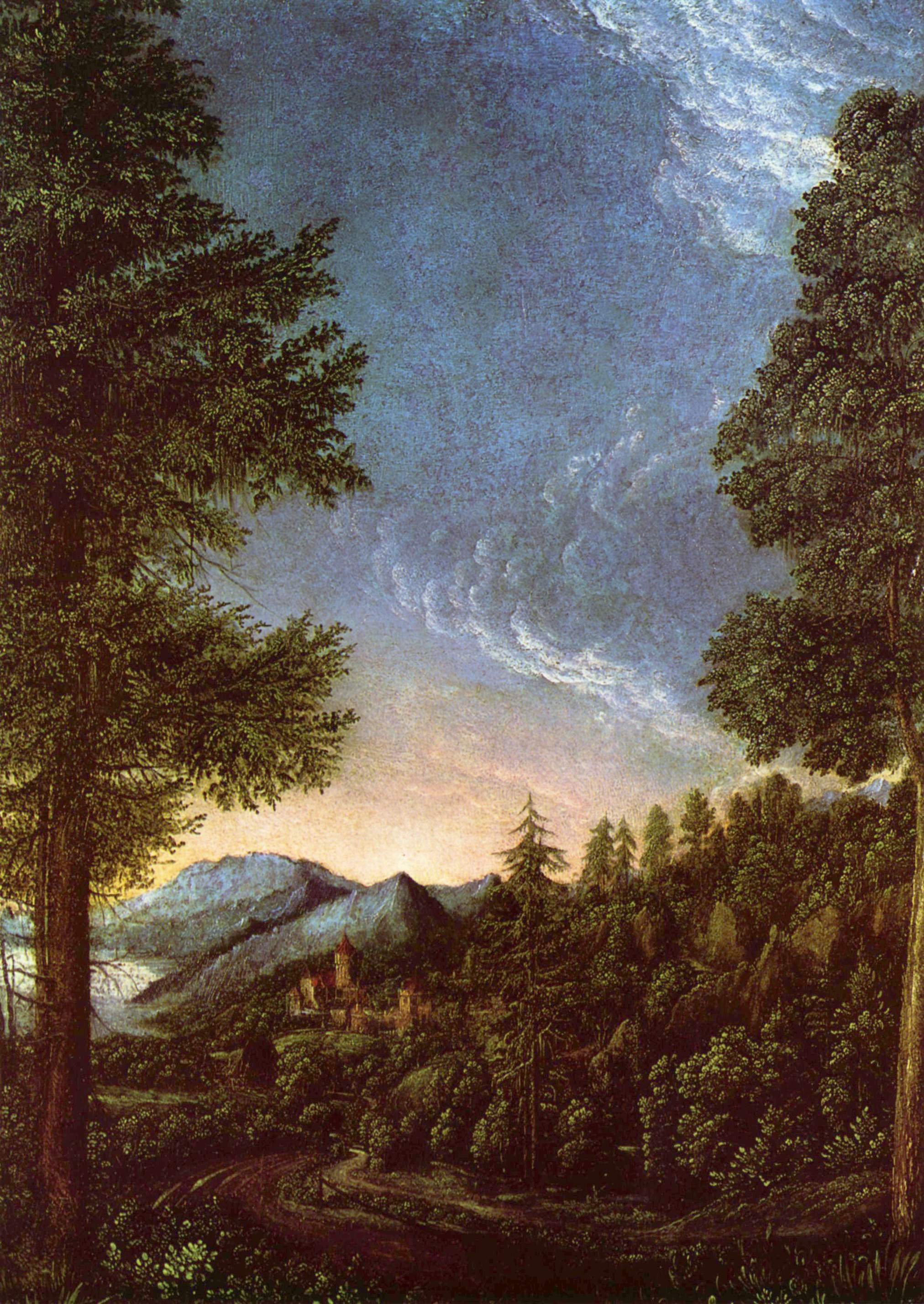
Donaulandschaft mit Schloss Wörth von Albrecht Altdorfer (um 1522)

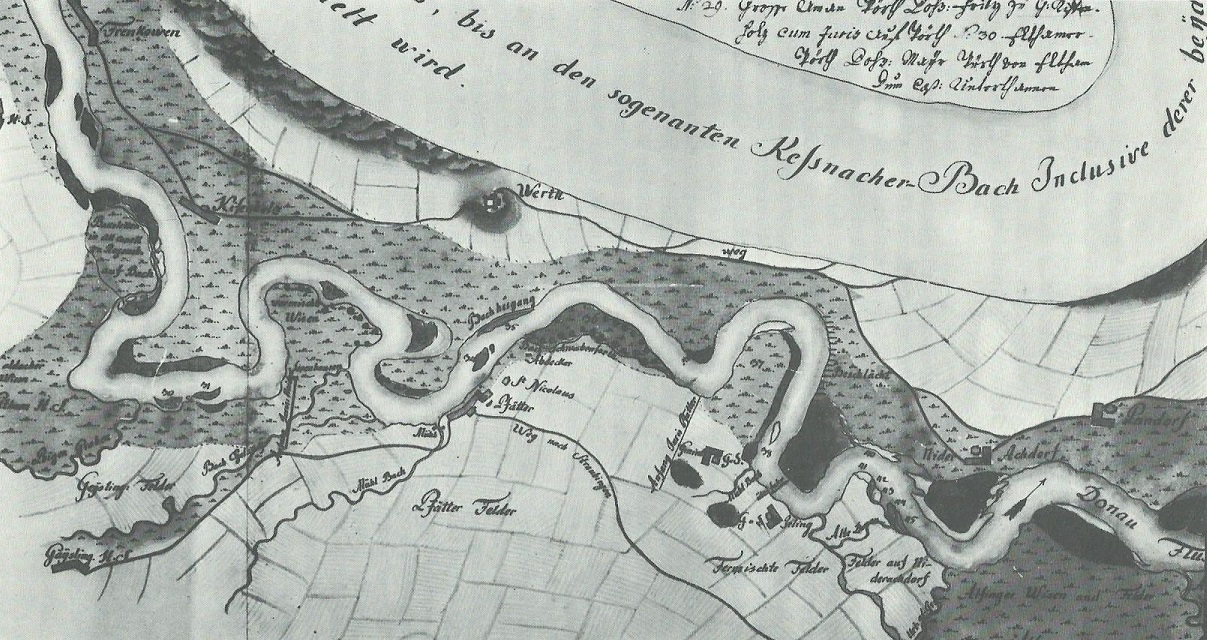
Natürlicher Donauverlauf bei Wörth im Jahr 1749

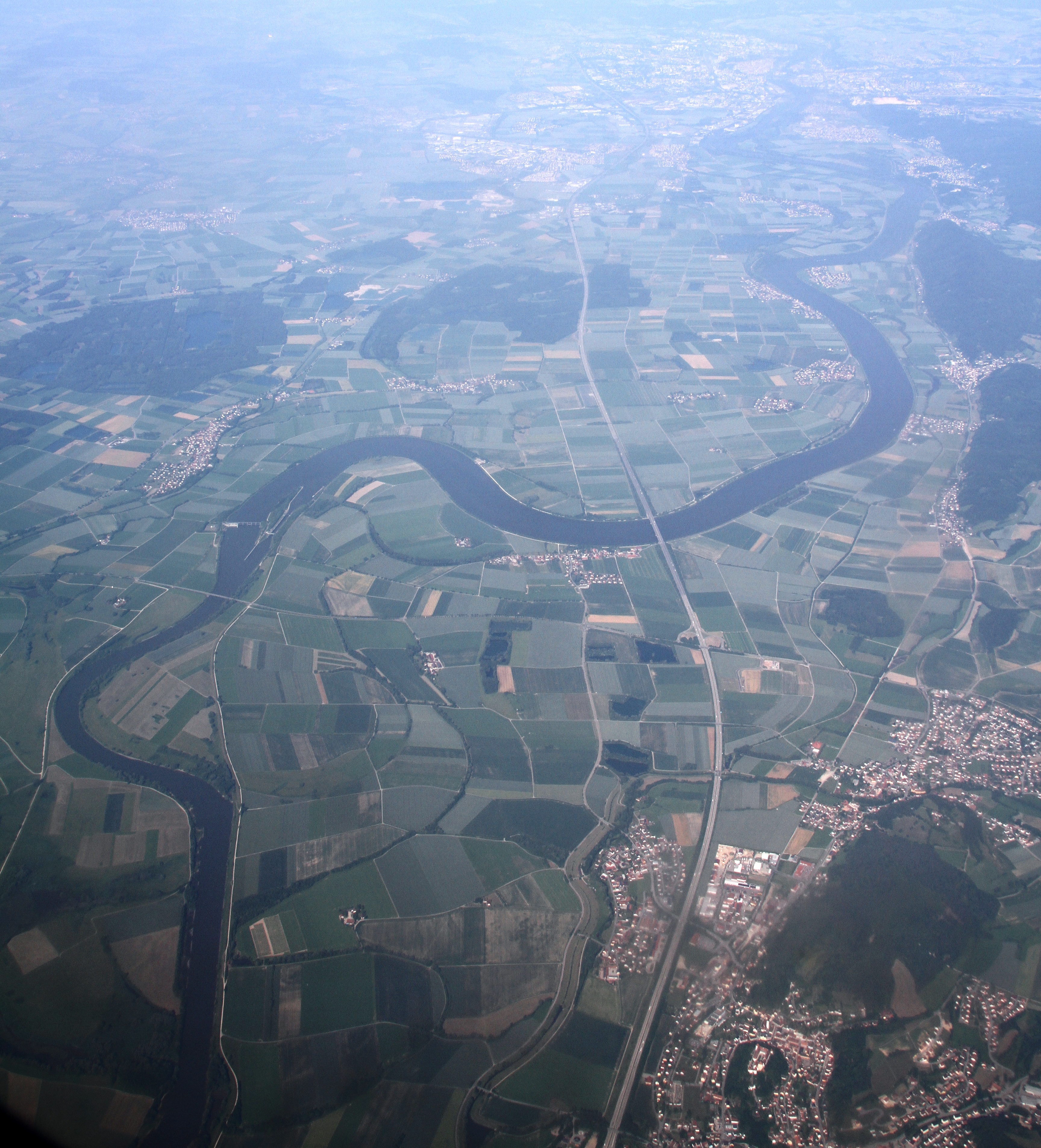
Aus östlicher Richtung: Regulierte Donau (rechts unten Wörth)

Im Lauf der Jahrhunderte hat sich die Donaulandschaft bei Wörth immer wieder stark verändert. Noch heute ist der Fluss von ständigem Wandel geprägt. Frühere Quellen befassten sich weniger mit dem Fluss als mit der angrenzenden Landschaft. Albrecht Altdorfer begann um 1520 die Schönheit der Natur in seinen Malereien wiederzugeben; so entstand das Gemälde „Donaulandschaft mit Schloss Wörth“.
Am deutlichsten wird der Charakter des natürlichen Stroms in alten Karten aus landwirtschaftlicher Sicht mit seinerzeit existierenden Inseln, Wöhrden und Anschütten. Reiseberichte aus dem 19. Jahrhundert loben das Land an der Donau bei Wörth: Endlich erreicht das Schiff auf einer Bogenkrümmung die Höhe des lang ersehnten Wörth, das stattlich da liegt auf seinem Bergkegel. Man glaubt dort anzufahren mit dem Schiffe; aber nur vor Jahrhunderten mag der Strom hingeflossen seyn am Fuße dieses schönen Hügels. Er flieht ihn jetzt, sobald er nah genug gekommen ist. (Verfasser: Joseph August Schultes)
Neben den donaunahen Ansiedlungen um Wörth hatte die Motorschifffahrt Anfang des 20. Jahrhunderts mit dem sich durch Überflutungen ständig ändernden Flussbett zu kämpfen; so versuchte das Deutsche Reich durch einen Vertrag im Jahr 1921 mit der Rhein-Main-Donau AG durch Begradigungen und Eindämmungen sowie einer Uferbefestigung die Situation zu verbessern. Es wurde ein 100-jähriger Vertrag abgeschlossen, der bis heute gilt und 1928/29 zum Dammbau führte. Die Schiffbarkeit bei Niedrigwasser war vor allem das Hauptziel dieser Maßnahmen, um den Fluss ganzjährig befahrbar zu machen. Die zwischen 1929 und 1969 geleisteten Arbeiten führten jedoch nicht zum Ziel, da sich die damals 70 Meter breite und zwei Meter tiefe Fahrrinne immer weiter eingrub und oberhalb von Straubing ausgespültes Geröll anlandete.
Später setzte man auf noch mehr Regulierung des Flusses, indem man einen Totalstau der Donau anstrebte. Die Entscheidung zum Bau der Geislinger Schleuse fiel am 21. Dezember 1983. Die Auswirkungen dieser Maßnahme prägen das Erscheinungsbild der Donau bei Wörth bis in die Gegenwart. Nachteilig wirkt sich der Eingriff für Umwelt und Berufsfischerei aus; zudem stieg der Grundwasserspiegel entlang der Donau, was ebenfalls zu Problemen führt.
Nach dem Jahrhunderthochwasser 2013 und den Überschwemmungen im Raum Deggendorf und Passau beschloss die Bayerische Staatsregierung durch die Errichtung von gesteuerten Flutpoldern im Rahmen des Bayerischen Hochwasserschutzaktionsprogramms 2020plus entlang der Donau Hochwässer rückzuhalten. An der Donau liegen vom Bayerischen Staatsministerium für Umwelt und Verbraucherschutz in Auftrag gegebene Untersuchungen der TU München vor. Abermals soll im Stadtgebiet durch den geplanten Polder „Wörthhof“ ein massiver Eingriff in die Donaulandschaft erfolgen. 2007 war ein solches Vorhaben schon einmal fallen gelassen worden. Nach Vorschlägen anderer Fachkreise hätte man jedoch mit den bestehenden Staustufen durch ein optimiertes Staustufenmanagement ein probates Mittel gegen Hochwässer. Allein im Bereich der Staustufe Geisling können durch eine Vorabsenkung des Wasserpegels zwei Millionen Kubikmeter bei 100-jährigem und sieben Millionen Kubikmeter bei fünfjährigem Hochwasser an Stauraum freigemacht werden. Im gesamten Bereich der Donau könnte man durch dieses Zusammenspiel aller Staustufen einen aktiven Beitrag zum Schutz der Bevölkerung an der Donau leisten und einen erneuten baulichen Eingriff vermeiden.
Durch den nach der Landtagswahl vom 14. Oktober 2018 in Bayern zwischen den Freien Wählern und der CSU geschlossenen Koalitionsvertrag wird das Flutpolderkonzept im Landkreis Regensburg nicht weiter verfolgt. Die frei werdenden finanziellen Mittel sollen in den dezentralen Hochwasserschutz entlang der Donau und aller Zuläufe investiert werden.

### Stadtgliederung und Flächennutzung

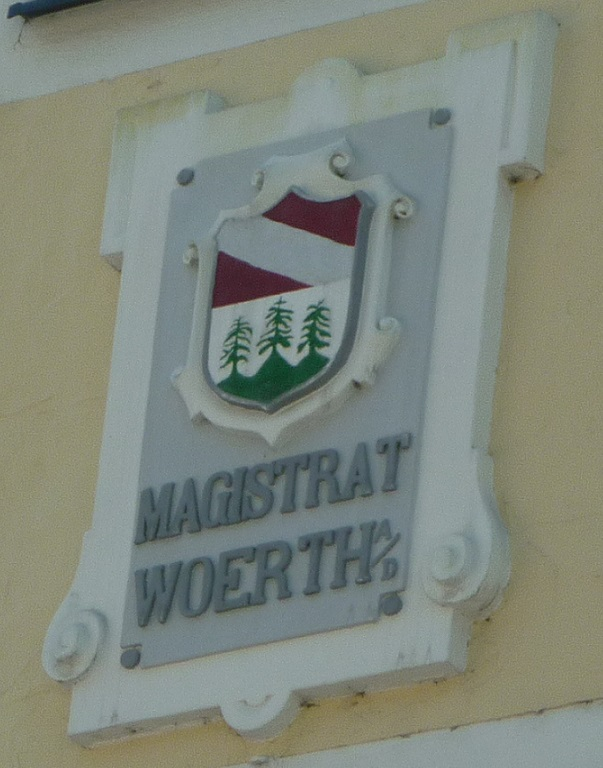
Rathaus, Magistratswappen aus dem 15. Jh.

#### Gemeindeteile und Gemarkungen
Es gibt 29 Gemeindeteile und neun Gemarkungen:
| Gemarkung       | Gemeindeteile   | Siedlungstyp | Einwohner (a) |
| --------------- | --------------- | ------------ | ------------- |
| Wörth a.d.Donau | Wörth a.d.Donau | Hauptort     | 3.401         |
| Brennberg       | Hintergrub      | Weiler       | 3.401         |
| Brennberg       | Kälberhäusl     | Einöde       | 3.401         |
| Brennberg       | Kirnberg        | Weiler       | 3.401         |
| Brennberg       | Pfraumbach      | Einöde       | 3.401         |
| Brennberg       | Reichenbach     | Einöde       | 3.401         |
| Brennberg       | Reiserhof       | Einöde       | 3.401         |
| Brennberg       | Vordergrub      | Weiler       | 3.401         |
| Oberachdorf     | Oberachdorf     | Dorf         | 480           |
| Oberachdorf     | Wörthhof        | Einöde       | 480           |
| Kiefenholz      | Giffa           | Einöde       | 259           |
| Kiefenholz      | Kiefenholz      | Kirchdorf    | 259           |
| Kiefenholz      | Kleinkiefenholz | Einöde       | 259           |
| Tiefenthal      | Tiefenthal      | Kirchdorf    | 130           |
| Tiefenthal      | Wichenbach      | Einöde       | 130           |
| Hofdorf         | Gartenroith     | Einöde       | 508           |
| Hofdorf         | Hofdorf         | Kirchdorf    | 508           |
| Hofdorf         | Lohbach         | Einöde       | 508           |
| Zinzendorf      | Hof             | Weiler       | 272           |
| Zinzendorf      | Zinzendorf      | Kirchdorf    | 272           |
| Hungersacker    | Hafnerhof       | Einöde       | 242           |
| Hungersacker    | Hinterzirnberg  | Einöde       | 242           |
| Hungersacker    | Hungersacker    | Dorf         | 242           |
| Hungersacker    | Oberelend       | Einöde       | 242           |
| Hungersacker    | Piehl           | Weiler       | 242           |
| Hungersacker    | Unterelend      | Einöde       | 242           |
| Hungersacker    | Vorderzirnberg  | Einöde       | 242           |
| Weihern         | Hornau          | Einöde       | 242           |
| Weihern         | Weihern         | Dorf         | 242           |
| Gesamt          | Gesamt          |              | 5.292         |

#### Ehemalige Gemeindeteile
Bierschneidermühle war bis zur Eingemeindung von Weihern dessen Gemeindeteil. In der Topographischen Karte von 1996 wird der bereits verlassene Ort noch als Wohnplatz angegeben, im Ortsnamenverzeichnis der Stadt Wörth wurde „Bierschneidermühle“ 1976 gelöscht, heute ist der Ort devastiert.

#### Alte Marktbezirke
Früher war Wörth in sieben Bezirke aufgegliedert:
- An der Port (Bei der Kirche)
- Tiefenweg
- Auffenberg
- Priell
- Oberer Markt
- Kuffweiher (Nähe Sandmühle)
- Sand

Im 15. Jahrhundert erschien dann die zum Teil heute noch bekannte alte Benennung der Ortsteile: Oberer Markt, Unterer Markt, Unter dem Auffenberg sowie Auf dem See oder auch Auf dem Sand genannt. Sand ist der am niedrigsten gelegene Ortsteil von Wörth. Die Donau hat hier einst Kies und Sand abgelagert; auf diesem Untergrund entstand die Siedlung, die früher ein eigenständiger Ort war.
Im 19. und auch noch bis über die Mitte des 20. Jahrhunderts hießen die alten Gemeindeteile (mit Einwohnerzahlen von 1908): Wörth (1246 Einwohner), Sand (190 Einwohner), Ortschaft Hungersdorf (41 Einwohner), Hohenbühl (12 Einwohner) und Schusshütte (52 Einwohner).
Die Ortschaft Hungersdorf war schon immer eigenständig, ist jedoch im Ortsverzeichnis ab 1964 nicht mehr enthalten und ging in die Stadt Wörth auf.

#### Ausdehnung des heutigen Stadtgebiets
Mittelpunkt des Stadtgebiets (Stadtkern) ist die Altstadt, die sich von der Regensburger Straße westlich, über den Marktplatz, die Ludwig- und Taxisstraße nördlich, die Schlossstraße und den Petersplatz sowie im Osten über den Rathausplatz und den Kirchplatz bis zur Straubinger Straße (zahlreiche Seitenstraßen einbezogen) ausdehnt. Nach 1945 wurde die Stadt nach Osten, Norden und Süden durch Siedlungstätigkeit erweitert. Es waren dies die Siedlungsgebiete Adalbert-Stifter-Straße, Blöchlbergsiedlung, Hoher Rain, Ostenstraße und Osterbachstraße. Später entstanden mehrere weitere Siedlungsgebiete um das Zentrum. Im Uhrzeigersinn beginnend im Norden sind dies: Im Blindfenster, Roithfeld, Reitfeld/Schwarzer Helm, Falkensteiner Straße, Hochberg, Königsberg, Schusshütte, Sandmüllerwiese, Hoher Rain Ost, Kapellenweg, Hoher Bühl und Lerchenhaube.
Westlich der Siedlung Im Blindfenster entsteht derzeit das Neubaugebiet Am Brand im Anschluss an die Kindertagesstätte Kinderhaus am Brand.
Geographisch wird das geschlossene Stadtgebiet heute von der Bundesautobahn A3 im Süden und den Ausläufern des Bayerischen Waldes im Westen, Norden und Osten begrenzt.
Flurbereinigung
Im Rahmen der Flurbereinigung wurden im Gemeindegebiet zwischen 1963 und Ende der 1990er Jahre zahlreiche Maßnahmen zur Neuordnung, Entwicklung und Gestaltung des ländlichen Raums durchgeführt. Dazu zählte die Anlage von großen, wirtschaftlichen Nutzflächen für die Landwirtschaft, eine Umordnung des Wegenetzes, der Ausbau des Hochwasserschutzes, landschaftspflegerische und wasserwirtschaftliche Maßnahmen sowie weitreichende Verbesserungen in den Ortsteilen durch das Dorferneuerungsprogramm.

### Strukturdaten

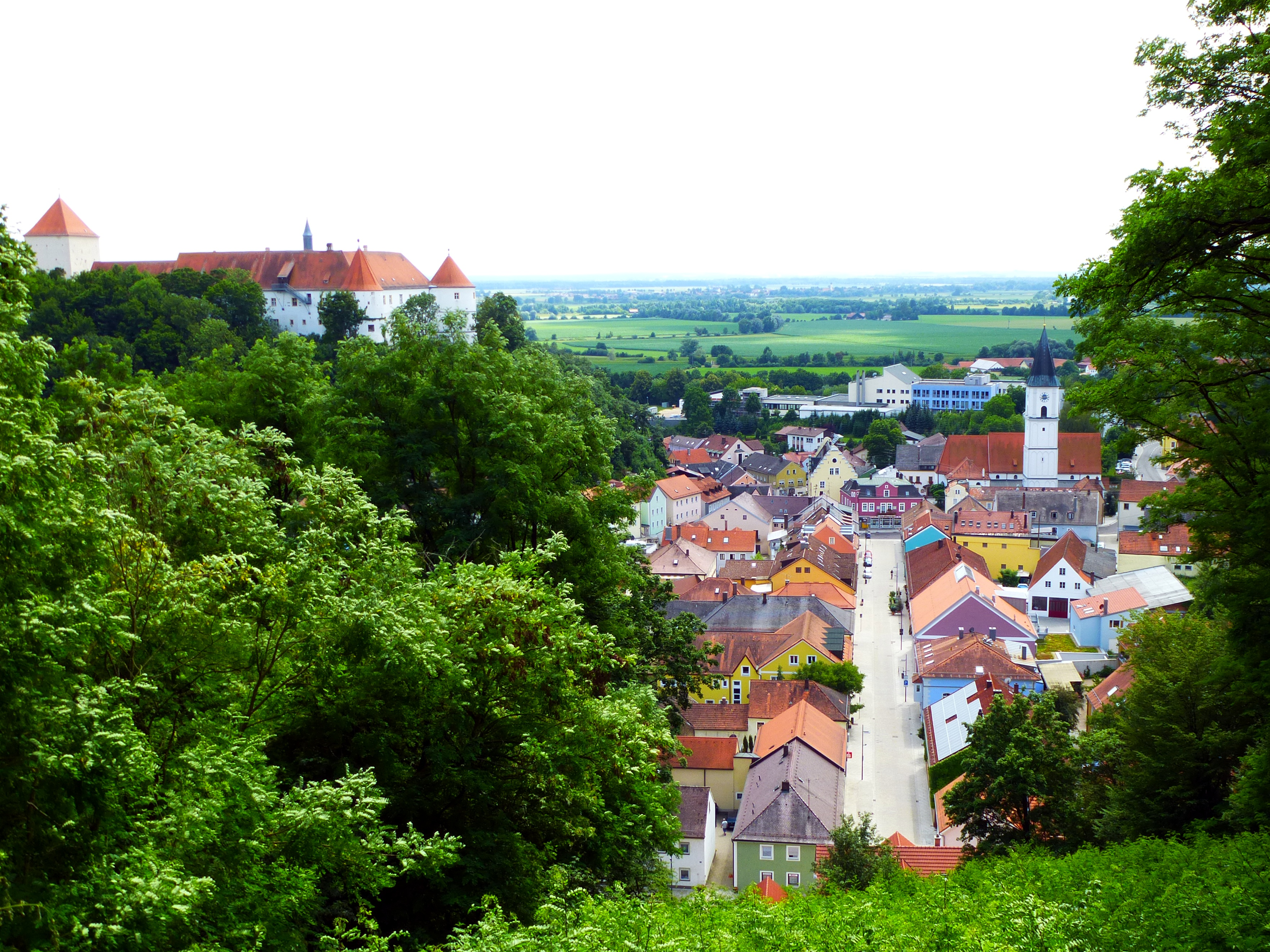
Die Ludwigstraße im Zentrum von Wörth …

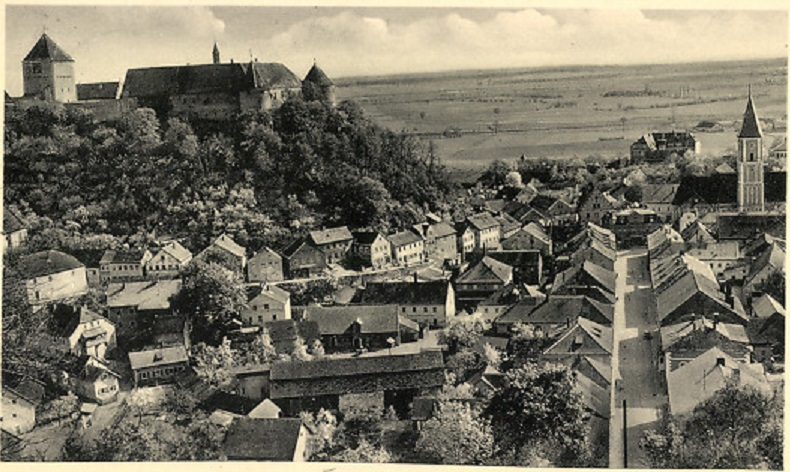
Blick auf die Ludwigstraße um 1920

Das Stadtgebiet umfasst eine Fläche von 5224 Hektar. Der größte Anteil wird mit 2272 Hektar forstwirtschaftlich genutzt, 2112 Hektar sind landwirtschaftliche Nutzflächen, der Rest Siedlungs- und Verkehrsflächen.
Die flächengrößte Gemarkung ist Kiefenholz, gefolgt der Größe nach von: Wörth an der Donau, Hofdorf, Oberachdorf, Tiefenthal, Brennberg (in der Stadt Wörth anteilsmäßig), Zinzendorf, Hungersacker und Weihern.
Wörth an der Donau ist nach Neutraubling und Hemau die drittgrößte Stadt im Landkreis Regensburg.

### Gebäudeverteilung
| Gebäudebestand am 31. Dezember 2012          | Gebäudebestand am 31. Dezember 2012 |
| -------------------------------------------- | ----------------------------------- |
| Wohngebäude je 1000 Einwohner                | 277,8                               |
| Anteil der Gebäude mit 1 Wohnung             | 68,1 %                              |
| Anteil der Gebäude mit 2 Wohnungen           | 23,2 %                              |
| Anteil der Gebäude mit 3 oder mehr Wohnungen | 8,7 %                               |
| Durchschnitt Einwohner je Wohnung            | 3,6                                 |
| Durchschnittl. Wohnfläche je Wohnung         | 111,1 m²                            |

### Bevölkerung
| Bevölkerungsverteilung am 31. Dezember 2012 | Bevölkerungsverteilung am 31. Dezember 2012 |
| ------------------------------------------- | ------------------------------------------- |
| Bevölkerung gesamt                          | 4586                                        |
| Bevölkerung je km²                          | 88                                          |
| Anteil 0–6 Jahre in %                       | 5,2                                         |
| Anteil 7–15 Jahre in %                      | 8,9                                         |
| Anteil 16–30 Jahre in %                     | 18,1                                        |
| Anteil 31–50 Jahre in %                     | 28,5                                        |
| Anteil 51–65 Jahre in %                     | 21,4                                        |
| Anteil über 65 Jahre in %                   | 17,9                                        |

Dialekt

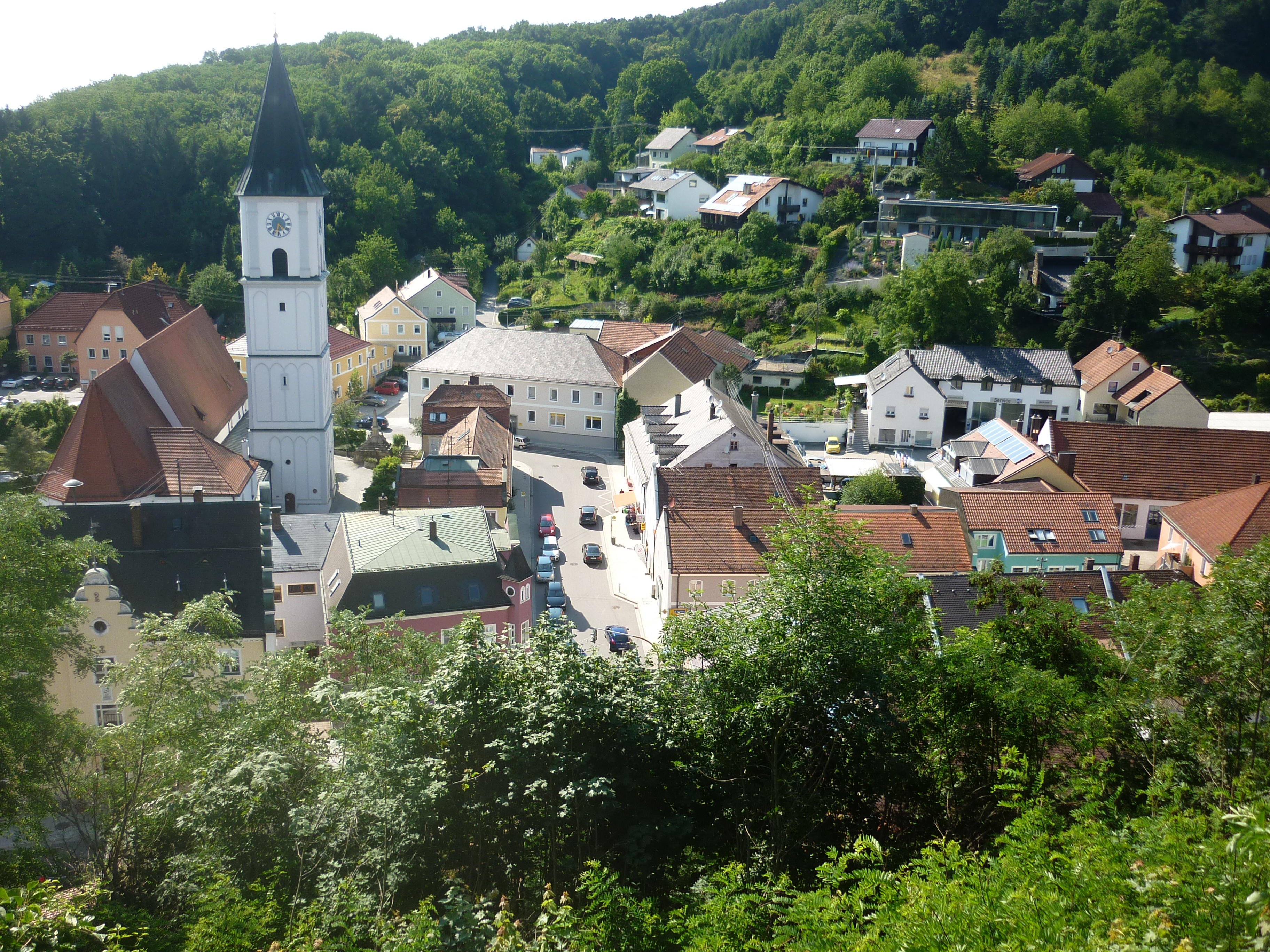
… Blick vom Schloss ins Zentrum …

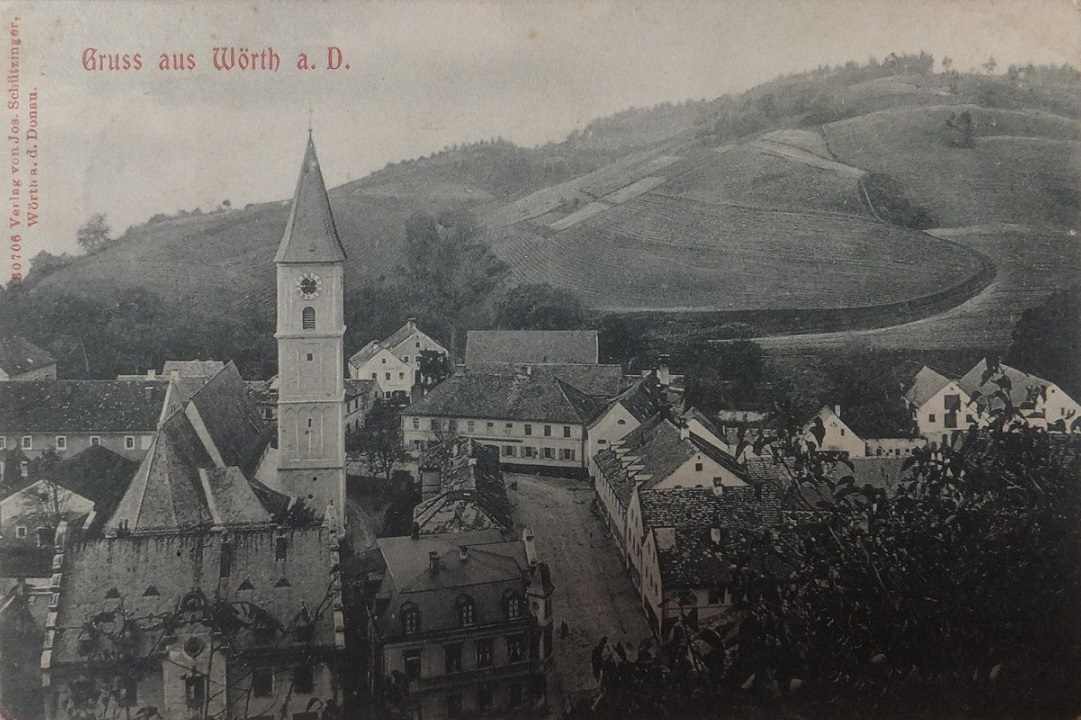
Blick vom Schloss ins Zentrum um 1910

Der Dialekt um Wörth gehört der mittelbairischen Mundart an und ist durch die unmittelbare Nähe zu Niederbayern und der Dialektsprachgrenze, die nur etwa zehn bis 15 Kilometer östlich verläuft, stark vom Niederbayerischen beeinflusst. So spricht man die Bezirkshauptstadt Regensburg beispielsweise als „Rengschburg“ aus. Im heimischen bayerischen Dialekt wird die Stadt Wörth als „Wiard“ genannt, im Niederbayerischen als „Wiad“.

### Nachbargemeinden
Nachbargemeinden sind, beginnend von Norden im Uhrzeigersinn: Rettenbach im Landkreis Cham, Wiesenfelden und Kirchroth im niederbayerischen Landkreis Straubing-Bogen, Pfatter, Barbing und Wiesent im oberpfälzischen Landkreis Regensburg.

### Klima
Die Stadt Wörth befindet sich mit der etwa 25 km entfernten Bezirkshauptstadt Regensburg in der gemäßigten Klimazone mit kontinentalem Einschlag. Das Wörther Klima zeichnet sich durch stabile und trockene Sommer aus und unterscheidet sich damit von dem im Sommer regenreichen Klima des Voralpenlandes. Für den im Voralpenland bekannten Föhn ist die Region Wörth–Regensburg die nördliche Grenze. Er gibt vom Schloss Wörth aus den Blick auf die Alpen frei, sein Auftreten hier ist jedoch selten. Im Gegensatz dazu halten sich im Herbst und Winter sehr lange beständige Nebel und Hochnebel, wobei längere Perioden mit einer geschlossenen Schneedecke eher die Ausnahme sind. Die durchschnittliche Jahrestemperatur beträgt 8,0 Grad Celsius, die mittlere jährliche Niederschlagsmenge 646 Millimeter. Damit liegt Wörth mit Regensburg am unteren Rand der Städte Bayerns.
Die wärmsten Monate sind Juni bis August mit durchschnittlich 16,2 bis 18,0 Grad Celsius und die kältesten Dezember bis Februar mit −0,9 bis −2,7 Grad Celsius im Mittel.
Die größte Niederschlagsmenge fällt von Juni bis August mit durchschnittlich 74 bis 93 Millimeter, die geringste im März und November mit durchschnittlich 33 bis 39 Millimeter.
|                       | Jan  | Feb  | Mär  | Apr  | Mai  | Jun  | Jul  | Aug  | Sep  | Okt  | Nov  | Dez  |   |       |
| Mittl. Tagesmax. (°C) | 1,2  | 3,4  | 9,1  | 13,9 | 19,4 | 21,9 | 24,1 | 24,2 | 19,3 | 12,7 | 5,6  | 2,4  | ⌀ | 13,2  |
| Mittl. Tagesmin. (°C) | −3,6 | −3,1 | 0,5  | 3,2  | 7,8  | 10,9 | 12,8 | 12,6 | 9,3  | 4,9  | 0,6  | −2,0 | ⌀ | 4,5   |
|                       |      |      |      |      |      |      |      |      |      |      |      |      |   |       |
| Niederschlag (mm)     | 40,8 | 34,1 | 39,2 | 38,6 | 57,0 | 80,8 | 81,4 | 64,7 | 52,1 | 48,8 | 48,5 | 50,0 | Σ | 636   |
|                       |      |      |      |      |      |      |      |      |      |      |      |      |   |       |
| Sonnenstunden (h/d)   | 1,4  | 2,5  | 4,1  | 5,4  | 6,7  | 6,9  | 7,6  | 7,0  | 5,3  | 3,5  | 1,5  | 1,2  | ⌀ | 4,4   |
|                       |      |      |      |      |      |      |      |      |      |      |      |      |   |       |
| Regentage (d)         | 9,0  | 7,9  | 8,5  | 8,0  | 9,6  | 11,3 | 11,3 | 9,5  | 8,3  | 7,7  | 9,9  | 10,4 | Σ | 111,4 |
|                       |      |      |      |      |      |      |      |      |      |      |      |      |   |       |
| Luftfeuchtigkeit (%)  | 88   | 84   | 78   | 72   | 71   | 71   | 70   | 74   | 79   | 84   | 88   | 89   | ⌀ | 79    |

| −3,6 |

| −3,1 |

| 0,5 |

| 3,2 |

| 7,8 |

| 10,9 |

| 12,8 |

| 12,6 |

| 9,3 |

| 4,9 |

| 0,6 |

| −2,0 |

| −3,6 |

| −3,1 |

| 0,5 |

| 3,2 |

| 7,8 |

| 10,9 |

| 12,8 |

| 12,6 |

| 9,3 |

| 4,9 |

| 0,6 |

| −2,0 |

## Geschichte

### Ortsname

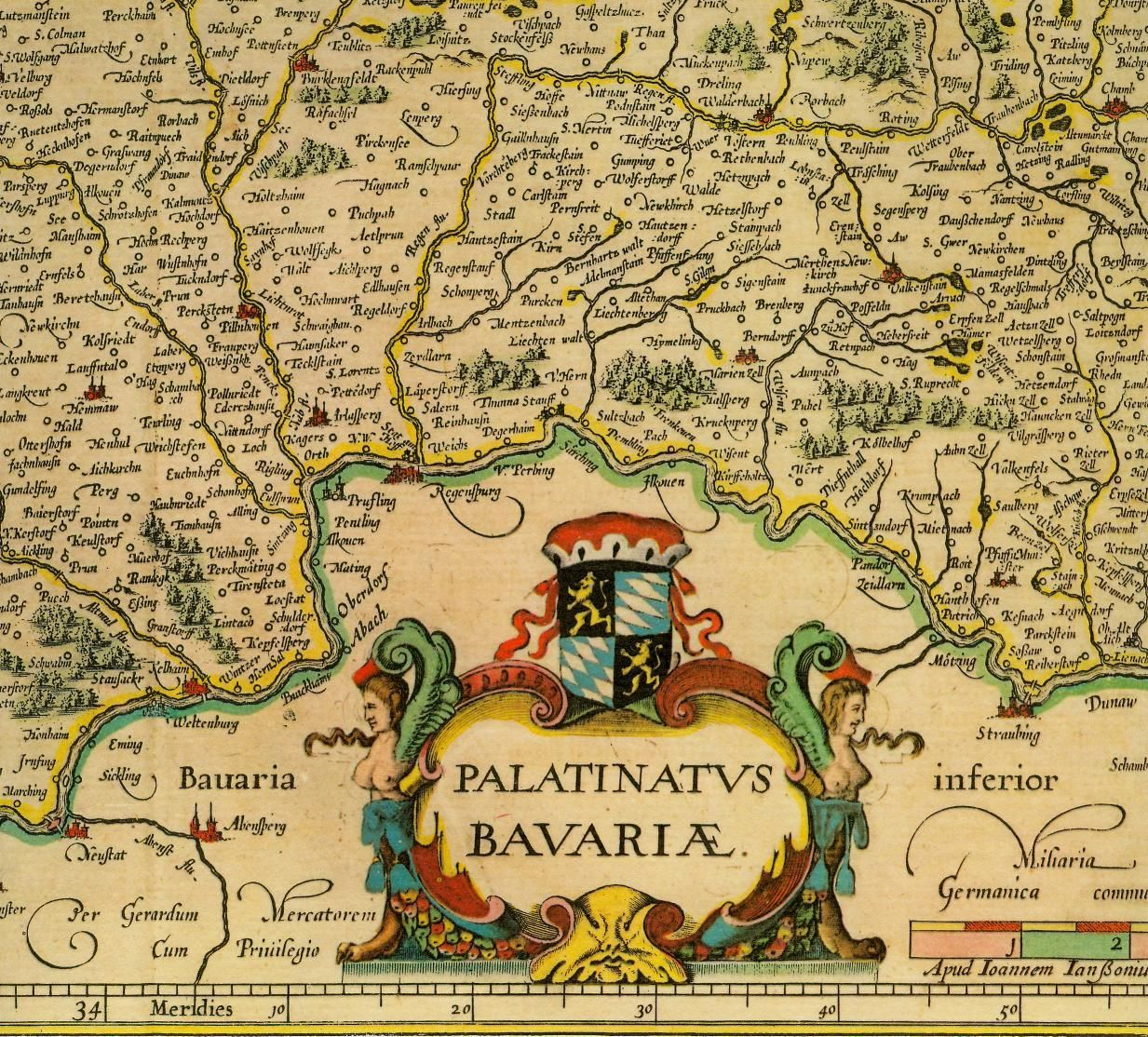
Wert (Wörth): Landkarte von Johannes Janssonius etwa 1658

Im Lauf der Jahrhunderte veränderte sich der Ortsname: Uuerid (althochdeutsch) → Werid → Werd → Wert → Werth → Woerth → Wörth.
Der Ortsname bedeutet: Vom Wasser eingeschlossenes Land, also Halbinsel oder Insel. Die Donau hatte einst ihr Flussbett durch alte Donauarme unmittelbar im südlichen Teil von Wörth (Hoher Rain und ehemaliger Ortsteil Sand). Kies und Sandablagerungen belegen dies. Ein Teil der heutigen Altstadt um die Pfarrkirche, westlich des Schlossbergs gelegen, war seinerzeit sumpfiges Gelände. Nördlich davon befand sich in der Talmulde zum Herrnberg ein großer Weiher, der im Lauf der Jahrhunderte aufgefüllt wurde. Der letzte Rest dieses Gewässers wurde erst 1926 endgültig eingefüllt. Es ergibt sich somit eine einstige Insellage des Schlossbergs mit der Schlossstraße und dem Petersplatz, den ältesten Teilen von Wörth.

### Vor- und Frühgeschichte
In und um Wörth sind vor- und frühgeschichtliche Fundstellen gesichert. Vor etwa 60.000 Jahren, am Anfang der letzten Eiszeit, dürften sich erste Menschen in dieser Gegend aufgehalten haben. Funde belegen dies. Auch vom Ende der Altsteinzeit sind Spuren gesichert. Auf Hängen im Ortsteil Tiefenthal fand man Jagdwaffen aus der Zeit um 8000–5000 v. Chr.

### Altertum

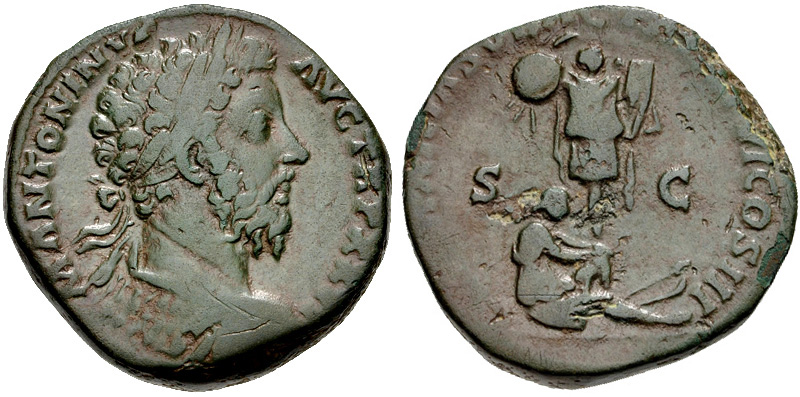
Sesterz von Mark Aurel

Es gibt zahlreiche Fundstücke aus dieser Zeit. Der bis heute reichste Fund wurde 1892 aus einem Grabhügelfeld in der Flur Hohenbühl in Wörth geborgen. Er wird in die Zeit der Hallstattkultur ab dem 7. Jahrhundert v. Chr. datiert. Um 70 n. Chr. wird die römische Besiedlung erfolgt sein. Ein in Wörth, in der Straße Richtung Falkenstein, gefundener Sesterz des Mark Aurel belegt dies.

### Mittelalter

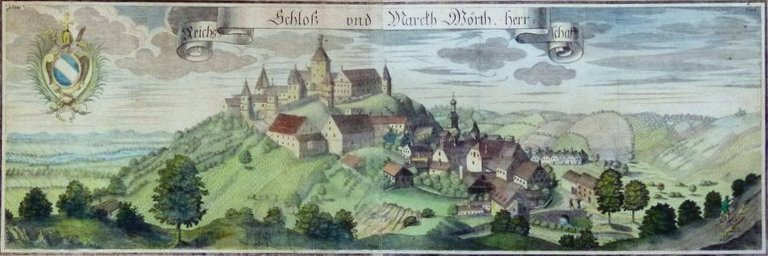
Matthäus Merian der Ältere: Schloss u. Markt Wörth Ansicht aus dem 17. Jh.

Wörth hat eine reiche Geschichte. So gilt als erstes Indiz für die Existenz Wörths eine zwischen 768 und 788 verfasste Schenkungsurkunde. Aus ihr geht hervor, dass ein gewisser Opi seinen Besitz auf der (Donau-)Insel Opinesaldaha dem Regensburger Kloster St. Emmeram überträgt. Als Ort der Schenkung wird eine Kirche St. Peter bei einem Kloster im Ort Uuerid angegeben. Opinesaldaha wird mit dem Dorf Altach identifiziert, und der Name eines der genannten Zeugen, Zinzo, wird mit dem Wörther Ortsteil Zinzendorf und dem benachbarten Zinzenzell in Verbindung gebracht. Mitte des 9. Jahrhunderts ist eine Schenkung von dem in Wörth neu gerodetem Land König Ludwigs an die Kirche bekannt.

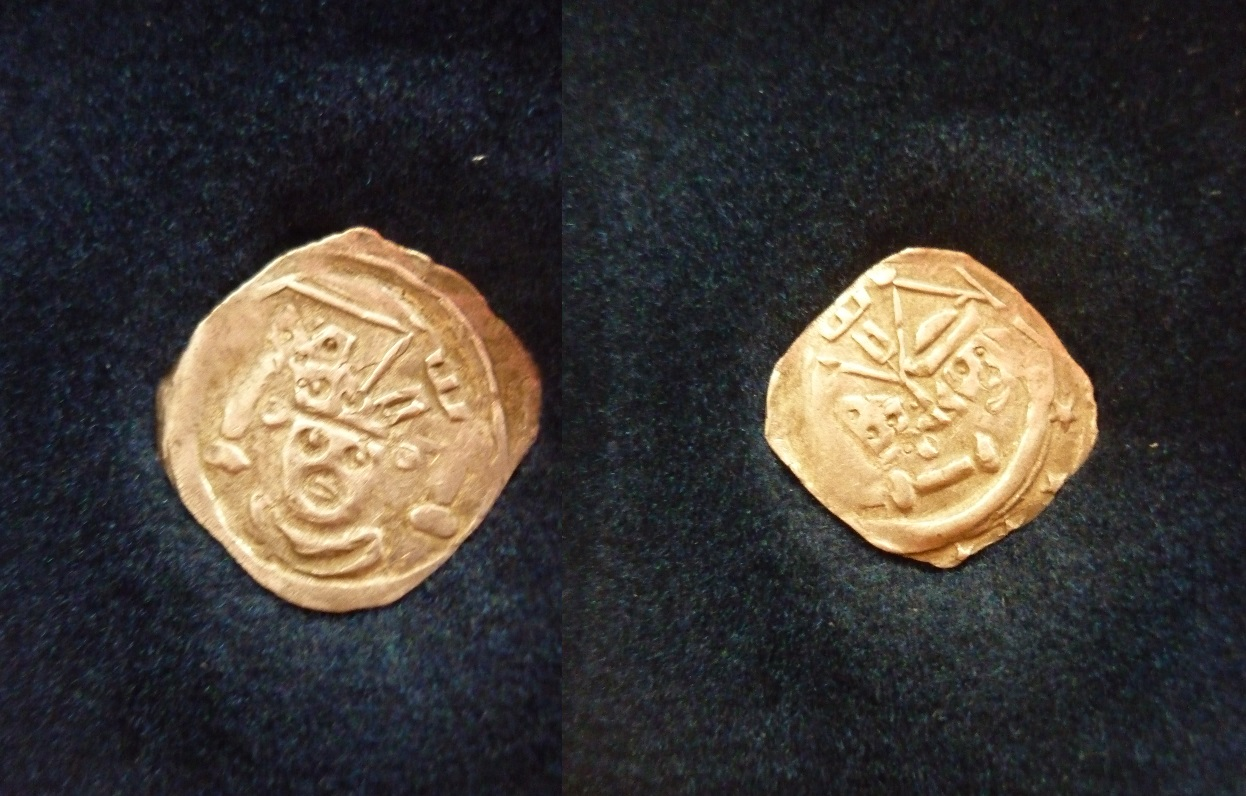
Heinrich II. von Rotteneck Pfennig etwa 1285 bischöfl. Münzstätte auf Schloss Wörth

Im Jahre 1179 hielt der Regensburger Domvogt Gebhard III. von Sulzbach einen Gerichtstag in Wörth. Im Jahre 1264 wurde erstmals eine Burg in Zusammenhang mit einem Richter, Cunradus Judex de Werde, in Wörth genannt, 1285 wird die bischöfliche Münzstätte durch Fürstbischof Heinrich II. von Rotteneck in Wörth eingerichtet, und um 1300 führt der Ort die Bezeichnung „Städl am Walde“. Vom Ende des 13. Jahrhunderts an bildete Wörth eine eigenständige, von einem Pfleger verwaltete Herrschaft im Hochstift Regensburg. Zwischen 1340 und 1430 wurden Burg und Herrschaft mehrmals an Adelsgeschlechter und Wittelsbacher Herzöge verpfändet, darunter an Ludwig den Brandenburger, Stephan von Bayern-Landshut, die Herzöge von Niederbayern-Straubing und zuletzt an Wilhelm von Bayern-München. Um 1340 besaß der Ort bereits das Marktrecht; von 1444 an wurde in Wörth Recht gesprochen. 1481 wurden Wörth von Fürstbischof Heinrich IV. erstmals die Marktprivilegien bestätigt. Als äußeres Zeichen der Marktverfassung erhielt Wörth ein eigenes Marktsiegel. Der Ort glich damals einer herzoglichen Residenzstadt. Es wurde ein Wochenmarkt abgehalten. Im Jahre 1599 wurde erstmals ein Schullokal erwähnt.
Der Dreißigjährige Krieg hinterließ auch in Wörth erhebliche Spuren. Im Jahre 1633 erschienen schwedische Kommissare und verlangten von den Einwohnern Wörths die Annahme der lutherischen Lehre. Nachdem diese beim katholischen Glauben geblieben waren, wurde die Hälfte des Marktes verwüstet.

### Neuzeit

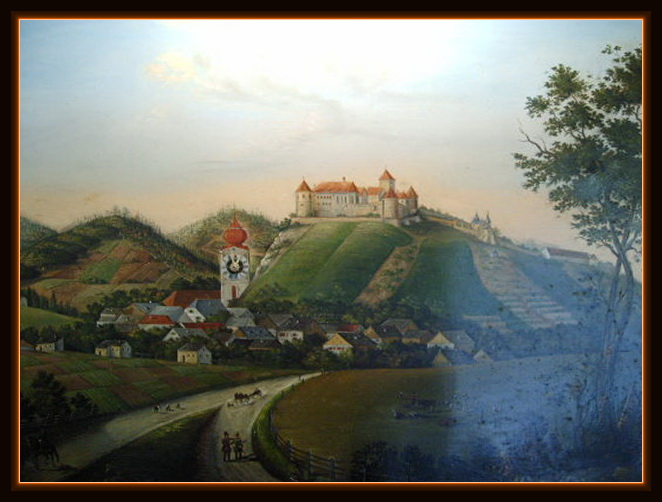
Ansicht Wörth vor 1841, Gemälde, unbek. Maler

Während des Österreichischen Erbfolgekriegs wurden zahlreiche Truppen fremder Nationen in Wörth einquartiert. Auch in den Zeiten der Napoleonischen Kriege 1786 bis 1801 bezogen alle möglichen Waffengattungen und Nationalitäten Quartier. Ein damals errichtetes Feldhospital verursachte dem Markt Kosten und Lasten von 2740 Gulden.
Nach dem Reichsdeputationshauptschluss wurde die Herrschaft Wörth 1803 Teil des Fürstentums Regensburg. Kurerzkanzler Karl Theodor von Dalberg unterschrieb am 26. Juli 1806 auf Schloss Wörth die Rheinbundakte für das Fürstentum. Mit dessen Auflösung 1810 fiel Wörth an den Regenkreis im Königreich Bayern. Zu diesem Anlass erhielt der Wörther Bürgermeister Franz Xaver Pittinger den Silbernen Verdienstorden der Bayerischen Krone verliehen. 1812 wurde dem Fürsten Karl Alexander von Thurn und Taxis das Gebiet der Herrschaft Wörth von König Max I. Joseph als Erbmannlehen verliehen. Von 1814 bis 1848 war Wörth Sitz eines Thurn und Taxis’schen Herrschaftsgerichts, dann eines Landgerichts. Mit der Trennung von bayerischer Justiz und Verwaltung kam Wörth 1862 zum Bezirksamt Regensburg. Im Jahre 1879 wurde das Landgericht in ein Amtsgericht umgewandelt. Auf Schloss Wörth befanden sich im Bergfried nachträglich eingemauerte und für die damalige Zeit ausbruchsichere Gefängniszellen. Außerdem bestand in der Schlossstraße eine Fronfeste, auch Fragstatt genannt, später als Amtsgerichtsgefängnis bezeichnet. Wörth war zudem Sitz einer Gendarmerie, die sich ebenfalls dort in der Nähe befand. Seit 1961 ist die Polizeiinspektion im ehemaligen Amtsgerichtsgebäude in der Regensburger Straße untergebracht.

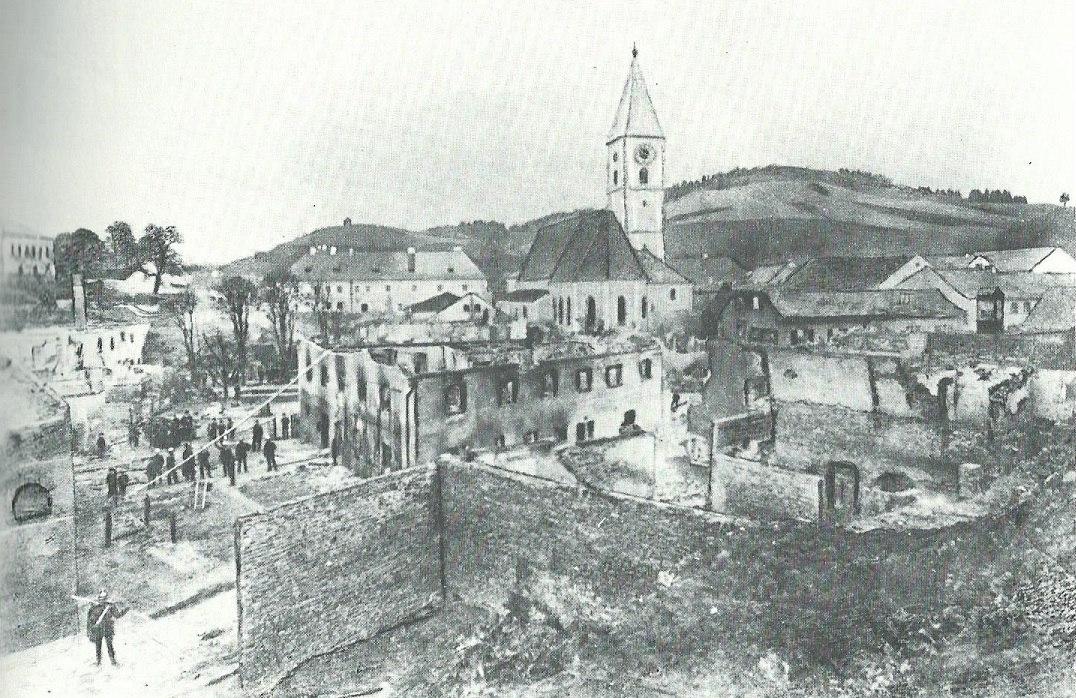
Wörth nach dem Marktbrand von 1892

Nachdem es schon in den vorausgegangenen Jahrzehnten immer wieder zu zahlreichen Bränden gekommen war, wüteten am 29. Mai 1841 und am 12. April 1892 große Marktbrände und zerstörten zahlreiche Gebäude. Der Schaden belief sich 1892 auf 400.000 Reichsmark. Dabei wurden 28 Wohnhäuser und zahlreiche Nebengebäude zerstört, 87 Familien wurden obdachlos. Wörth verlor dabei zu einem großen Teil sein mittelalterliches Aussehen, wurde aber schnell und mit finanzieller Hilfe wieder aufgebaut und erhielt in weiten Teilen sein heutiges Gesicht.

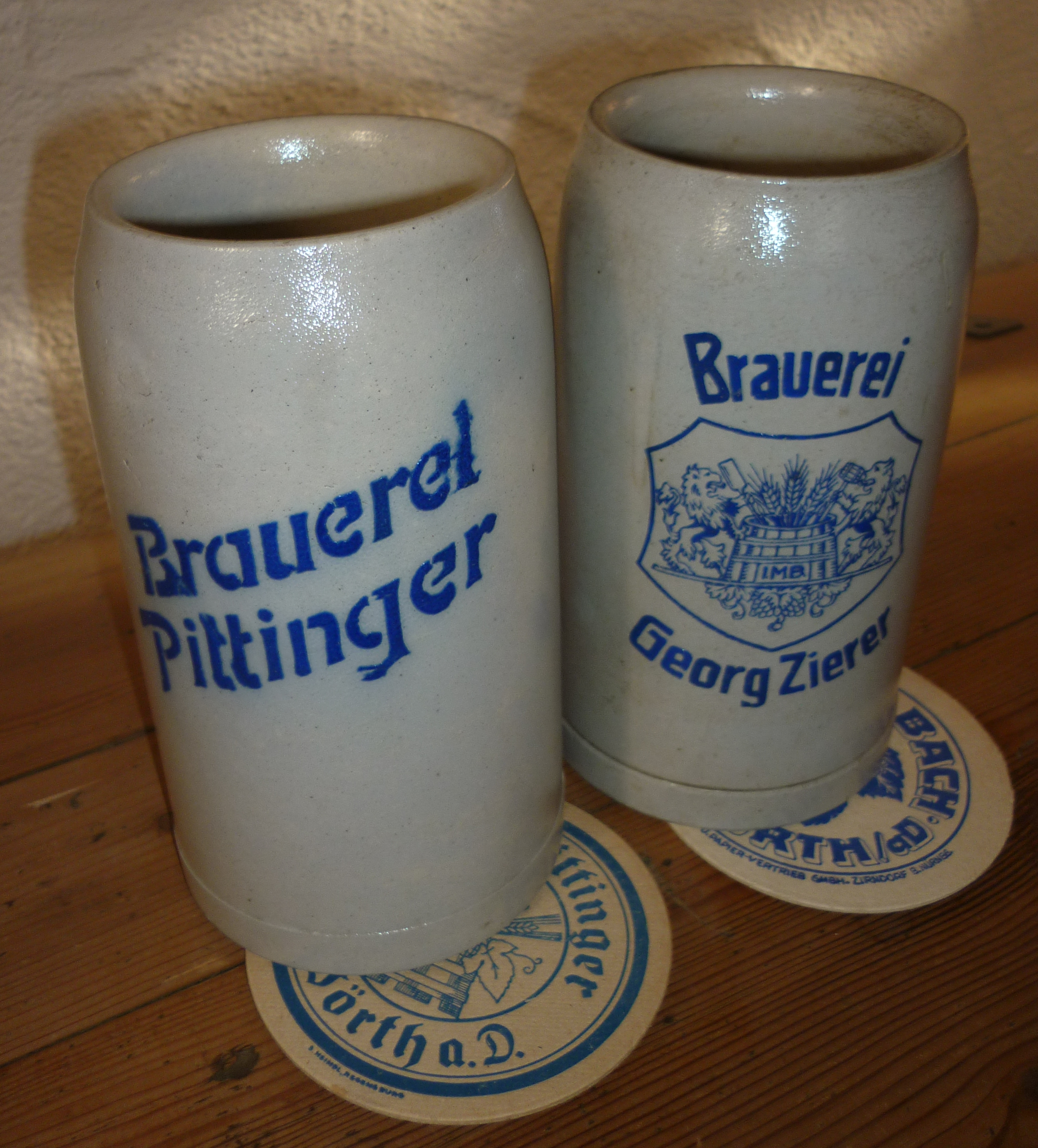
Keferloher Maßkrüge ehem. Wörther Brauereien

Für 1771 lässt sich in Wörth die erste Manualapotheke eines Wundarztes feststellen. Im Jahre 1809 wurde durch den letzten auf Schloss Wörth residierenden Fürstprimas und Fürstbischof von Dalberg die erste Apotheke eingerichtet, zunächst als Schlossapotheke bezeichnet, 1911 als Hofapotheke. 1846/47 wurde in der Ludwigstraße das erste gemeindeeigene „Alte Schulhaus“ erbaut. Das „Neue Schulhaus“ entstand 1891 in der Regensburger Straße; in beiden Einrichtungen wurde bis 1961 unterrichtet. Im Jahre 1858 erhielt der Ort sein erstes Krankenhaus, nachdem bereits 1486 ein Bürgerspital bestanden hatte, das 1561 durch einen Neubau ersetzt wurde. Um 1860 gab es allein am Gschwellbach (auch Perlbach genannt) acht Mühlen und in Wörth und Umgebung zahlreiche Handwerks- und Dienstleistungsbetriebe.
Im Jahre 1892 wurde ein kommunales Schlachthaus errichtet. Der Jahrmarkt Ordnung von 1887 ist zu entnehmen, dass es Jahr für Jahr fünf Marktsonntage gab.
Wörth verfügte gut 200 Jahre lang über eine beachtliche Brautradition. Im Jahre 1812 waren neun Brauereien in Betrieb, die letzte von ihnen schloss 1977.
Im Jahre 1899 stellte Wörth einen Stadterhebungsantrag beim Königlichen Staatsministerium des Innern, der zwar nicht grundlegend abgelehnt wurde, aber dem mit Bescheid vom 4. September 1900 „zur Zeit eine Folge nicht gegeben werden kann“. Auch die Anstrebung eines Bezirksamtes Woerth im Jahr 1902 misslang.
Pfarrer-Freimuth-Stiftung
Das Bestreben zur Gründung eines Kindergartens für Wörth geht bereits auf das Jahr 1858 zurück. Der damalige katholische Pfarrer Franz Seraph Eberl stellte beim Bezirksamt Regensburg die Bitte zur Errichtung einer Kinderbewahranstalt. Da Eberl jedoch 1859 verstarb, wurde zunächst aus diesem Vorhaben nichts. Erst 50 Jahre später, am 19. Oktober 1909
wurde in Wörth der erste Kindergarten eingeweiht. Möglich machte dies der katholische Pfarrer und königliche Distriktsschulinspektor Georg Freimuth durch die Gründung der „Pfarrer-Freimuths-Wohlfahrts- und Unterrichtsstiftung“. Die Bemühungen beim Bezirksamt dauerten sieben Jahre, das Gründungskapital bestand aus 20.000 Reichsmark. Die Zustimmung erteilte Seine königliche Hoheit, Prinzregent Luitpold von Bayern, des Königreichs Bayern Verweser am 12. Juni 1909. Benannt hatte man die Einrichtung, in der drei Nonnen aus dem Orden der „Armen Schulschwestern“ wirkten, nach Papst Leo XIII. „Leoheim“. Die Marktgemeinde hat das Wirken von Pfarrer Freimuth bereits im Jahr der Gründung 1909 mit der Verleihung der Ehrenbürgerschaft gewürdigt. Im Jahr 1982 hatte das „Leoheim“ als Kindergarten ausgedient und ist inzwischen abgerissen worden. Die neue Einrichtung trägt jetzt den Namen Pfarrer-Freimuth-Kindergarten „kinder-reich“ und befindet sich in der Nähe der Schule. Die Pfarrer-Freimuth-Stiftung besteht heute noch und wird durch die Stadt Wörth unterstützt.
Postwesen

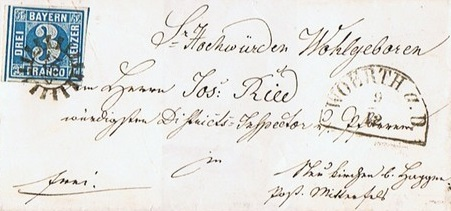
Blaue Dreikreuzer Briefmarke Bayern Mitte 19. Jh. abgestempelt in Wörth

Die Post war in Wörth bereits seit 1. Juli 1851 als eine Postexpedition für den Brief- und Fahrpostdienst untergebracht und im Gasthof mit Brauerei „Zur Post“ in der Ludwigstraße beheimatet. Sie nahm in der etwa 200 Meter langen Hauptgeschäftsstraße mehr als ein Drittel ein und beherbergte neben den Remisen für die Pferde der Postkutschen auch den großen „Brauereigasthof Engelbert Pittinger, Königlicher Posthalter und Bierbrauereibesitzer zu Wörth/Donau“. Von diesem zentralen Gasthof gingen vier Postlinien nach Regensburg, Straubing, Falkenstein (Oberpfalz) und Brennberg aus. Etwas später konnte man bei Bedarf nach Cham, Amberg, Dingolfing und Eichstätt reisen. Im August 1932 wurde die Post anstelle des ehemaligen Spitals in einen Neubau in die Regensburger Straße verlegt. Heute hat die Deutsche Post AG eine Filiale im Zentrum Wörths.
Zudem gab es in der Zeit der Walhallabahn (1903–1968) bis zur Einstellung des Stückgut- und Expressgutverkehrs am 31. März 1966 die Möglichkeit Postsendungen per Bahnpost nach Regensburg zu befördern.
Ehemalige Korbmacherfabrik
Nachdem 1812 der Fürstbischöfliche Hofgarten im ehemaligen Gemeindeteil „Sand“ in den Besitz des Fürstlichen Hauses von Thurn und Taxis übergegangen war, entstand auf dessen Gelände eine vom Fürstenhaus errichtete und für damals sehr moderne Korbmacherfabrik. Sie war eine der wenigen Investitionen des Fürstenhauses in Wörth, nachdem es eine Ziegelei, eine Weißbierbrauerei, das Gerichts- und das Rentamtsgebäude verkauft hatte. Aus dieser Fabrik mit Weidenschule wurden die zahlreichen landwirtschaftlichen Güter der Thurn und Taxis sowie viele weitere Abnehmer in ganz Bayern versorgt. Am 19. Juli 1939 wurde die Anlage veräußert; die letzten Reste der Fabrik wurden 1965 entfernt.

### Ehemalige Ortschaft Waxenberg

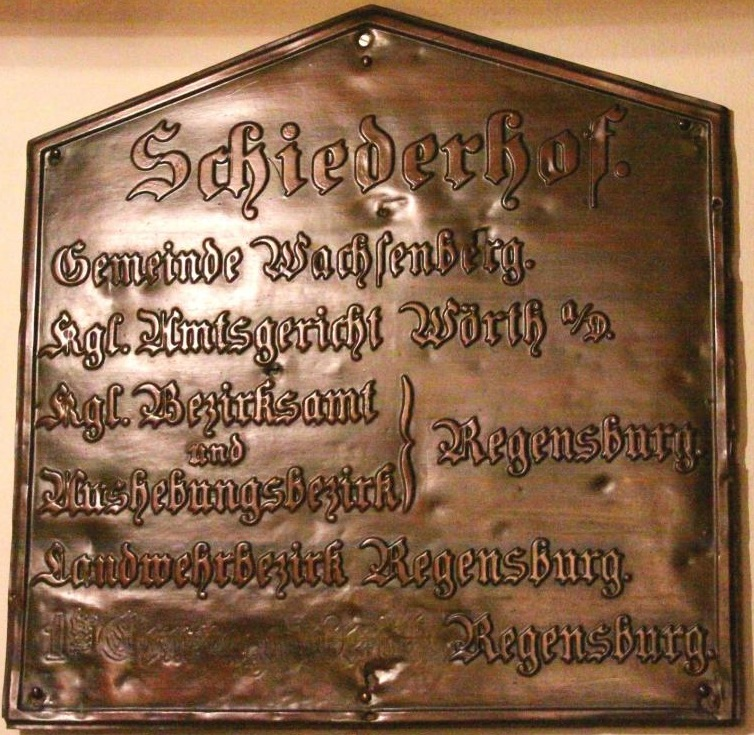
Gedenktafel Gemeinde Wachsenberg

Nördlich des Gemeindeteils Zinzendorf, im Waxenberger Forst, befand sich das einstige Dorf Waxenberg (Wachsenberg)
im königlichen Amtsgerichtsbezirk Wörth an der Donau. Heute erinnern an diese Ortschaft nur noch ein Wegkreuz (Marterl) sowie einige Mauerreste. Am 24. August 1906 zogen die letzten Bewohner von hier fort. Die schlechte wirtschaftliche Lage, der Auswanderungsdrang in die USA sowie Streitigkeiten unter den Einwohnern dürften maßgeblich zum Wegzug beigetragen haben. Die Ortschaft Waxenberg wurde planmäßig aufgegeben und die dazugehörige Ackerfläche aufgeforstet. Nach dem Abzug der letzten Familie wurde die Ortsbezeichnung Waxenberg in der Gemeinde Höhenberg in den 1930er Jahren aufgelassen. Eine Gedenktafel im Gasthaus „Schiederhof“ bei Wiesenfelden erinnert bis heute an diese Gemeinde.
→ Zur früheren Vergangenheit des Ortes siehe: Artikel Waxenberg (Oberpfalz)
Die Ortschaft mit den dazugehörenden Einöden und Weilern war mit 2716 Hektar eine der größten Gemeinden im Herrschaftsgebiet Wörth und in der Oberpfalz. Nach der Neugliederung der Gemeinden und Bezirke wurde die Gemeinde Wachsenberg in den Jahren 1827/1828 gebildet. 1886 zählte sie 109 Einwohner. Auffällig ist, dass keine Freiwillige Feuerwehr, wie es zu dieser Zeit üblich war, gegründet wurde. Der Ort gehörte zum Seelsorgebezirk Pfarrei Pondorf und hatte Niedergerichtsrechte.
Burgställe auf dem Waxenberg:
In unmittelbarer Nähe der Wüstung Waxenberg in der Gemarkung Hungersacker liegen die Burgställe „Alte Schlossgräben“ und „Schlössel“. Ein dritter, bislang unbekannter Burgstall „Schlosshänge“ liegt südlich des Burgstalls „Schlössel“ auf dem Galgenberg.

### 20. Jahrhundert
Nachdem bereits 1904 eine staatliche Ortstelefonanlage eröffnet worden war (hier waren die Städte Regensburg, Cham und Straubing angeschlossen), wurde 1906 mit einer Hochdruckwasserleitung die erste kommunale Quellwasserversorgung in Betrieb genommen. Erste Bemühungen um eine Versorgung des Marktes mit gutem und hinreichendem Trinkwasser gingen auf die Jahre 1883 bis 1885 zurück. Bereits im Jahr 1900 wurde vom fürstlichen Haus Thurn und Taxis eine private Wasserleitung zum Schloss gebaut.
Erster Weltkrieg

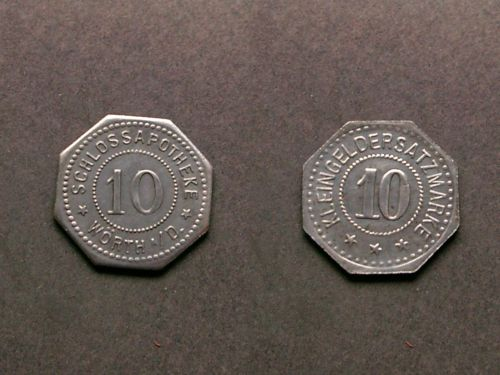
1917: Kleingeldersatz aus Zink Schlossapotheke Wörth

Die wirtschaftlichen und politischen Auswirkungen des Ersten Weltkriegs waren auch in Wörth spürbar. Hofapotheker August Essenwein bekam am 17. Oktober 1917 von der Königlichen Regierung der Oberpfalz die Genehmigung zur Ausgabe von Kleingeldersatzmarken aus Zink. Die heutige Taxisstraße, die bis dahin Falkensteiner Straße hieß, wurde nach dem großen Feldherrn und späteren Reichspräsidenten in Hindenburgstraße umbenannt. Überdies wurden Kriegsnagelungen zur finanziellen Unterstützung der Hinterbliebenen von Gefallenen durchgeführt und brachten Einnahmen in Höhe von 1.968,63 Reichsmark. 94 Wörther und Oberachdorfer Männer fielen in diesem Krieg.
Nachkriegszeit
Für die Gefallenen von Wörth wurde am 17. Juni 1923 ein Kriegerdenkmal eingeweiht, für die Oberachdorfer Gefallenen 1921 eine Kriegergedächtniskapelle erbaut. In der Zeit nach 1918 erholte sich Wörth nach und nach kulturell und wirtschaftlich. 1921 wurde ein neues Krankenhaus eröffnet.
Zeit des Nationalsozialismus
Nach 1933 übernahm auch in Wörth die NSDAP die Macht, am 11. März 1933 wurde auf dem Rathaus die Hakenkreuzfahne gehisst, der Rathausplatz wurde in Horst-Wessel-Platz, der Bereich Bahnhofstraße bis zum Marktplatz in Adolf-Hitler-Straße umbenannt. Anfangs standen vor allem kirchliche Vereine dem NS-Regime skeptisch gegenüber, wurden jedoch vom Bezirksamt in Regensburg vom 24. April 1934 an verboten; auch Teile der Bevölkerung waren gegen diese Entwicklung, unternahmen jedoch nichts dagegen. Im Schloss war ab 1933 ein Reichsarbeitsdienstlager mit 216 Männern einquartiert um die örtliche Infrastruktur zu verbessern, es wurde am 1. Oktober 1935 aufgelöst. Die NSDAP-Ortsgruppe Wörth zählte bald zu den größten im Kreis Regensburg. Zentrale Bedeutung im Sinn der NSDAP in Wörth kam Alfons Lehle und Obersturmbannführer der SA Paul Gottschall zu, die kurzzeitig Bürgermeister waren, sowie Friedrich Horkheimer, der dieses Amt ab Herbst 1936 bis Mai 1945 innehatte. Der bis 1933 amtierende und nicht der NSDAP beigetretene Bürgermeister Rupert Saller sah sich im Dritten Reich Drohungen ausgesetzt. Beispiele für die Regimetreue Horkheimers waren die Denunziation dreier polnischer Zwangsarbeiter im KZ Flossenbürg, welche dort ermordet wurden; eine Tiefenthaler Bürgerin kam für ein Dreivierteljahr in das KZ Ravensbrück, und der Pfarrer der Nachbargemeinde Wiesent, Tiberius Burger, wurde 1940 durch Horkheimer angezeigt. Dies löste einen langen Verhandlungskampf und die Angst vor einer Entziehung seiner Unterrichtserlaubnis aus. Auch der Wörther Seelsorger Kammermeier, der ebenfalls gegen das Regime ankämpfte, war dem Fanatismus ausgesetzt; es erfolgte ein Schutzhaftbefehl gegen ihn, der Kooperator erkrankte und musste fliehen. Der Wörther Obmann der katholischen Verbände, Pfarrer Wolfgang Schleich, stellte sich Hitlers Herrschaft ebenfalls entgegen, was zu Beschwerden und Klagen gegen ihn führte.
Zweiter Weltkrieg

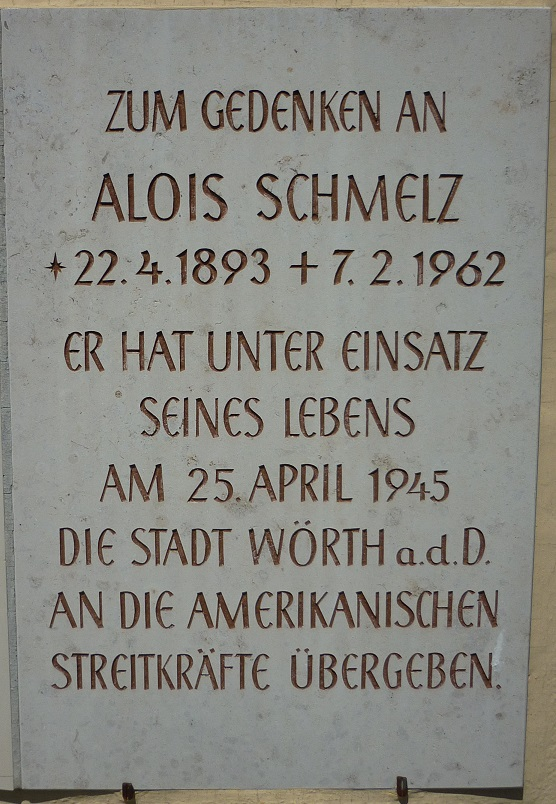
Gedenktafel Alois Schmelz Friedhofskapelle

Vor Bombardierungen und größeren Zwischenfällen blieb Wörth während des Kriegs verschont. Wenige Tage vor dem Ende des Zweiten Weltkriegs wurde Wörth am 25. April 1945 durch den Landwirt und Sozialdemokraten Alois Schmelz, dem späteren durch die US-Streitkräfte eingesetzten ersten Bürgermeister nach dem Krieg, kampflos an deren Truppen übergeben und vom Nationalsozialismus befreit. Ein zuvor gegründetes Bürgerkomitee machte dies möglich. Stunden vorher waren die letzten Einheiten der Wehrmacht und der SS aus Wörth abgezogen. Für Alois Schmelz, der vom am 8. März 1947 gegründeten VDK-Ortsverband Wörth am 22. April 1947 zum ersten Vorsitzenden gewählt wurde, ist an der Friedhofskapelle am Hohen Rain eine Gedenktafel angebracht. NSDAP-Bürgermeister Friedrich Horkheimer wurde nach dem Krieg zu drei Jahren Arbeitslager und dem Entzug seines gesamten Vermögens verurteilt. Im Zweiten Weltkrieg fielen 80 Wörther; 42 Männer gelten als vermisst. Für sie wurde nach dem Krieg ein Kriegerdenkmal errichtet.
Nachkriegszeit und Moderne
Stadterhebung
Da Wörth über eine reiche Geschichte verfügt (1285 war hier die bischöfliche Münzstätte eingerichtet, Joseph Rudolf Schuegraf vermerkte in seiner Chronik, dass der Ort um 1300 bereits die Bezeichnung „Städl am Walde“ führte, er besaß im ausgehenden 15. Jahrhundert die Marktrechte mit städtischer Verfassung, überdies hatte er das Haupt- und Bannmarktrecht und wirtschaftliche und kulturelle Bedeutung), wurde der Markt Wörth a. d. Donau am 5. Mai 1954 zur Stadt erhoben. Am 1. August 1954 wurde mit zahlreichen Persönlichkeiten der Festakt begangen; Regensburg war Patenstadt, die Amtskette für den Wörther Bürgermeister war das Patengeschenk.
Strukturwandel
Nach 1945 büßte Wörth zunächst an Bedeutung ein, etwa 1959 durch die Auflösung des Amtsgerichts, was zu großem Unmut und öffentlichen Protest in der Bevölkerung und am 6. August 1959 zum Rücktritt aller Stadträte sowie des Ersten Bürgermeisters führte. Am 1. Oktober 1959 nahmen sie ihre Arbeit wieder auf. Dieser geschlossene Amtsverzicht eines Stadtrats mit dem Bürgermeister war bis dahin einmalig in der bayerischen Geschichte.
1954 kam es zu einer Hochwasserkatastrophe an der Donau. Dabei brach der Damm der Wiesent und überflutete die Wörther und Tiefenthaler Au binnen kurzer Zeit. Darüber hinaus wurde 1954 die Nebenstelle des Arbeitsamts aufgegeben; 1963 schloss der letzte Mühlenbetrieb und es gab den letzten Eisstoß auf der Donau bei Wörth. 1968 kam das Ende der Walhallabahn und 1969 das der Wörther Schlossfestspiele, die bis dahin überregionale Bedeutung erlangt hatten. Auf Schloss Wörth wurden von 1952 bis 1969 insgesamt 170 Aufführungen durchgeführt.
1970 wurden die AOK-Zahl- und Meldestelle sowie die Landwirtschaftliche Berufsschule geschlossen. Auch die Bemühungen um die Ansiedlung eines Bundeswehrstandortes (1958 und 1960) und einer Realschule scheiterten. 1976 wurde die im Schloss untergebrachte Bundesbahnschule nach Regensburg verlegt; 1977 schloss die letzte Brauerei.
Im selben Zeitraum investierte die Stadt jedoch in den Ausbau der Infrastruktur; es wurden neue Siedlungsräume und erste Gewerbegebiete ausgewiesen. 1962 wurde die neue Zentralschulanlage eröffnet, die in den folgenden Jahrzehnten immer wieder vergrößert wurde. Die Stadt erholte sich zunehmend wirtschaftlich und kulturell. Die Ansiedlung mittlerer und größerer Gewerbe- und Handwerksbetriebe folgte. Eine Umstrukturierung zum Dienstleistungs-, Wirtschafts- und Gewerbestandort gelang. 1972 wurde das 1921 bezogene Krankenhaus abgebrochen und durch einen Neubau ersetzt; ein Anbau von 1956 blieb bestehen. 1989 und 1990 wurde es um einen Trakt erweitert. Nachdem die Gemeinden Kirchroth und Wörth den Wasserzweckverband Eichelberg gründeten, wurde 1975 durch den Bau von Hochbehältern eine neue Wasserversorgung in Betrieb genommen. Im Rahmen des Generationenprojekts „Bau der Kanalisation Wörth an der Donau“ in den Jahren 1972 bis 2005 wurde 1979 ein Klärwerk, in das später der Wertstoffhof integriert wurde, erbaut. 1975 wurde ein Hallenbad errichtet und 1982 der Neubau eines Kindergartens eröffnet, den man in den folgenden Jahren erweiterte.
Stadtjubiläum
1979 feierte Wörth 25 Jahre Stadterhebung und das 1200-jährige Bestehen des Ortes. Durch die Deutsche Bundespost gab es aus diesem Anlass einen Sonderstempel, und durch die Stadt Wörth kamen eine Gedenkmedaille in Gold und Silber, zwei Jubiläumskrüge und das Buch „Wörth – Stadt zwischen Strom und Berg“ heraus. Der Festakt wurde am 1. Juli 1979 begangen. 2004 beging man das 50-jährige Stadtjubiläum. Zu diesem Ereignis gab es das gesamte Jubiläumsjahr zahlreiche Festveranstaltungen und es erschien durch die Stadt das Buch „50 Jahre Stadt Wörth an der Donau“ sowie eine offizielle Anstecknadel. Der Festakt fand am 1. August statt.
Autobahnbau
Erste Brücken- und Erdbauarbeiten für den Bau einer Autobahn bei Wörth an der Donau gehen in das Jahr 1939 zurück (Autobahndurchlass Wichenbach bei Tiefenthal). 1942 wurden die Arbeiten jedoch spätestens eingestellt und erst ab Ende der 1970er Jahre mit einer geänderten Trassenführung wieder aufgenommen. Als Anfang der 1980er Jahre das Autobahnteilstück Regensburg „Anschlussstelle Rosenhof“ – Straubing der BAB 3 mit der Donaubrücke Wörth fertiggestellt worden war, hatte die Stadt mit der Anschlussstelle „Wörth an der Donau/Wiesent“ ihren ersten Autobahnanschluss. Das letzte Teilstück der Fernstraße zwischen Straubing und Deggendorf wurde 1984 freigegeben. Somit war die Autobahn durchgehend bis zur österreichischen Grenze befahrbar. Im Dezember 1993 fand mit der Eröffnung der Bundesautobahnanschlussstelle „Wörth an der Donau-Ost“ die verkehrsmäßige Erschließung des östlichen Landkreis Regensburg seinen Abschluss. Seitdem gibt es für Wörth zwei Anschlussstellen an die BAB 3: Nr. 104a „Wörth an der Donau/Wiesent“ und Nr. 104b „Wörth an der Donau-Ost“.

### 21. Jahrhundert

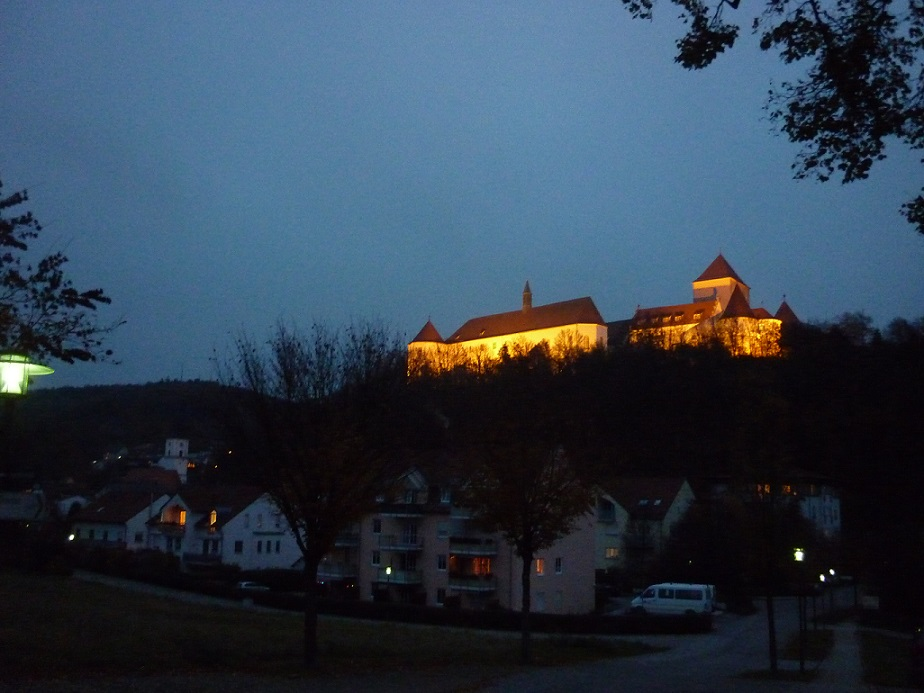
Wörth an der Donau: Teil der Innenstadt bei Nacht

Wichtige Entwicklungen der letzten Jahre waren wiederum Investitionen in Infrastruktur und Wirtschaft, die Altstadtsanierung sowie die Sicherung des Schulstandortes durch den Bau einer Mensa und Schulturnhalle mit Heizwerk und Freisportanlagen in den Jahren 2014 und 2015. Für den Schulstandort investierte die Stadt insgesamt knapp neun Millionen Euro. 2010 wurde bereits ein Bürgerhaus mit Bürgersaal und 2011 eine Caritas-Kinderkrippe eingeweiht, die zwischenzeitlich mit dem EMAS Umweltsiegel der Europäischen Union ausgezeichnet wurde. Das Kreiskrankenhaus Wörth wurde in den letzten Jahren weiter vergrößert, modernisiert und mit Hilfe des Landkreises Regensburg zu einer modernen Klinik entwickelt. Sie trägt nun den Namen Kreisklinik und Gesundheits-Kompetenz-Zentrum Wörth an der Donau. Ein weiterer wichtiger Schritt war die Ansiedlung eines umweltfreundlichen Hackschnitzel-Heizkraftwerks, das Teile der Stadt mit Heizenergie versorgt. Dazu kamen Investitionen in regenerative, umweltfreundliche Energie und energiesparende Technik sowie in die Breitbandversorgung.
Die Stadt Wörth an der Donau wurde 2012 im IHK-Bezirk Regensburg unter acht Landkreisen und drei kreisfreien Städten als eine von nur 13 Kommunen mit der höchsten Bewertung als „Attraktiver Wohn- und Arbeitsort“ eingestuft.

### Eingemeindungen

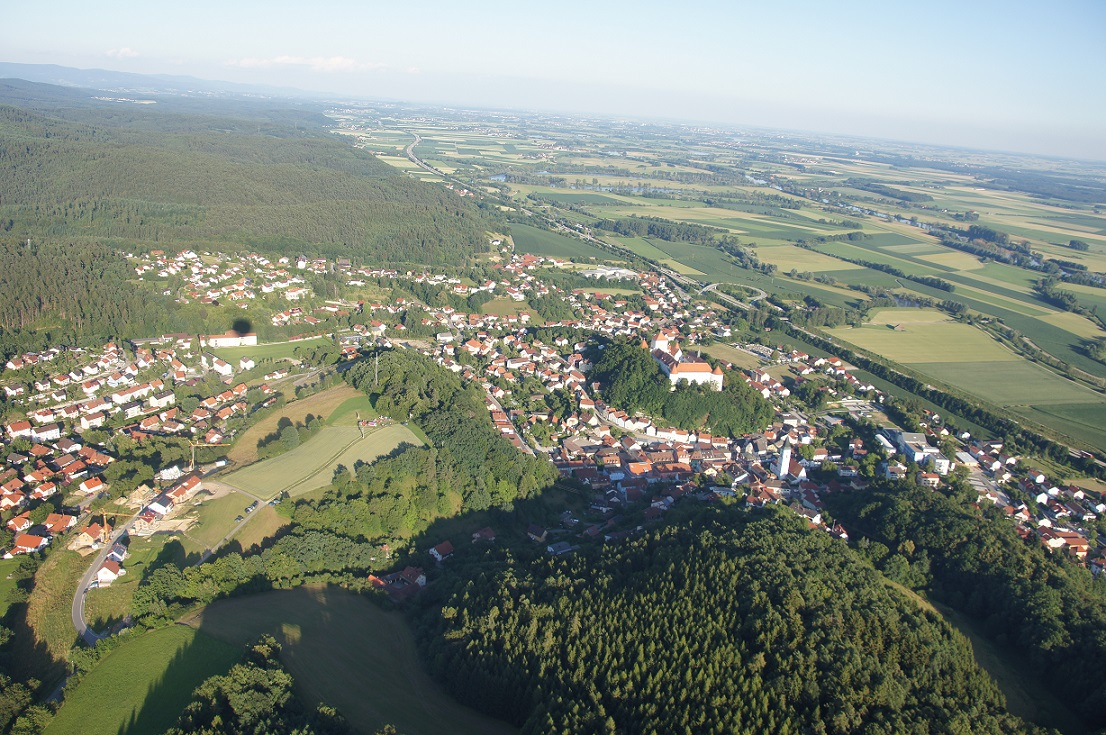
Wörth an der Donau Luftaufnahme 2011 …

Von 1945 bis 1948 kam es zu einer von der US-amerikanischen Militärregierung veranlassten und teilweise nur vorübergehenden kommunalen Umstrukturierung. Es kamen
- zum Markt Wörth:
  - die Gemeinden Oberachdorf und Tiefenthal (beide wieder selbstständig am 1. April 1948)
  - von der Gemeinde Brennberg: der Weiler Kirnberg, die Einöden Kälberhäusl und Reichenbach
  - von der Gemeinde Rettenbach: die Weiler Vorder- und Hintergrub, die Einöden Pfraumbach und Reiserhof
  - von der Gemeinde Wiesent: die Einöde Wörthhof (zur Gemeinde Oberachdorf am 23. März 1949)
- zur Gemeinde Hofdorf:
  - die Gemeinde Zinzendorf (wieder selbständig am 1. April 1948)
- zur Gemeinde Weihern:
  - die Gemeinde Hungersacker
- zur Gemeinde Wiesent:
  - die Gemeinde Kiefenholz (wieder selbständig am 1. April 1948)

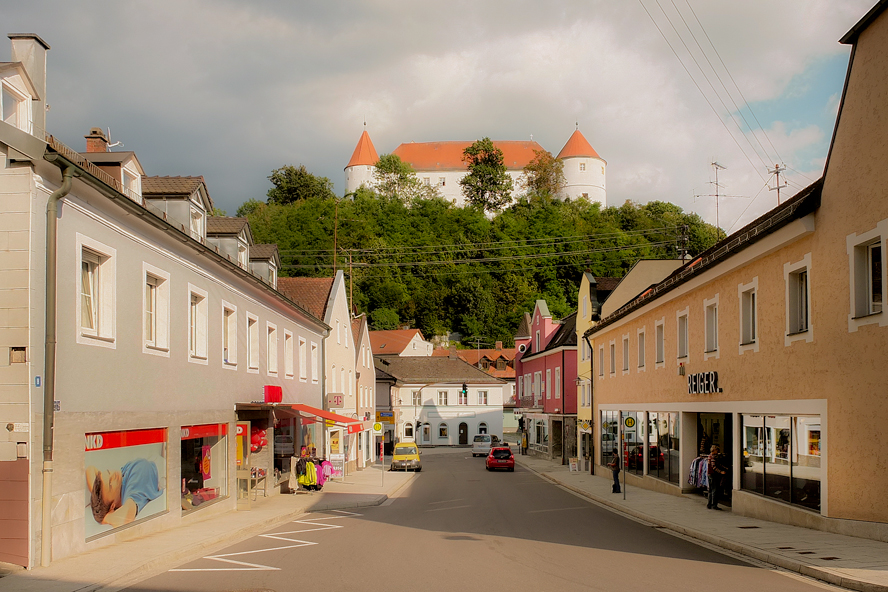
… sowie der Marktplatz

Im Zuge der bayerischen Gebietsreform schlossen sich nach einer Volksabstimmung die Gemeinden Hofdorf, Kiefenholz, Oberachdorf, Tiefenthal, Weihern, Wörth und Zinzendorf am 1. April 1971 zur neuen Stadt Wörth an der Donau zusammen. Am 1. Juli 2000 wurde das gemeindefreie Gebiet Waxenberger Forst-West eingemeindet.

### Einwohnerentwicklung
Zwischen 1988 und 2018 wuchs die Stadt von 3641 auf 4918 um 1277 Einwohner bzw. um 35,1 %.
Gebietsbereinigte Einwohnerentwicklung seit 1840. Bis 1987 Volkszählungsergebnisse, danach Fortschreibungen:
| Jahr | Einwohner |
| ---- | --------- |
| 1840 | 2791      |
| 1871 | 3127      |
| 1900 | 3173      |
| 1925 | 3156      |
| 1939 | 3296      |
| 1950 | 3772      |

| Jahr | Einwohner |
| ---- | --------- |
| 1961 | 3249      |
| 1970 | 3331      |
| 1987 | 3591      |
| 1991 | 3942      |
| 1995 | 4388      |
| 1999 | 4387      |

| Jahr | Einwohner |
| ---- | --------- |
| 2000 | 4403      |
| 2001 | 4501      |
| 2002 | 4505      |
| 2003 | 4514      |
| 2004 | 4486      |
| 2005 | 4489      |

| Jahr | Einwohner |
| ---- | --------- |
| 2006 | 4472      |
| 2007 | 4459      |
| 2008 | 4420      |
| 2009 | 4416      |
| 2010 | 4425      |
| 2011 | 4446      |

| Jahr | Einwohner |
| ---- | --------- |
| 2012 | 4586      |
| 2013 | 4719      |
| 2014 | 4733      |
| 2015 | 4756      |
| 2016 | 4743      |

Gebietsbereinigte Einwohnerentwicklung im Ortsteil Wörth a.d.Donau:
| Jahr | Einwohner |
| ---- | --------- |
| 1908 | 1541      |
| 1971 | 1935      |
| 2000 | 2903      |
| 2014 | 3042      |

## Religion

### Christentum
Wie in der gesamten Oberpfalz ist auch in Wörth an der Donau der größte Teil der Bevölkerung römisch-katholisch; der Anteil liegt bei circa 80,9 Prozent. 6,4 Prozent der Wörther Bevölkerung sind Mitglieder der evangelischen Kirche. 12,7 Prozent sind entweder konfessionslos oder gehören einer anderen Religion an. (Stand 2011)

#### Römisch-katholische Kirche
Im Stadtgebiet gibt es zwei katholische Pfarreien bzw. Seelsorgeeinheiten. Die Pfarrei St. Petrus in Wörth gehört zum Dekanat Donaustauf des Bistums Regensburg, die Expositur Hofdorf gehört zur Pfarrei Pondorf im Dekanat Bogenberg-Pondorf, ebenfalls Bistum Regensburg. Es bestehen die Kirchenverbände Katholische Arbeitnehmer-Bewegung KAB (gegründet 1899), Katholische Landjugendbewegung KLJB (2011), Katholischer Burschenverein mit Mädchengruppe Kiefenholz KBV (1950), Katholischer Burschenverein Niederachdorf-Hofdorf (1923), Marianische Männerkongregation MMC (1930er Jahre) sowie Kolping (1927) und Frauenbund (1980).

#### Katholisches Brauchtum
Seit über 100 Jahren wird in Wörth am Mittwochabend vor Fronleichnam ein Zapfenstreich gespielt, seit 1956 durch die Stadtkapelle. Sie marschiert dabei eine bestimmte Strecke in der Stadt ab und macht an bestimmten Plätzen Marschpausen mit einem Standkonzert. Diese traditionelle Einrichtung gehört zum Fronleichnamsfest wie der Gottesdienst und die Prozession zum Festtag. Zudem findet jedes Jahr auf dem Herrnberg ein von der Katholischen Landjugendbewegung KLJB organisiertes Johannifeuer statt.
Wallfahrt nach Pilgramsberg
Seit dem Jahr 1842 findet jährlich, Ende Mai/Anfang Juni, eine Wallfahrt von Wörth und Kiefenholz zur Wallfahrtskirche St. Ursula in Pilgramsberg statt. Sie geht auf eine Heilung durch die Wallfahrt einer Kiefenholzer Bürgerin, deren Sohn nach einer Impfung erblindet war und danach wieder sein Augenlicht zurückbekam, zurück.

#### Evangelisch-lutherische Kirche
Die evangelischen Christen in Wörth gehören der Evangelisch-Lutherischen Kirchengemeinde St. Lukas in Regensburg an.

### Weitere Religionsgemeinschaften
In Wörth befindet sich ein Königreichssaal der Zeugen Jehovas Neutraubling e. V.

## Politik

### Stadtrat
Der Wörther Stadtrat besteht aus 16 ehrenamtlichen Stadträten und dem hauptamtlichen Ersten Bürgermeister. Das Stadtparlament wird für eine Legislaturperiode von sechs Jahren gewählt. Von den 3854 stimmberechtigten Einwohnern in der Stadt Wörth an der Donau, haben 2484 von ihrem Wahlrecht Gebrauch gemacht, womit die Wahlbeteiligung bei 64,45 Prozent lag.
Die Kommunalwahlen brachten die in den Diagrammen dargestellten Ergebnisse.
- SPD: 2
- Grüne: 1
- VAW: 3
- ÜWG: 3
- CSU: 7

Ergebnisse der Gemeinderatswahlen 2008, 2014 und 2020
| Partei / Gruppierung                                 | Stimmen-anteil 2008 | Sitze 2008 | Stimmen-anteil 2014 | Sitze 2014 | Stimmenanteil 2020 | Sitze 2020 |
| ---------------------------------------------------- | ------------------- | ---------- | ------------------- | ---------- | ------------------ | ---------- |
| CSU                                                  | 32,1 %              | 5          | 30,9 %              | 5          | 43,6 %             | 7          |
| Überparteiliche Freie Wählergemeinschaft Wörth (ÜWG) | 22,0 %              | 4          | 20,2 %              | 3          | 16,9 %             | 3          |
| SPD                                                  | 12,9 %              | 2          | 14,7 %              | 2          | 10,7 %             | 2          |
| Vereinigung Aktiver Wähler (VAW)                     | 17,3 %              | 3          | 14,6 %              | 2          | 20,5 %             | 3          |
| Bündnis 90/Die Grünen                                | 8,6 %               | 1          | 10,0 %              | 2          | 8,3 %              | 1          |
| Junge Bürger                                         | 7,1 %               | 1          | 9,5 %               | 2          | –                  | 0          |

### Bürgermeister
Berufsmäßiger Erster Bürgermeister ist Josef Schütz (CSU). Dieser wurde bei den Kommunalwahlen in Bayern 2020 im ersten Wahlgang mit 78,6 % gewählt und ist seit 1. Mai 2020 im Amt. Zweiter Bürgermeister ist seit 2020 Gerhard Schmautz (SPD), Dritte Bürgermeisterin ist Beate Ostermeier (CSU).

#### Erste Bürgermeister vor 1945
Erstmalige Erwähnung eines Bürgermeisters: Ulrich Vorstl (1482)
- Franz Xaver Pittinger (1803 bis 1808),
- Schottenloher,
- Vilsmeier,
- Kleebauer,
- Max Joseph Scheglmann (1876 bis 1888),
- Oetting (1888 bis 1902),
- Johann Henfling (1902 bis 1930),
- Rupert Saller, letzter frei gewählter Bürgermeister (1930 bis 1933),
- Alfons Lehle, NSDAP (April 1933 bis August 1936),
- Paul Gottschall, NSDAP (August 1936 bis Oktober 1936),
- Friedrich Horkheimer, NSDAP (Oktober 1936 bis Mai 1945)

#### Erste Bürgermeister seit 1945

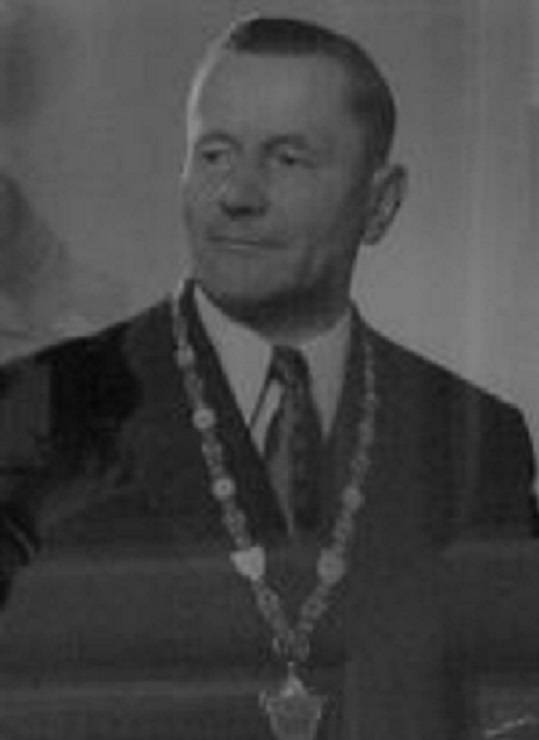
Johann Baumann: Erster frei gewählter Bürgermeister nach 1945

- 1945 bis 1946: Alois Schmelz (von den US-Streitkräften eingesetzt)
- 1946 bis 1965: Johann Baumann (ÜWG)
- 1965 bis 1973: Alfred Büchele (CSU)
- 1973 bis 2002: Franz Beutl (CSU)
- 2002 bis 2020: Anton Rothfischer (ÜWG)
- seit 2020: Josef Schütz (CSU)

### Gemeindefinanzen
Im Jahr 2014 betrugen die Gemeindesteuereinnahmen 5,305 Mio. Euro (2013: 4,63 Mio.), davon waren 2,084 Mio. Euro (2013: 1,6 Mio.) Gewerbesteuereinnahmen (netto) und lagen damit deutlich über den Steuereinnahmen des Vorjahres. Wörth ist stark vom Dienstleistungsgewerbe, handwerklichen Gewerbe sowie vom verarbeitenden Gewerbe abhängig. Die Steuerkraft der Stadt betrug zuletzt 712,25 € je Einwohner und lag damit auf Rang 6 im Landkreis Regensburg. (Stand 2014)

### Bundestagswahlkreis
Wörth zählte bis zur Bundestagswahl 2017 zum Wahlkreis Regensburg (Nr. 233), dem auch der Landkreis Regensburg angehört;für 2021 ist es (mit Brennberg) dem Wahlkreis 234 (Schwandorf) neu zugeordnet worden.

### Interkommunale Zusammenarbeit

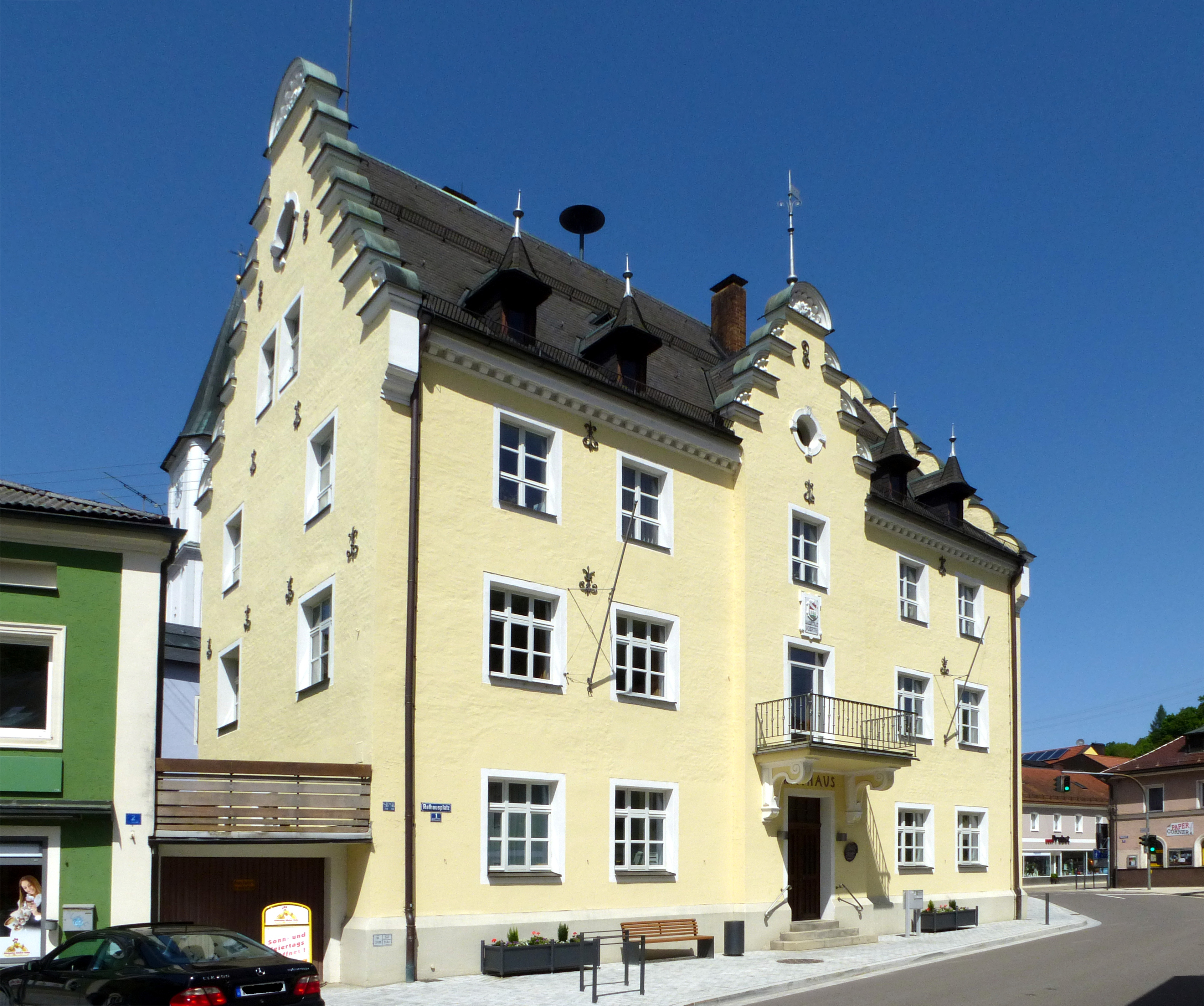
Das Wörther Rathaus

Bei der interkommunalen Zusammenarbeit nimmt Wörth an der Donau in der Oberpfalz und bayernweit eine Vorreiterrolle ein. Die Nachbargemeinden Wiesent und Pfatter übertrugen das Standesamt nach Wörth, im Gegenzug erhielt Wiesent die Verwaltung des Grundschulverbandes. Weiter besteht mit der Gemeinde Wiesent die Kooperation Zweckverband Kläranlage Wörth a. d. Donau und ebenfalls mit Wiesent sowie Brennberg der „Familienstützpunkt Donau.Wald“. Dieses Pilotprojekt wird durch den Freistaat Bayern gefördert und gilt als neue Informations- und Kontaktstelle für Familien. Insgesamt ist Wörth in fünf Bereichen mit acht Kooperationen Vorreiter (Stand: Mai 2015).

### Soziale Stadt
Im Rahmen des Projekts „Soziale Stadt Wörth“ wurde im Jahr 2011 der „Nachbarschaftshilfeverein Wörth a.d.Donau e. V.“ gegründet, den die Stadt Wörth unterstützt. Die Hauptaufgabe des Vereins besteht darin, den Bürgern Wörths, die nachbarschaftliche Hilfe benötigen, als Ansprechpartner zur Verfügung zu stehen. Es wird dabei unbürokratische Hilfe durch sozial engagierte Bürger vermittelt.
Asyl
Nachdem bereits in den 1990er Jahren in Wörth eine Sammelunterkunft für Asylbewerber bestanden hatte, gab es vom 1. März 2012 bis zum 31. Januar 2017 eine Gemeinschaftsunterkunft für Asylbewerber. Nach einer umfassenden Modernisierung des Gebäudes sind seit Anfang 2018 dort wieder Flüchtlinge untergebracht. Es hat sich ein großes Wörther Netzwerk gebildet, das den Asylsuchenden starke Stützen bildet, um eine menschenwürdige und sozialfreundliche Umgebung zu bieten. Begegnungen und zahlreiche Kontaktmöglichkeiten zur Bevölkerung werden auch auf Vereinsebene gebildet.

### Leben findet Innenstadt/Aktive Zentren
Die Stadt nimmt am Förderprogramm „Leben findet Innenstadt/Aktive Zentren“ der Bundesrepublik Deutschland und des Bundeslandes Bayern aus dem Bereich Städtebau teil. Die Funktionsvielfalt und Lebendigkeit der zentralen Versorgungsbereiche zu fördern, ist das Ziel des Programms. Die Stärkung der Innenstadt Wörths wird durch Gelder von Bund und Land unterstützt. Auch die Stadtsanierung wird mit Mitteln des Bundes und des Freistaates Bayern im Bund-Länder-Städtebauförderprogramm Aktive Zentren gefördert.

### Familie und Jugend
In Wörth gibt es für Kinder und Jugendliche Ferienprogramme, Tagesfahrten, ein Nachwuchsband-Contest und einen Jugendtreff sowie für Senioren den Förderkreis „Alte Heimat neue Freunde“, „Aktiv ab 50“ sowie von Zeit zu Zeit ein „Seniorenkino“. Die Stadt engagiert sich vielfältig für den Bereich Senioren, Familie, Kinder und Jugend.

### Flutpolder an der Donau
Die Stadt Wörth an der Donau und alle an die Donau angrenzenden Gemeinden des Umlandes bis Barbing haben sich einstimmig und mit Nachdruck gegen die aufgrund des Jahrhunderthochwassers 2013 von der Bayerischen Staatsregierung geplante Schaffung der gesteuerten Flutpolder Wörthhof und Eltheim zur Milderung von Hochwasserständen an der Donau ausgesprochen. Auch die Landrätin des Landkreises Regensburg Tanja Schweiger zeigt sich skeptisch. Die seit Jahren bekannte Grundwasserproblematik, hervorgerufen durch die Donau, und die Gefährdung der Trinkwasserversorgung von Wörth, die sich ebenfalls in unmittelbarer Nähe der geplanten Flutpolder befindet, spreche deutlich dagegen.
Es entstand eine starke Protestbewegung namens «IG-Polder» (Interessengemeinschaft gegen Flutpolder im östlichen Landkreis Regensburg) durch zahlreiche Landwirte und andere Bürger. Durch den nach der Landtagswahl vom 14. Oktober 2018 in Bayern zwischen den Freien Wählern und der CSU geschlossenen Koalitionsvertrag wird das Flutpolderkonzept im Landkreis Regensburg nicht weiter verfolgt. Dies war eine Kernforderung der Freien Wähler. Die frei werdenden finanziellen Mittel sollen in den dezentralen Hochwasserschutz entlang der Donau und aller Zuläufe investiert werden.

### Wappen und Flagge
| | Blasonierung: „Unter einem roten Schildhaupt mit silbernem Schrägbalken in Silber auf grünem Dreiberg drei grüne Sumpfpflanzen.“ |
| Wappenerklärung und Geschichte: Das Wappen leitet sich aus einem erhaltenen Siegelabdruck von 1560 ab. Das rote Schildhaupt mit dem silbernen Schrägbalken symbolisiert die einstige Zugehörigkeit des Ortes zum Hochstift Regensburg. Die Hauptdarstellung mit dem Dreiberg und den drei Sumpfpflanzen spielt als redendes Wappen auf den Ortsnamen an, einen erhöhten Platz am Wasser. In Siegeln des 17. und 18. Jahrhunderts erscheinen als Pflanzen auch drei Laubbäume, im 19. Jahrhundert auch drei Nadelbäume. Da das ehemals hochstiftische Gebiet einen großen Teil des heutigen Landkreises Regensburg umfasst, wurde der silberne Balken auf rotem Grund auch in das Wappen des Landkreises Regensburg übernommen. Das Wappen wurde mit Zustimmung der Regierung der Oberpfalz am 3. Januar 1977 erneuert. | |

### Städtepartnerschaft

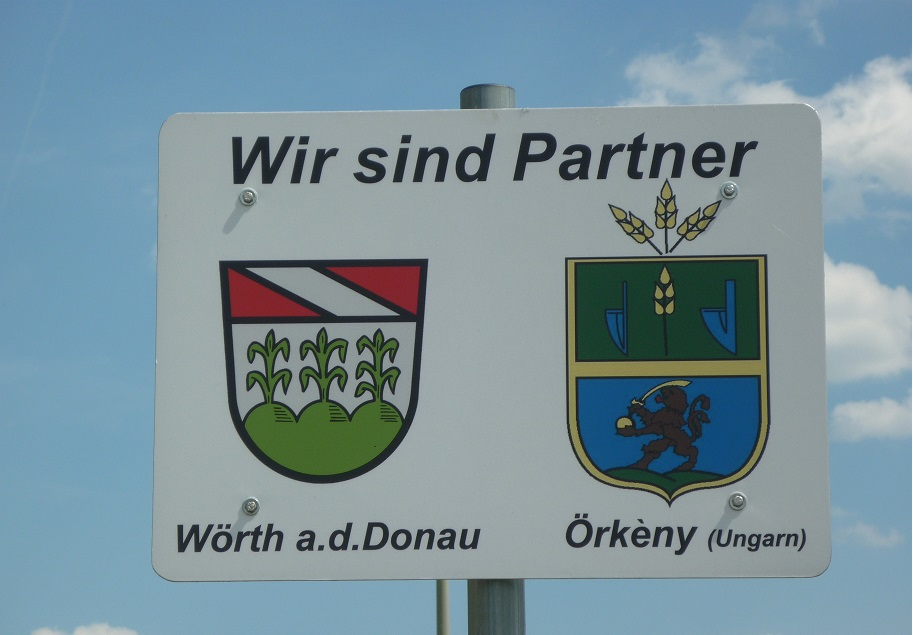
Hinweistafel: Partnerschaft Wörth a.d.Donau – Örkény

Seit 2010 besteht eine Städtepartnerschaft mit der ungarischen Stadt Örkény. 
Die Geschichte der Wörther Städtepartnerschaft begann 2003, als der Wörther Bürger Werner Trendel eine erste Begegnung der beiden Städte ermöglichte. Seitdem hat sich zwischen Wörth und Örkény eine freundschaftliche Beziehung aufgebaut, die dazu führte, dass am 16. Juli 2010 in Örkény die Unterzeichnung der ersten Städtepartnerschaftsurkunde stattfand. Am 1. August 2010 besiegelten in Wörth die Bürgermeister Anton Rothfischer und István Kovacs die Unterzeichnung der zweiten Urkunde. Seit Beginn der ungarisch-bayerischen Freundschaft findet jedes Jahr ein intensiver Austausch zwischen den beiden Städten statt. Seit September 2010 wird zudem ein Schüleraustausch zwischen der Schule Wörth und der Schule in Örkény durchgeführt.

## Kultur und Sehenswürdigkeiten

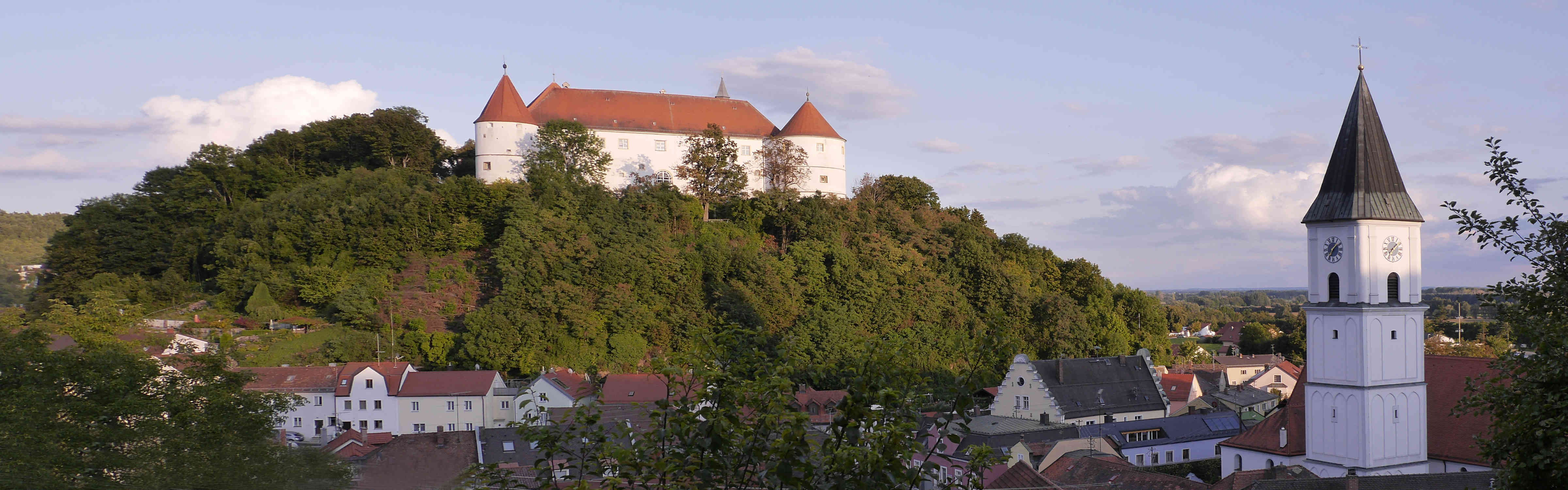
Panoramabild: Blick über die Dächer der Altstadt von Wörth an der Donau

### Bauwerke und Plätze

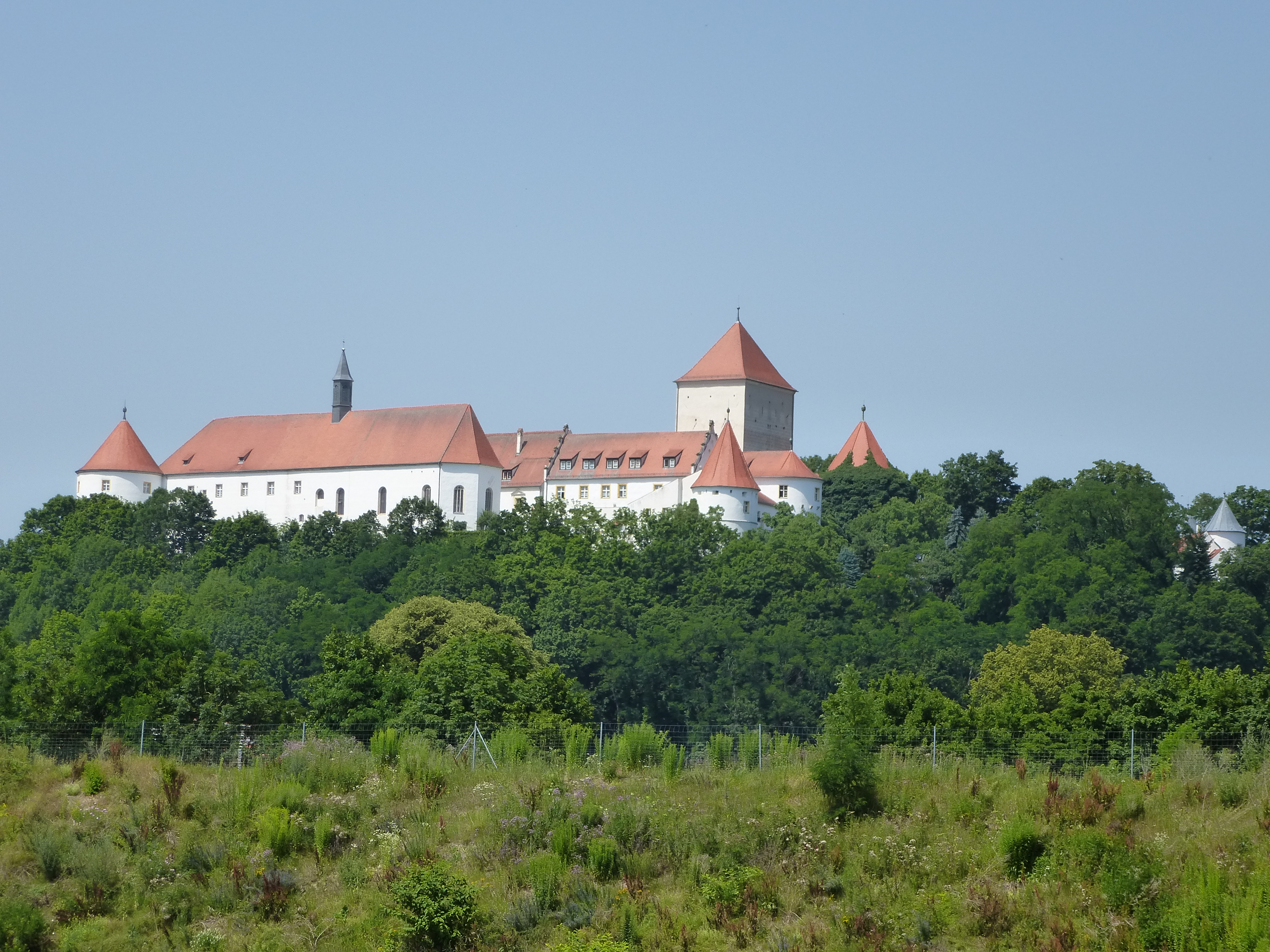
Schloss Wörth an der Donau

#### Schloss
Wahrzeichen der Stadt ist der Renaissancebau des vollständig erhaltenen und zu den großen historischen Bauwerken der Oberpfalz zählenden Schlosses Wörth an der Donau. Seine heutige Erscheinungsform hat es seit dem frühen 17. Jahrhundert, als unter Fürstbischof Albert von Toerring die Umbauten von der mittelalterlichen Burg zum Residenzschloss abgeschlossen wurden. Im Schloss befindet sich die Schlosskapelle St. Martin, erbaut 1616. Ihre Ausstattung stammt aus dem späten 17. Jahrhundert. Es beherbergt heute ein Seniorenheim von Pro Seniore.
Von 914 bis 1810 war das Schloss ununterbrochen im Besitz der Regensburger Fürstbischöfe, 1810 bis 1812 kurzzeitig Besitztum des Königreichs Bayern und von 1812 bis 1978 Eigentum des Fürstenhauses Thurn und Taxis in Regensburg. 1978 bis 1983 gehörte es einem Bauunternehmer aus Mötzing, bevor es seit 1984 eine Schlossherrengemeinschaft übernahm. Die Gemeinschaft besteht aus 50 Eigentümern, größter ist der Landkreis Regensburg; ihm gehören auch der Bergfried, die Schlosskirche sowie das Rondellzimmer.
Nutzung der Schlossanlage
0914–1810: Fliehburg und später wehrhafte Sommerresidenz der Regensburger Fürstbischöfe
1444–1939: Im Vorderen Schlossstock: Landgericht und später Amtsgericht
1933–1935: Reichsarbeitsdienstlager
1946–1947: Jugendbegegnungsstätte der Diözese Regensburg
1949–1976: Bundesbahnschule
seit 1988: Seniorenwohnstift und Seniorenwohnheim, etwa 40 Prozent des Schlosses in Landkreisbesitz und öffentlich zugänglich

#### Kirchen

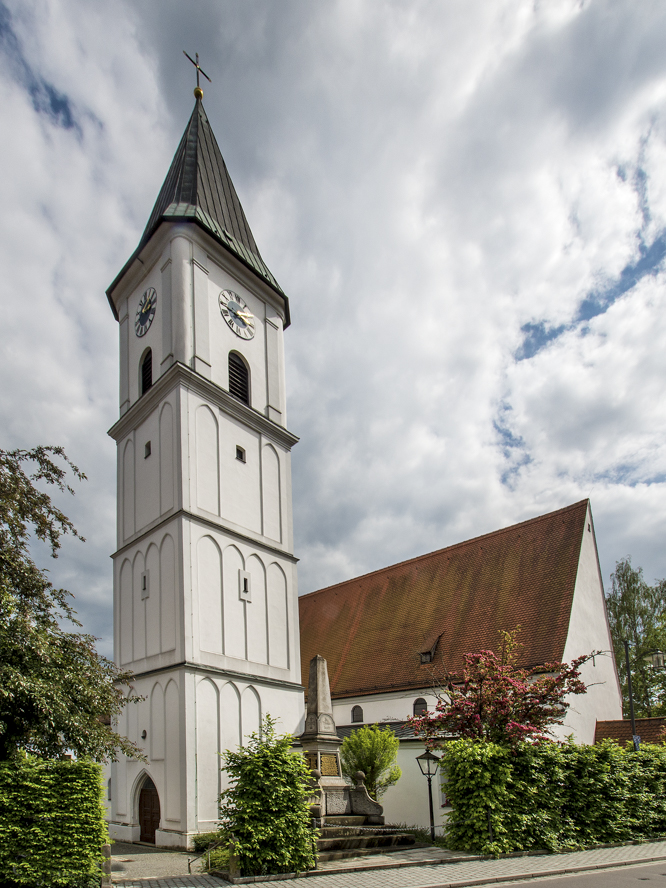
St. Petrus

Eine weitere Landmarke ist der 50 Meter hohe Turm der Pfarrkirche St. Peter, die auf einen Bau aus dem 13. Jahrhundert zurückgeht, im Zentrum der Stadt. Die Kirche ist baugeschichtlich sehr interessant und zeigt Elemente von Romanik, Gotik und Barock. Sie wurde im Inneren von den bedeutenden Malern Joseph Anton Merz und Valentin Reuschl gestaltet.
Historische Kirchenbauten sind die Expositurkirche St. Michael in Hofdorf, die Filialkirche St. Jakobus in Kiefenholz, die Bergkirche St. Ulrich und Wolfgang in Tiefenthal (siehe auch: Artikel Burgstall Tiefenthal) und die Nebenkirche St. Matthäus in Zinzendorf.
Im Jahr 1933 wurde in Weihern die Nebenkirche Mariä Namen der Pfarrei Pondorf, Expositur Hofdorf errichtet.

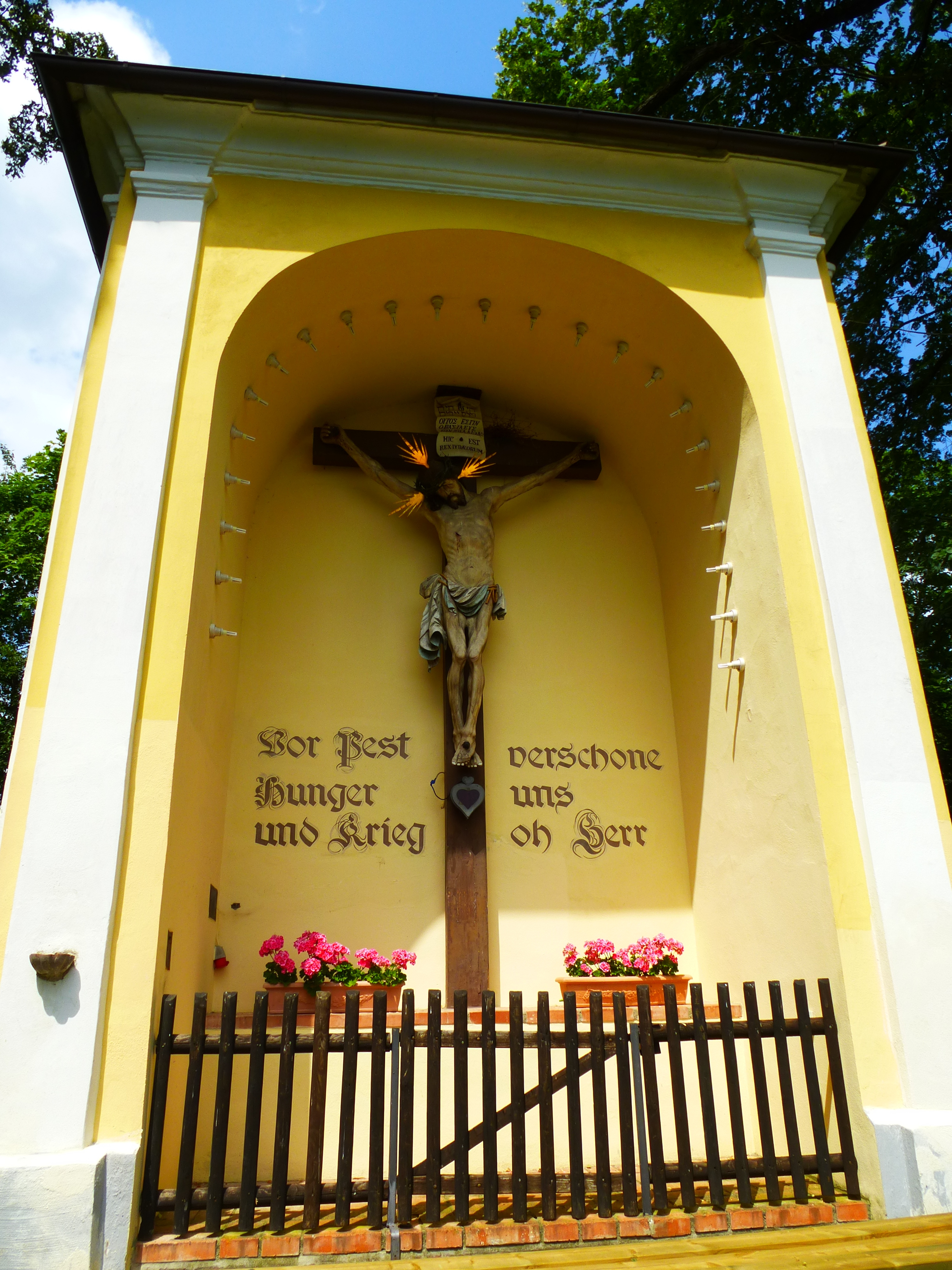
Pestkapelle
Auf dem Herrnberg in Wörth steht die 1713 errichtete Pestkapelle. In der Kapelle steht in großen Lettern: „Vor Pest, Hunger und Krieg verschone uns, o Herr“.
Um 1700 brach in Europa und auch in Regensburg die Pest aus, allein in Regensburg gab es über 7000 Pestkranke. An diese Zeit erinnert diese Pestkapelle. Die Inschrift INRI (Jesus von Nazaret[h], König der Juden) wurde in hebräischer, griechischer und lateinischer Schrift gehalten. Einer weit verbreiteten Sage nach verknüpft sich die Erbauung mit dem Gelöbnis der Regensburger Bürger, die eine Wallfahrt hierher versprachen, „worauf die ansteckende Seuche sogleich nachließ“. Geschichtlich belegt ist diese Sage nicht, in Regensburg findet sich darüber keine Niederschrift.

#### In der Altstadt
Im Stadtzentrum befinden sich das 1892 im Neurenaissancestil erbaute Rathaus, die Hofapotheke mit geschichtlich interessanten Wappentafeln an der Fassade, die ehem. Hofapotheke im klassizistischen Stil errichtet, in der Schlossstraße zahlreiche Bauten aus dem 16. und 17. Jahrhundert sowie weitere geschichtsträchtige Gebäude.
- Plätze

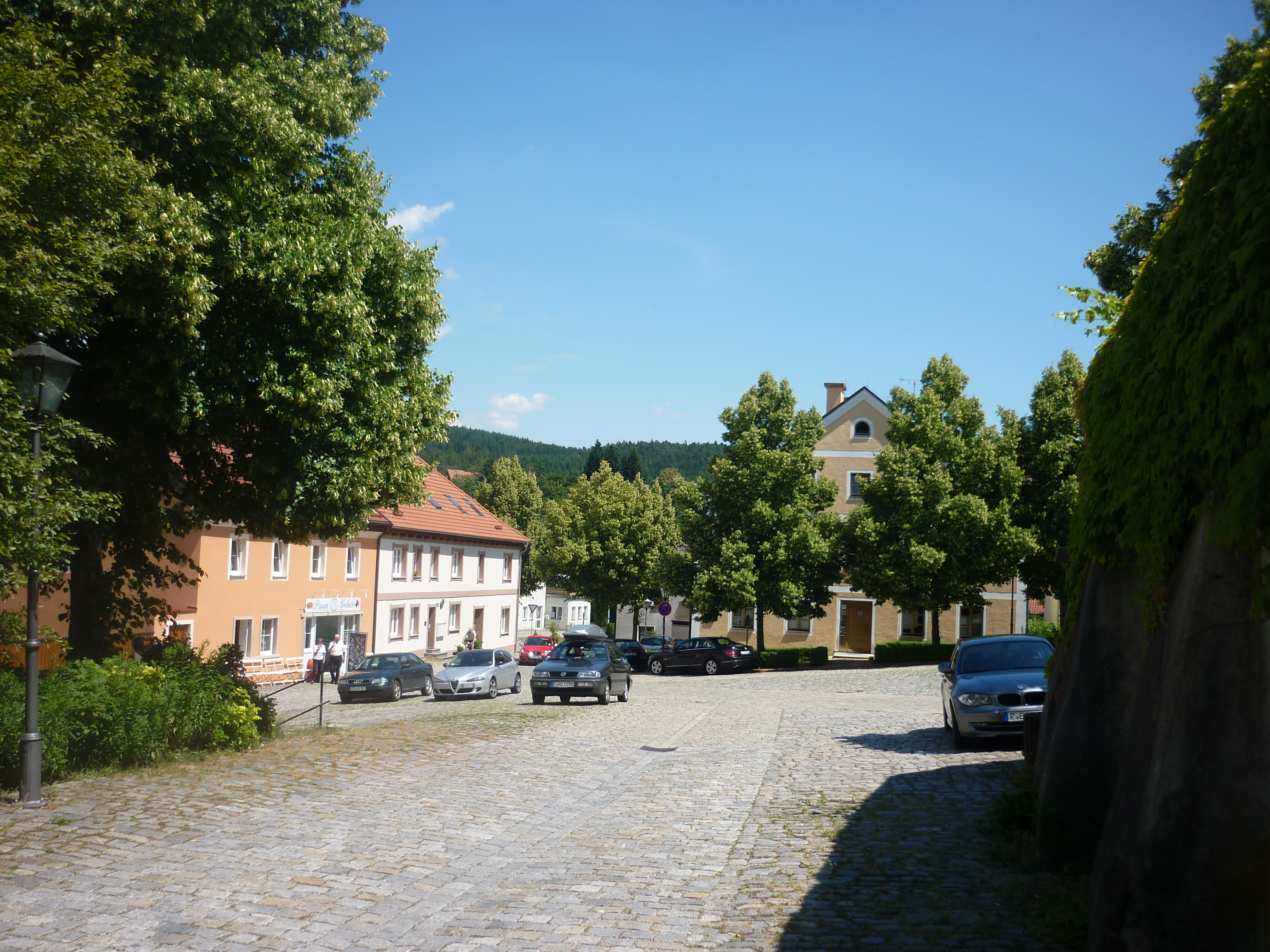
Petersplatz

  - Petersplatz (früher Petrusplatz), ältester Teil von Wörth, ursprünglich Standort des ersten Gotteshauses und eines Benediktinerklosters, 787 erstmals urkundlich erwähnt. Später waren hier zahlreiche Betriebe des Fürstbischöflichen Hofs angesiedelt. Heute Standort vieler historischer Gebäude.
  - Rathausplatz
  - Marktplatz
  - Kirchplatz
- Alte Stadtviertel und Straßen

Die ältesten Straßenzüge in Wörth sind die Schlossstraße sowie Schlossberg. Hier befinden sich ebenfalls viele historische Gebäude. Die Ludwigstraße wurde nach dem großen Marktbrand 1841 neu angelegt und nach König Ludwig I. (Bayern) benannt. Der frühere Ortsteil Sand im Osten der Stadt gehört ebenfalls zu den ältesten Vierteln von Wörth. Sein Name kommt von den Kies- und Sandablagerungen der Donau, die früher viel näher an Wörth heranging.
- Ehemalige Markttore

Einst wurde die heutige Altstadt Wörths durch drei Markttore nachts abgeschlossen. Das Waldtor am Petersplatz wurde bereits 1845 abgerissen, das Straubinger Tor in der Straubinger Straße ein Jahr später abgebrochen. 1890 wurde das Regensburger Tor samt Torhaus in der Regensburger Straße aus Platzgründen entfernt.
- Historische Schusshütte

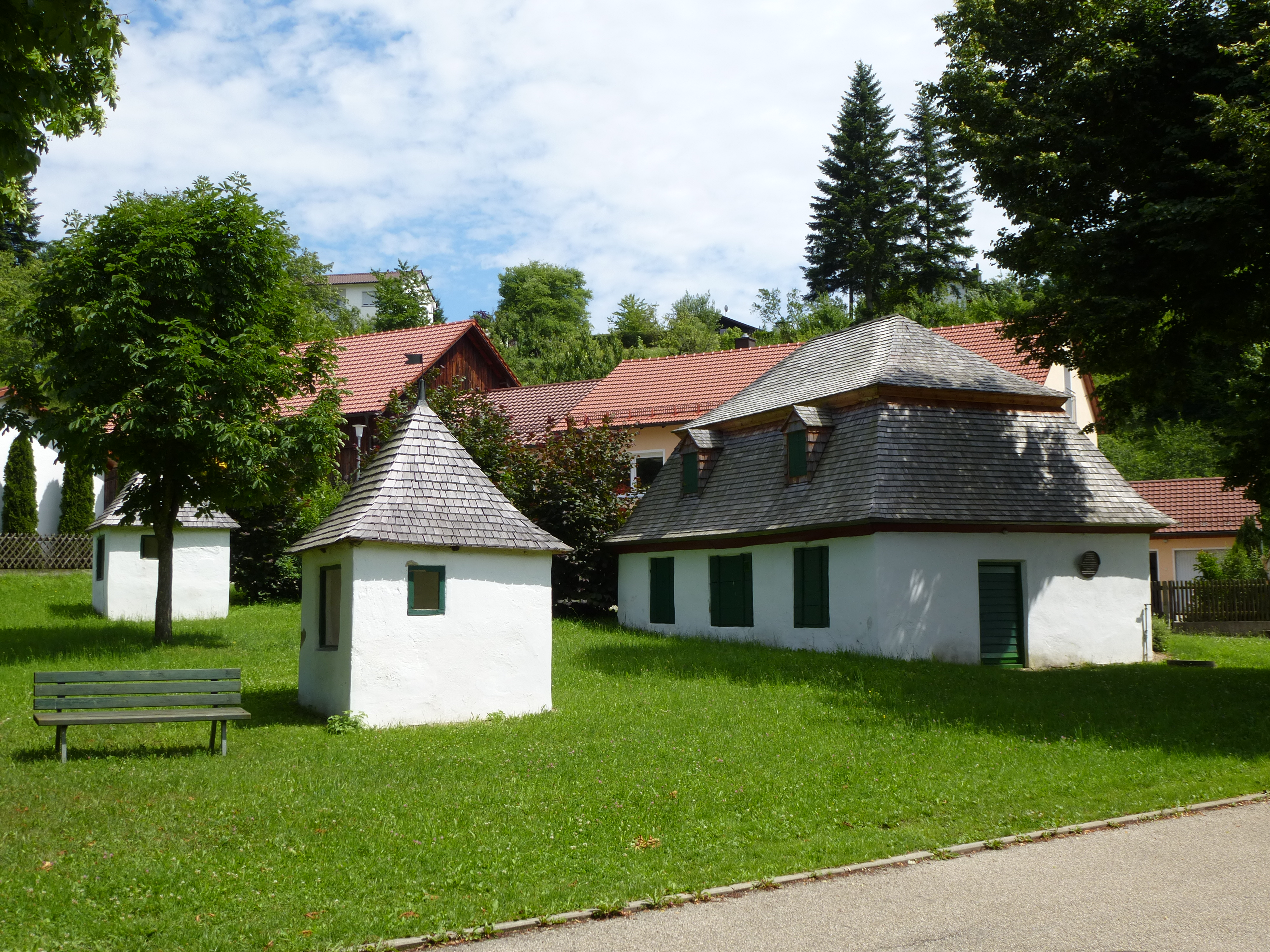
Historische Schusshütte

Das Schießhaus Schusshütte wurde am Anfang des 19. Jahrhunderts errichtet und diente der Fürstbischöflich Privilegierten Feuerschützengilde, deren Tradition bis ins 15. Jahrhundert zurückgeht, als Vereinsheim.
Es besteht aus dem eigentlichen Schießhaus und zwei vorgelagerten pavillonähnlichen Schießständen; von dort wurde mit Feuerstutzen im stehenden Anschlag geschossen. Ein drittes Bauwerk, die Zielanlage mit unterirdischem Einstand, der die Schießergebnisse feststellte, wurde nach 1945 abgerissen. Nach dem Ersten Weltkrieg wurde das Gebäude zu einem Kleinkaliberstand umgebaut. Während der nationalsozialistischen Diktatur wurde der Schützenbetrieb eingestellt. Nach dem Zweiten Weltkrieg kam das Anwesen aus Kostengründen als Sportstätte nicht mehr in Frage und ging in den Besitz der Stadt über.

#### Ehemaliges Museum
Im Ortsteil Hofdorf befand sich vom 1. Juni 1997 bis zum 4. Oktober 2015 in einem denkmalgeschützten ehemaligen Forsthaus, das 1845 erbaut wurde, ein privates Nostalgie-Museum. Die Sammelgebiete des Museums waren vielfältig und deckten die Zeit von 1800 bis 1950 ab.

#### In der näheren Umgebung
- Walhalla, Ruhmes- und Ehrenhalle in Donaustauf
- Nepal-Himalaya-Pavillon in Wiesent

### Natur

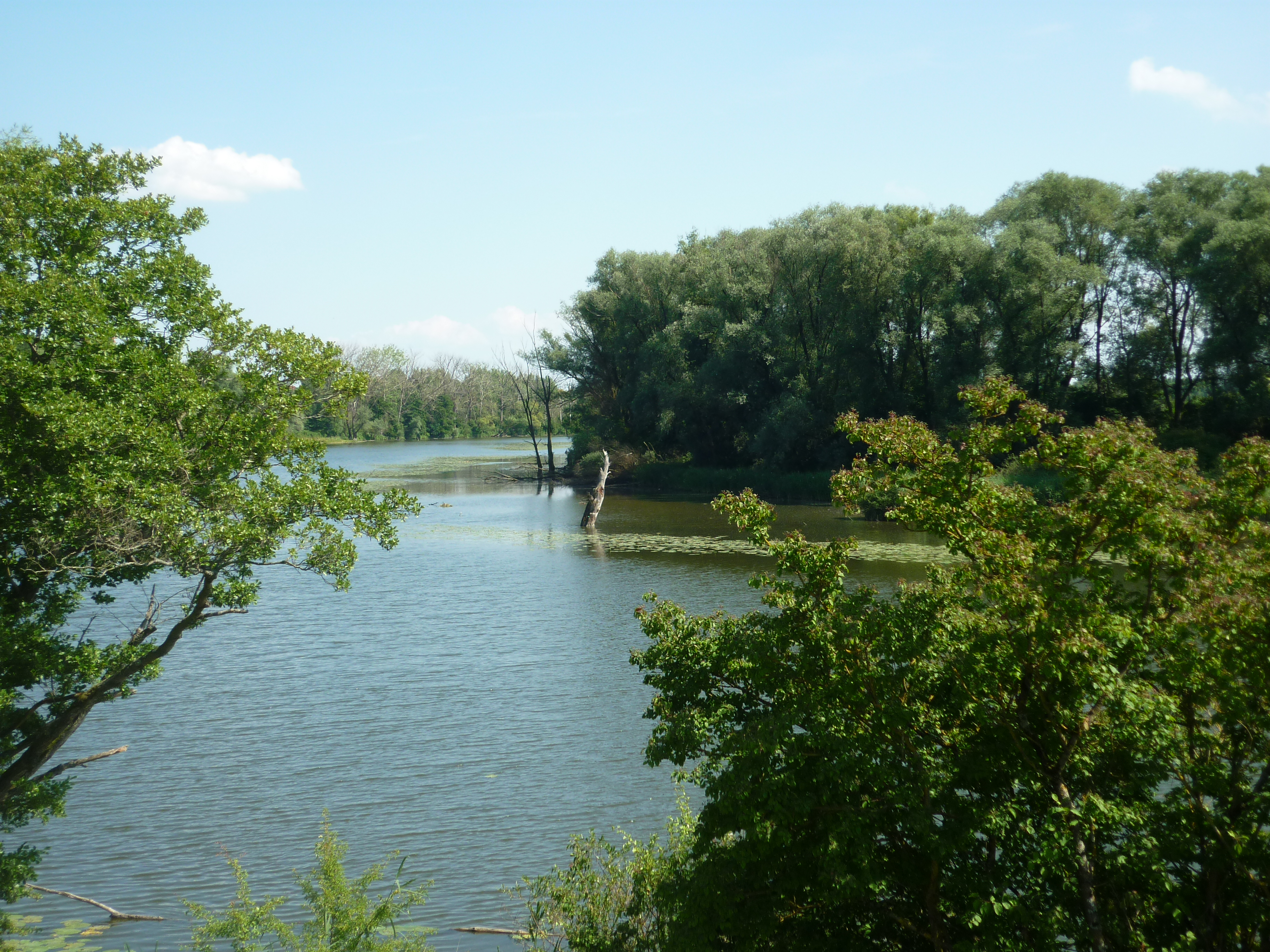
„Alte Donau“ bei Wörth

43,5 % des Gemeindegebiets sind Wald, große Teile davon bilden die zusammenhängenden Waldgebiete des Wörther und Waxenberger Forsts. An der Lerchenhaube sowie zwischen Tiefenthal und Hofdorf liegen Teile des Flora-Fauna-Habitats Trockenhänge am Donaurandbruch. Im Osten, nördlich von Zinzendorf und Hof, sind die Täler des Großen und Kleinen Perlbachs Bestandteil des FFH-Gebiets Bachtäler im Falkensteiner Vorwald. An der Donau liegt das Naturschutzgebiet Stöcklwörth. Östlich davon befindet sich das Naturdenkmal Alte Donau, südlich von Wörth der ehemalige Mündungsarm der Wiesent. Im Zuge von Baumaßnahmen zum Hochwasserschutz in den 1950er Jahren wurde die Wiesent umgeleitet. Sie mündet seitdem in den ebenfalls Alte Donau genannten Donaualtarm des Naturschutzgebiets Gmünder Au. Die Schutzgebiete an der Donau liegen außerdem im zusammenhängenden FFH-Gebiet Donau und Altwässer zwischen Regensburg und Straubing und im Vogelschutzgebiet Donau zwischen Regensburg und Straubing.

### Friedhöfe

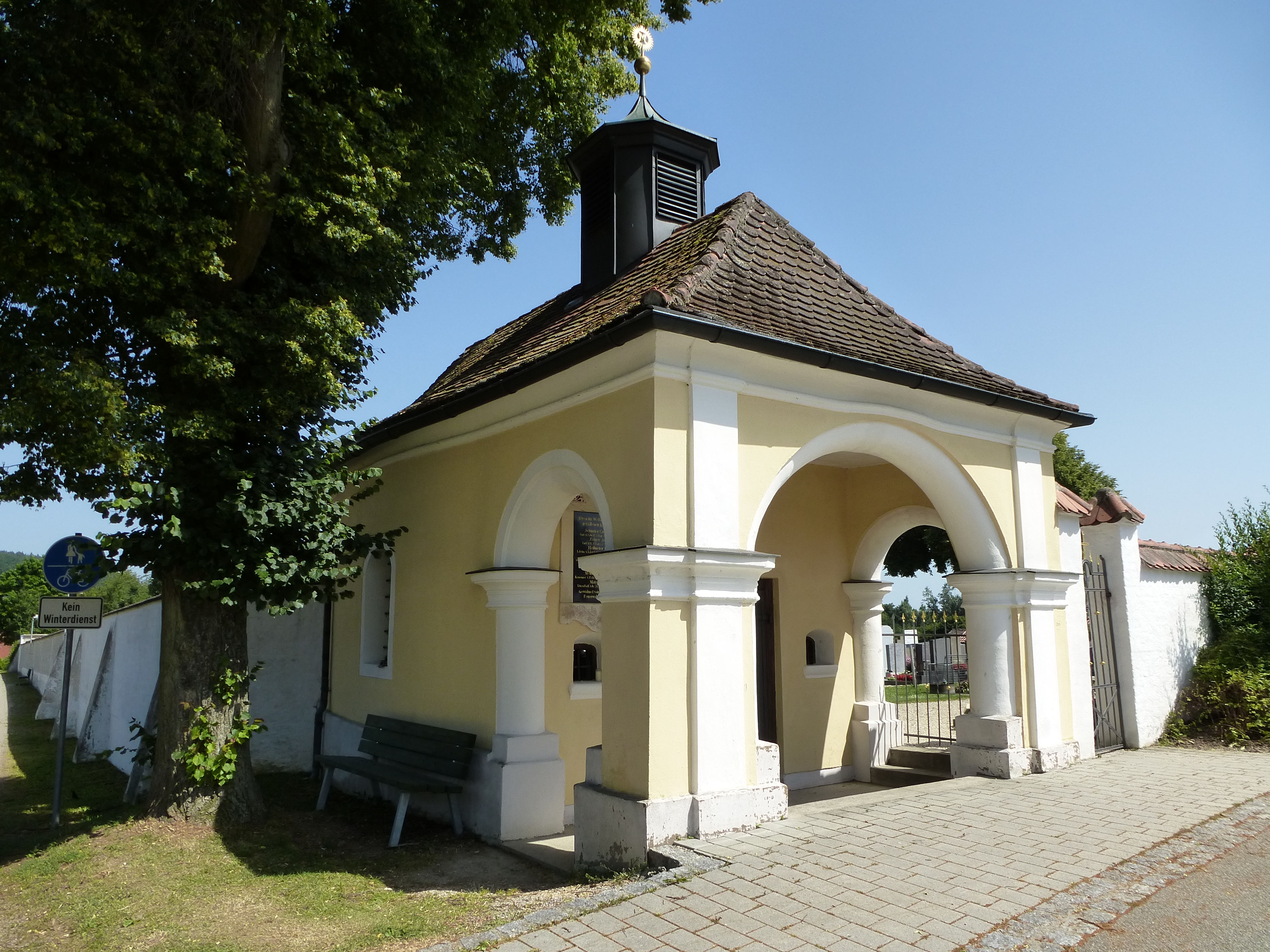
Friedhofskapelle in Wörth

Es gibt in den Ortsteilen Kiefenholz, Hofdorf und in Wörth jeweils einen Friedhof. In Wörth war seit jeher der Friedhof im Kirchhof um die Pfarrkirche St. Petrus, bis er 1879 endgültig aufgelassen wurde. Der heutige Friedhof am Hohen Rain war schon vor dessen Errichtung ein Wallfahrtsort, da dort die Kapelle „Zur Schmerzhaften Muttergottes“ aus dem 18. Jahrhundert steht. Er wurde am 2. Dezember 1821 benediziert. In das Jahr 1858 fällt der Bau eines ersten Leichenhauses, das 1927 durch einen Neubau ersetzt wurde. Das große Friedhofskreuz stammt von 1899. 1970 wurde der Friedhof erweitert und das jetzige Leichenhaus 1995 erbaut.
- Kapelle St. Maria, sog. Hohenrainkapelle: ehem. Wallfahrts-, jetzt Friedhofskapelle, Walmdachbau mit eingezogener Apsis, Dachreiter, offener Vorhalle und Pilastergliederung, 18. Jahrhundert. Neben der Muttergottes steht in der Kapelle die Figur des heiligen Leonhard und des heiligen Wendelin. An der südlichen Außenseite sind einige interessante Gedenktafeln verstorbener Wörther Bürger angebracht.

### Sport und Vereine

#### Sport
Größter Verein der Stadt ist der Turn und Sportverein TSV v. 1873 Wörth mit Abteilungen für mehrere Sportarten. Er wurde am 20. April 1873 gegründet und zählt damit zu den ältesten Sportvereinen Bayerns. Als Zweck des Vereins galt „die Ausbildung des Körpers durch Abhaltung regelmäßiger Turnübungen“. Das erste „Turnlokal“ war sehr bescheiden und befand sich im Erdgeschoss des Nordtraktes im Wörther Schloss.

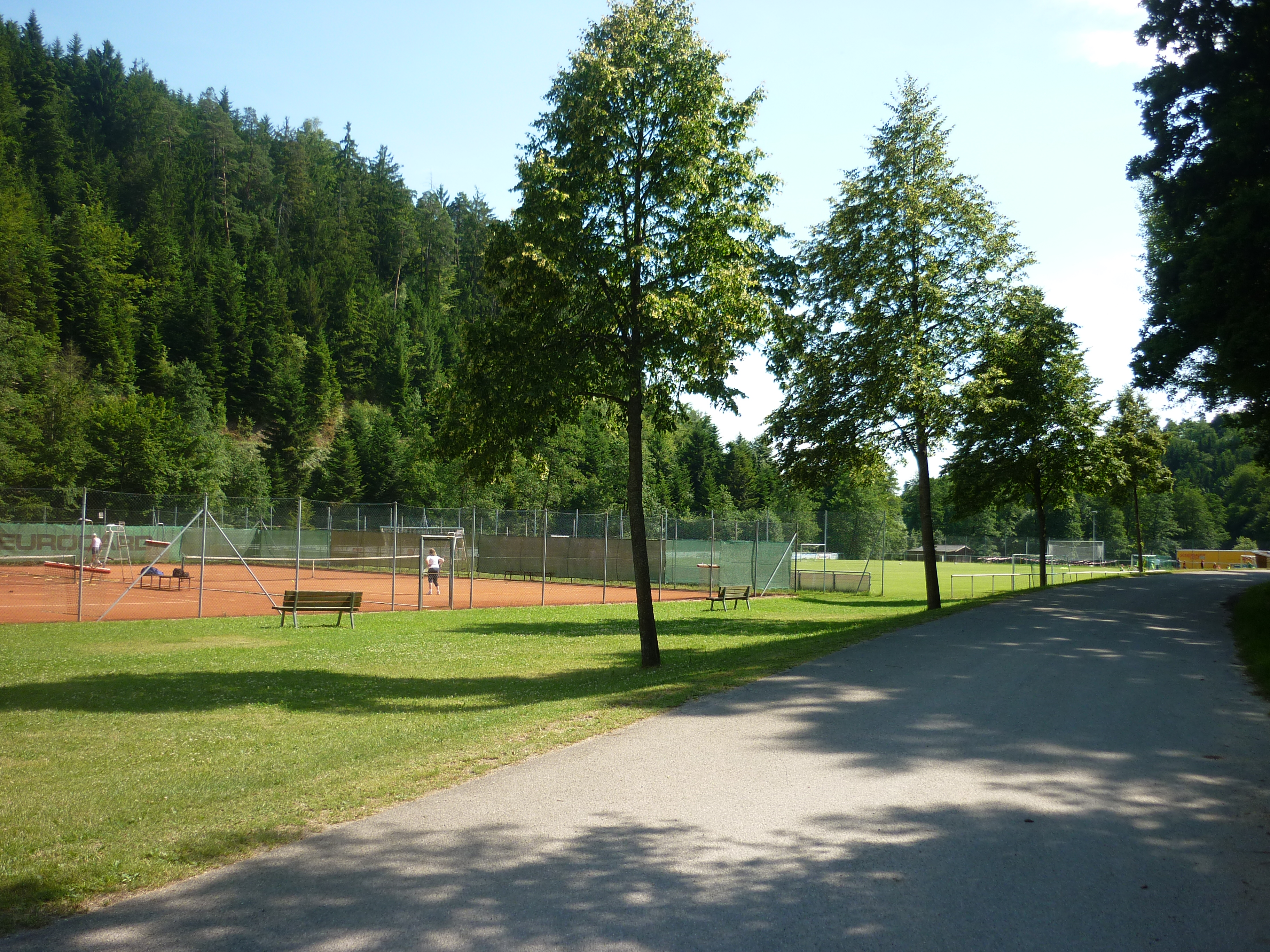
Sportanlagen im Gschwelltal

Die Fußballabteilung des TSV spielt in der Kreisliga Regensburg, die Spielvereinigung Hofdorf-Kiefenholz (gegründet 1988) in der A-Klasse. In Hofdorf besteht zudem der Sportkegelclub Blau-Weiß Hofdorf (gegründet 1966).
Die Sportstätten des Turn und Sportvereins liegen im Gschwelltal „Im Paradies“, u. a. mit einem Fußballfeld, mit Rasensportplätzen, Tennisplätzen sowie dem Sportheim; in den 1970er/80er Jahren gab es dort auch einen Trimm-Dich-Pfad. Die Schulsportanlagen befinden sich unmittelbar neben der Schule. Darüber hinaus gibt es im Stadtgebiet zwei Kegelbahnen. Weitere Sportanlagen befinden sich in den Ortsteilen Hofdorf mit einem Sportplatz, Asphaltstockbahnen und einer Minigolfanlage sowie in Kiefenholz mit einem Fußballfeld und dem Sportheim der SpVgg Hofdorf-Kiefenholz. Im Winter wird bei entsprechender Schneelage im Gschwelltal eine 10 Kilometer lange Langlaufloipe als Rundkurs gespurt. In der Stadt gibt es zudem den Hundesportverein „Verein f. Dt. Schäferhunde SV e. V.“, das Vereins- und Übungsgelände befindet sich am Stadtrand Richtung Falkenstein.
 Regensburger Landkreislauf 
Am 17. September 2016 war Wörth Ziel der Sportgroßveranstaltung Mittelbayerische Landkreislauf, an der etwa 3000 Läufer teilnahmen. Die 65,3 Kilometer lange Laufstrecke führte von Wenzenbach zum Sportgelände des TSV Wörth. Der Landkreislauf ist eine Benefizveranstaltung und findet seit 2010 mit jährlich neuen Wegstrecken statt. Er zählt zu den größten Sportereignissen im Landkreis Regensburg.

#### Vereine
Unter den insgesamt über 70 Vereinen gibt es in Wörth einen Ortsverband der DLRG (gegründet 1972), des THW (1973), des BRK (1879) und drei Schützengesellschaften (um 1400, 1864, und 1950 gegründet) sowie die Großkaliberschützen Wörth (1998). Es besteht seit dem 19. Juni 1791 eine Schützenordnung.
Älteste Vereine
Die bis in die heutige Zeit bestehenden und vor 1875 weiter gegründeten und somit ältesten Vereine der Stadt sind:

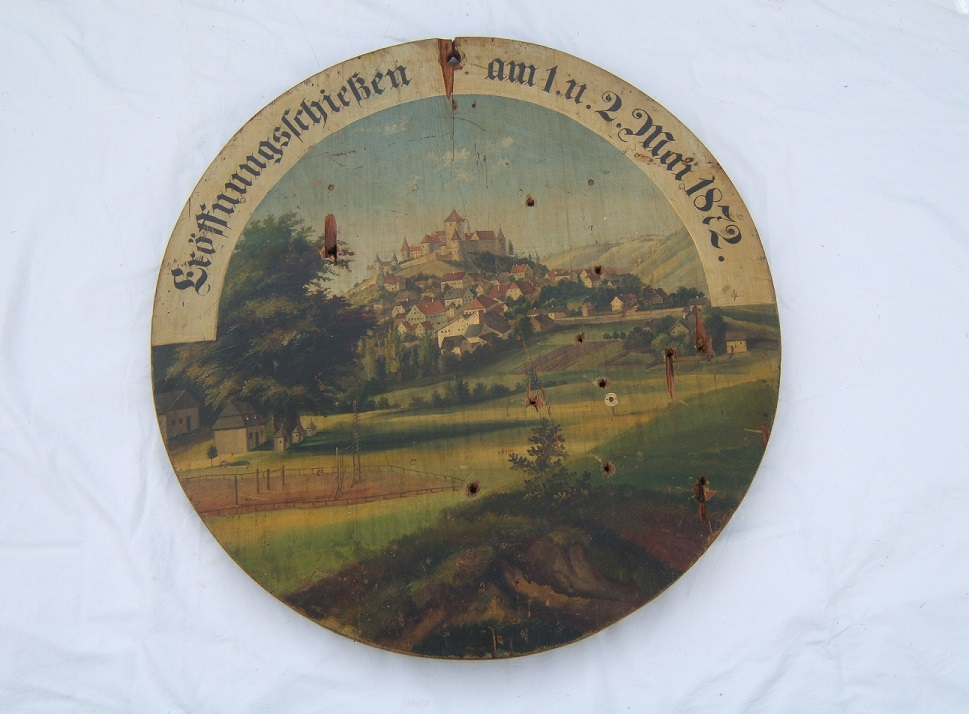
Schützenscheibe von 1872 der Zimmerbüchsen-Schützengesellschaft v. 1864

- Fürstbischöflich privilegierte Feuerschützengilde Wörth/Donau, gegründet um 1400.
- Zimmerbüchsen-Schützengesellschaft 1864 Wörth/Donau, gegründet am 6. Dezember 1864.
- Imkerverein Wörth/Donau, gegründet 1865.
- Freiwillige Feuerwehr Wörth/Donau, gegründet am 15. Juni 1868.
- Freiwillige Feuerwehr Kiefenholz, gegründet 1868.
- Freiwillige Feuerwehr Oberachdorf, gegründet 1871.
- Krieger- und Reservistenverein Wörth/Donau, gegründet am 8. September 1872.
- Krieger- und Soldatenverein Hofdorf, gegründet am 1. September 1872.
- Turn- und Sportverein v. 1873 Wörth/Donau, gegründet am 20. April 1873.
- Freiwillige Feuerwehr Hofdorf, gegründet 1874.

Zwischen 1875 und 1900 wurden noch sechs Vereine gegründet, die sich bis in heute erhalten haben. In den Jahrzehnten danach wurden zahlreiche weitere Vereinigungen in das Vereinsregister eingetragen, sodass Wörth über ein reiches Vereinsleben verfügt.
 Rumänienhilfe
Seit über 25 Jahren betreut die Dienststelle des Bayerischen Roten Kreuzes im Ortsteil Oberachdorf die Rumänienhilfe Wörth. Anfangs noch als eine Initiative einzelner Familien in Zusammenarbeit mit dem Roten Kreuz, ist sie seit 1990 als Rumänienhilfe e. V. Wörth überregional bekannt und im Vereinsregister eingetragen. In den ersten zehn Jahren des Vereins wurden über 100 Hilfskonvois nach Rumänien organisiert. Dort wurden vor allem Schulen, Kindergärten sowie Alten- und Behindertenheime unterstützt. Heute sind die Hilfskonvois eingestellt und durch finanzielle Unterstützung ersetzt.

### Freiwillige Feuerwehr Wörth

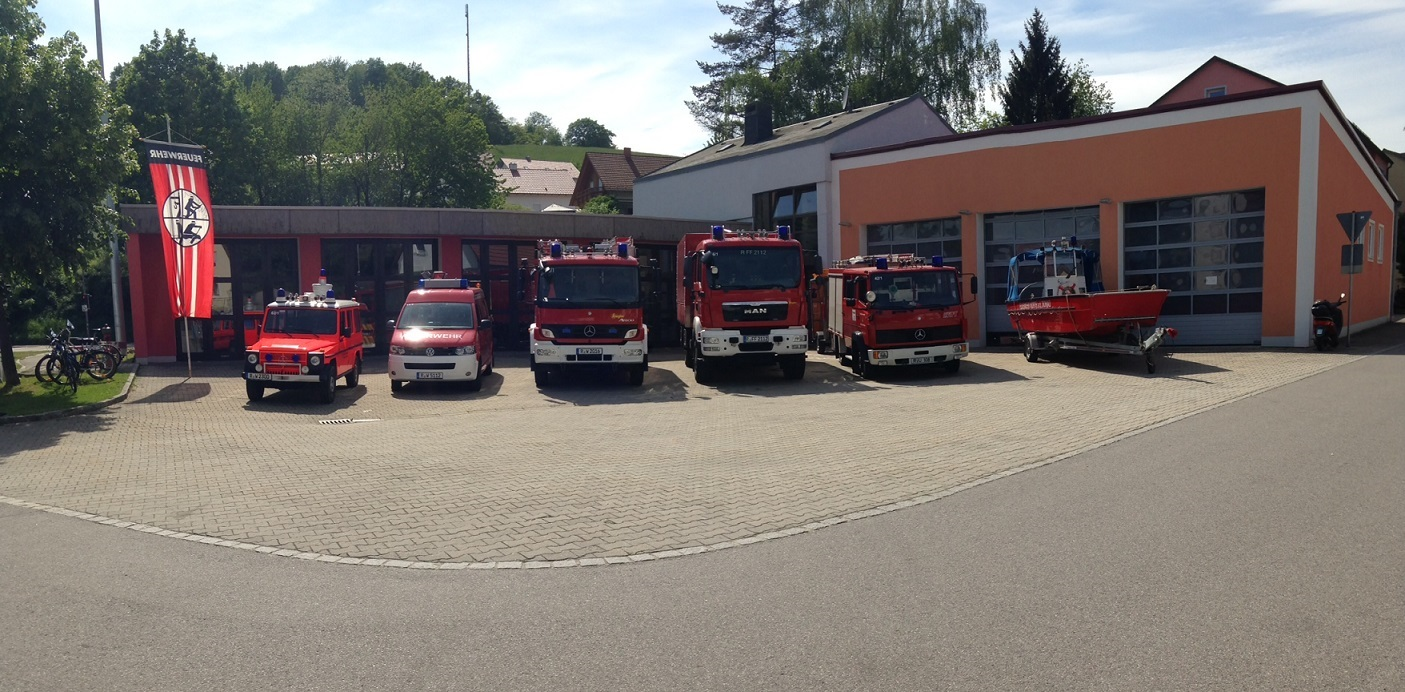
Freiwillige Feuerwehr Wörth an der Donau im Jahr 2015

Aus der Chronik der Stadt Wörth geht hervor, dass bereits 1790, vielleicht auch wohl schon wesentlich früher, ein Feuerwehrwesen bestand. Einem Inventarverzeichnis von 1820 ist zu entnehmen, dass die Wörther Feuerwehr zahlreiche Ausrüstungsgegenstände besaß, angeschafft durch freiwillige Beiträge der Zünfte und der Gemeinde. Diese Feuerwehr wurde auch überörtlich eingesetzt. Der Gedanke eines wirksamen Feuerschutzes setzte sich ab 1867 durch. Etwa 40 Männer standen bereit, um eine Marktfeuerwehr zu gründen. Der 15. Juni 1868 ist der Gründungstag der Freiwilligen Feuerwehr Wörth a. d. Donau. 54 Männer ließen sich sofort einschreiben, weitere 48 folgten, so dass die Feuerwehr insgesamt 102 Feuerwehrkameraden ausbilden konnte. Das Feuerwehrhaus befand sich bis 1892 in der heutigen Taxisstraße, von 1892 bis 1976 war die Feuerwehr im Rathaus untergebracht und seitdem im heutigen modernen Feuerwehrhaus in der Adalbert-Stifter-Straße, das im Jahr 2008 erweitert wurde.
Als Gründer gelten der Marktobersekretär und spätere Feuerwehrhauptmann Conrad Laubender und der Marktbote Heribert Rothfischer. Laubender, der die Feuerwehr 31 Jahre lang führte, wurde 1875 zum Bezirksfeuerwehrvertreter (dem ranghöchsten Feuerwehrmann im Bezirkssprengel Regensburg) gewählt. Ihm wurde später das Feuerwehrehrenkreuz verliehen, die seinerzeit höchste Auszeichnung. Er wurde zudem Ehrenmitglied, Ehrenkommandant und 1915 Ehrenbürger des Marktes, 1918 verstarb er. Im Ersten Weltkrieg fielen sieben Kameraden auf dem Schlachtfeld.
Eine weitere Persönlichkeit des Feuerwehrwesens war Bezirksfeuerwehrersatzvertreter August Essenwein. Er hatte keinen besonderen Rang im Verein, war jedoch der Organisator, Reformer und Antreiber. In seine Dienstzeit von 1907 bis nach dem Zweiten Weltkrieg fällt die Anschaffung der ersten motorisierten Kraftfahrzeugspritze im Jahr 1936 sowie die Gründung einer Feuerwehrmusikkapelle 1924, die bis 1936 Bestand hatte.
Während des Zweiten Weltkriegs verloren 20 Kameraden ihr Leben oder blieben vermisst. Die Feuerlöschpolizei wurde mangels Personal durch eine HJ-Feuerwehr und durch eine Frauen-Feuerwehr ersetzt.
In der Zeit von Kreisbrandinspektor Fritz Zimmerer (von 1955 bis 1995) wurde 1966 die motorisierte Kraftfahrzeugspritze durch ein modernes Löschfahrzeug ersetzt und die Freiwillige Feuerwehr Wörth reformiert. Weitere Investitionen in Ausrüstung, Fuhrpark und Gebäude, wie etwa der Neubau des Feuerwehrhauses, das im Jahr 1976 bezogen wurde, folgten. Vom 4. bis 7. Juni 1993 beging die Freiwillige Feuerwehr Wörth a.d. Donau ihr 125-jähriges Gründungsfest.
Die Stützpunktfeuerwehr Wörth ist heute der zweitgrößte Verein der Stadt und sorgt, wie auch die sechs Feuerwehren der Ortsteile, für den Brandschutz und die allgemeine Hilfe im Stadtgebiet und darüber hinaus. Die Feuerwehr der Stadt Wörth stellt sich sowohl im Retten wie auch im Löschen, Bergen und Schützen als eine der größten, am besten ausgerüsteten und leistungsstärksten der 176 Feuerwehren im Landkreis Regensburg dar.

### Kulinarische Spezialitäten
In der Stadt gibt es einige Schmankerl:
- Wörther Schlossbitter, seit dem 19. Jahrhundert etablierter Kräuterlikör der Wörther Hofapotheke

- Wörther Pralinen, Nascherei in vielen Kreationen von einem Wörther Traditionskonditor
- Wörther Hobel – eine alte Semmelsorte, Spezialität einer Wörther Bäckerei, die seit mehr als 170 Jahren besteht[45]

### Freizeit
Im Gschwelltal befindet sich seit 1960 das Waldbad, ein vom Gschwellbach gespeistes Naturbad, das im Winter bei entsprechender Wetterlage als freie Eisfläche für Wintersportarten genutzt wird. Weiter gibt es zahlreiche markierte regionale Rad- und Wanderwege des örtlichen Waldvereins. Auf der zwei Kilometer entfernten Martiniplatte in der Nachbargemeinde Wiesent liegen der Nepal-Himalaya-Pavillon und acht Kilometer entfernt in Bach an der Donau die nächste Schiffsanlegestelle zur Personenschifffahrt auf der Donau. Überdies gibt es in der Stadt Wörth ein Flugzentrum für Ballonfahrten und Tandemflüge, eine Gleitschirmschule, ein Fitnessstudio mit Squash-Center, Dampfbad, Sauna und Solarium, seit 1999 die Wörther Malrunde sowie eine Tanzschule und bereits seit 1957 ein Kino.

### Regelmäßige Veranstaltungen

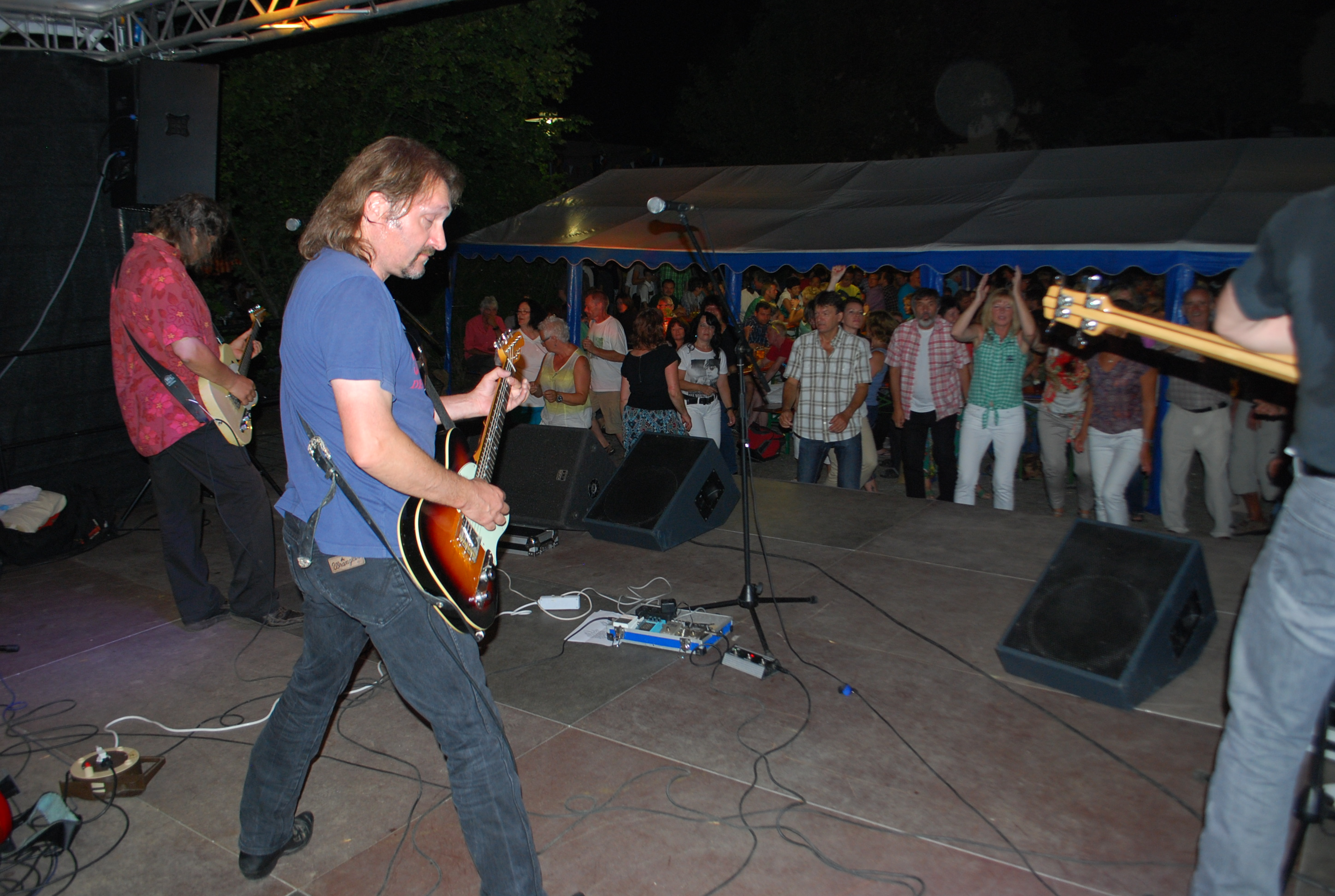
Konzert beim Bürgerfest

Die bedeutendsten in der Stadtgemeinde sind:
- Jährlich abwechselnd findet ein von der Faschingsgesellschaft „Frohsinn Narradonia“ (gegründet 1987, die Wurzeln des Vereins reichen bis 1863 auf den Vorläuferverein „Frohsinn“ zurück; 1928 erster Eintrag in der Wörther Chronik) organisierter Faschingszug oder eine Prunksitzung statt.[49]
- Alle zwei Jahre gibt es in der Innenstadt ein Bürgerfest (seit 1982) mit Beteiligung vieler Vereine.[50]
- In dreijährigem Abstand findet in der Stadt die größte Gewerbeschau (seit 2004) ihrer Art des Landkreises statt.

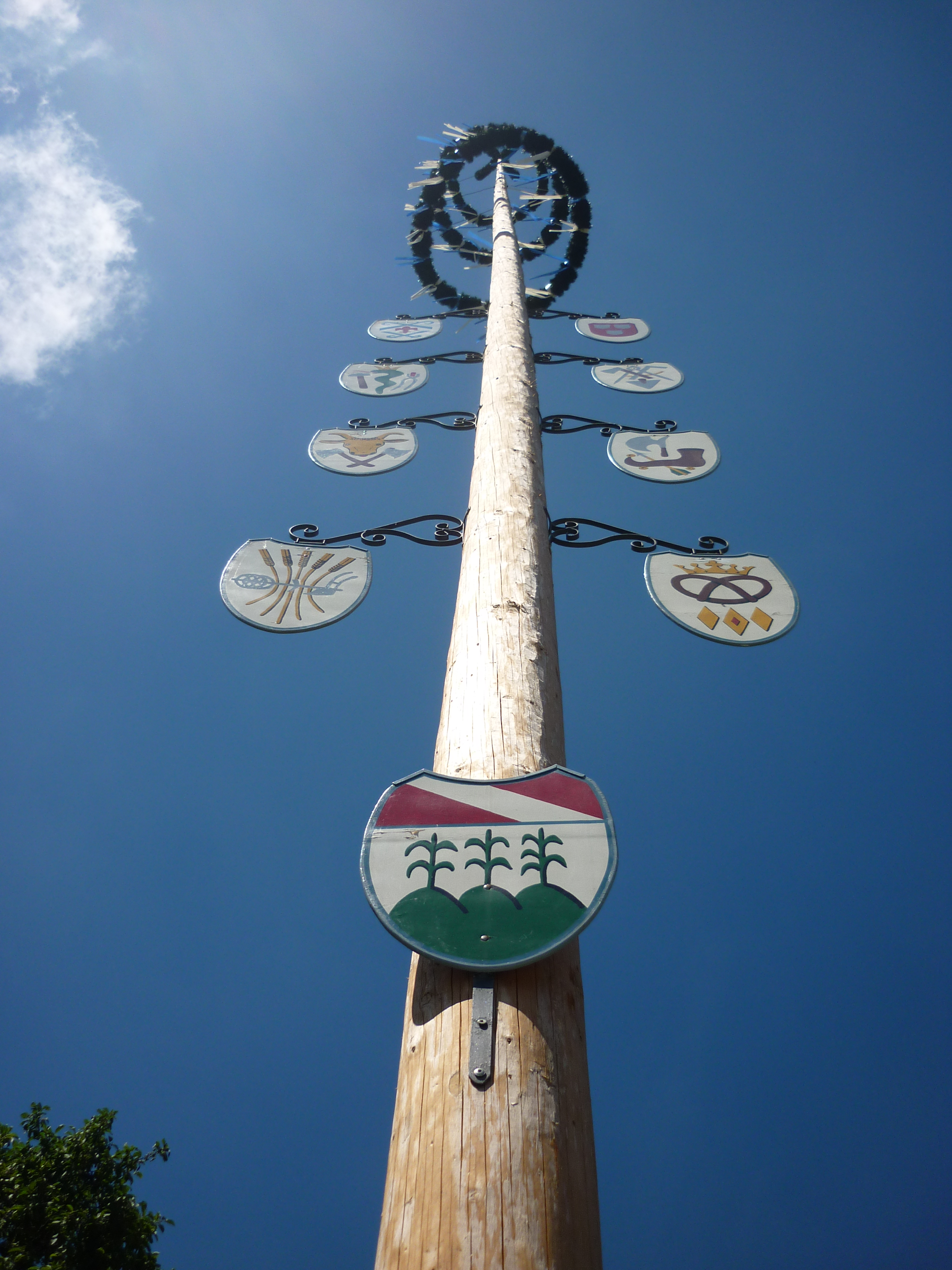
Maibaum mit Zunftwappen und Wappen der Stadt

- Jährlich gibt es seit 2002 einen Weihnachtsmarkt und am 1. Mai durch die KLJB Wörth ein Maibaumaufstellen sowie am ersten Sonntag im Mai und am Sonntag vor Dionysius einen Krammarkt, bei dem die meisten Geschäfte der Stadt geöffnet haben.
- Jeden Samstag findet seit dem Jahr 2004 in Wörth ein Regionalmarkt mit heimischen Produkten statt.
- Seit 2003 findet durch Wörther Bürger jedes Jahr Anfang August ein Brunnenfest auf dem Petersplatz statt.
- Der Verein Käferfreunde Bayerwald (gegründet 1991) veranstaltet jedes Jahr auf dem Festplatz der Stadt im Gschwelltal „Im Paradies“ ein überregionales VW-Käfer-Treffen.

Zudem finden zahlreiche regelmäßige Veranstaltungen der über 70 örtlichen Vereine sowie der katholischen Pfarrei und deren Verbände statt.

#### Kolping-Theater
Die Kolping-Theaterbühne Wörth/Donau gibt regelmäßige Theateraufführungen.
Nachdem in Wörth bereits 1928 eine Laienspielgruppe gegründet worden war und die Blütezeit des Theaterspiels mit den Wörther Schlossfestspielen, die von 1952 bis 1969 weit über Wörth hinaus ein kultureller Begriff waren erreicht schien, aber aus Geldmangel aufgegeben wurden, entschloss sich die Kolpingsfamilie aus Wörth zum Bau einer Theaterbühne im Rittersaal des Schlosses.
1975 entschied sich der Verein, eine selbstständige Theatergruppe zu gründen, einen festen Spielplan aufzubauen und einen dauerhaften Bühnenstandort in einem Wörther Gasthaus zu nutzen. Heute ist die Kolping-Theaterbühne im Kulturleben der Stadt fest integriert. Am 10. Oktober 2016 erhielt die Jugend-Kolpingtheaterbühne Wörth a. d. Donau den Jugendkulturpreis 2016 im Landkreis Regensburg.

#### Musik

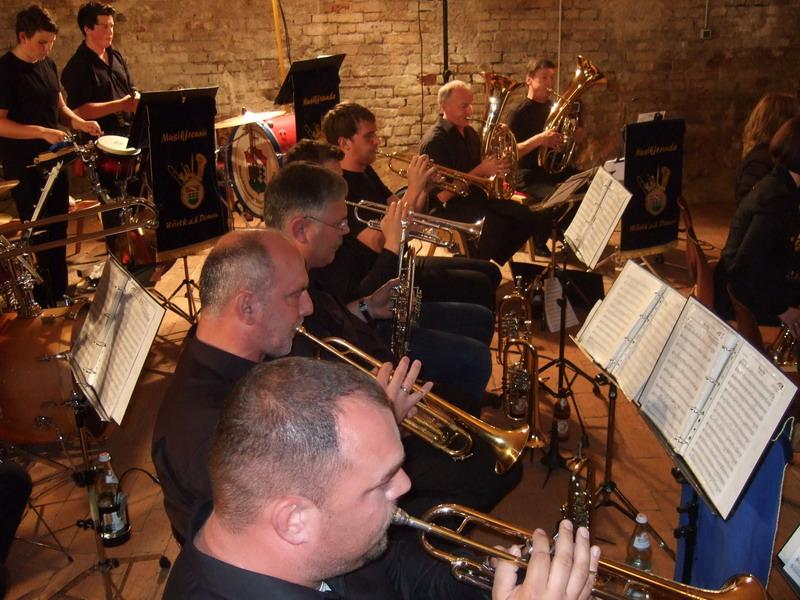
Live in Concert: Orchester „Stadtkapelle Musikfreunde“ Wörth/Donau

In der Stadt gibt es zahlreiche Ensembles vieler musikalischer Richtungen.
Herausragend waren zunächst die Blasmusikkapellen „Jungbläser“ (gegründet 1973) und die Stadtkapelle „Musikfreunde Wörth“ (gegründet 1955), die 2005 ihr 50-jähriges Jubiläum feierte. Beide Musikensembles wurden durch den Wörther Kapellmeister und Dirigenten Karl Völkl gegründet, der die Blasorchester zu großen musikalischen Erfolgen in der Region führte. In der Zeit von 1974 bis 1985 erhielt das Blasorchester „Jungbläser“ beispielsweise fünfzehn Auszeichnungen bei Bundesbezirksmusikfesten des Nordbayerischen Musikbundes. Das reiche musikalische Leben in der Stadt geht zum großen Teil auf die Ausbildung vieler Musizierenden durch Karl Völkl zurück. Am 13. November 2016 wurde der Verein Stadtkapelle „Musikfreunde Wörth e.V“ aufgelöst. Beide Formationen bilden nun zusammen die „Stadtkapelle Wörth an der Donau“ und gehören zu den festen Größen im musikalischen Leben der Stadt.
2005 gründeten vier Musiker und eine Musikerin die Blasmusikkapelle „Z’Wiad“ (Dialektausdruck für „in Wörth“). 2011 gewann sie den Preis „Zwieseler Fink“. Außerdem besteht neben zwei Chören seit 1893 ein Sängerverein. Dem Sängerverein 1893 Wörth/Donau wurde am 27. Juni 1993 durch Bundespräsident Richard von Weizsäcker die Zelter-Plakette verliehen.

#### Kulturinitiative – Donau.Wald.Kultur
Mit den Nachbargemeinden Wiesent, Pfatter und Rettenbach sowie mit der Gemeinde Brennberg wurde die interkommunale Kulturinitiative „Donau.Wald.Kultur“ gegründet. Seit 2012 wird dabei ein vielfältiges Programm mit Künstlern verschiedener Richtungen angeboten. Inzwischen findet jährlich in wechselnden Orten ein „Donau-Wald-Brettl“ statt, bei dem Musiker, Künstler und Gruppen aus den beteiligten Gemeinden auftreten und sich präsentieren können.

#### Kultur in Wörth – Projekt K.i.W.
Seit 2005 organisiert ein von der Stadt beauftragter Arbeitskreis das Projekt „K. i. W. – Kultur in Wörth“. Regelmäßig finden Konzerte, Kabarett, Lesungen und Ausstellungen im Schloss und im Wörther Bürgerhaus statt. Dabei treten sowohl regional wie auch überregional bekannte Künstler auf. Ziel ist es, nicht den Mainstream zu bedienen, sondern Künstlern jeglicher Couleur eine Auftrittsmöglichkeit zu bieten. 2008 wurde „K. i. W. – Kultur in Wörth“ im Rahmen der Standortinitiative Deutschland – Land der Ideen, eines bundesweit ausgetragenen Innovationswettbewerbs, als Preisträger ausgezeichnet.

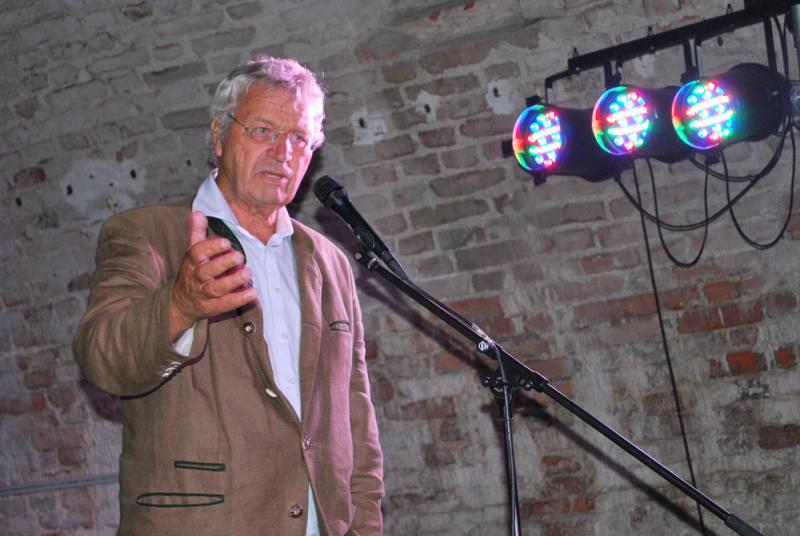
Gerhard Polt bei „K. i. W. – Kultur in Wörth“ im Schlosskeller

- Kleine Auswahl der bisher aufgetretenen Künstler:
  - Donikkl (2008)
  - Zither Manä (2009)
  - Lizzy Aumeier (2009)
  - Biermösl Blosn (2011)
  - Michael Fitz (2011)
  - Don Kosaken Chor Serge Jaroff (2013)
  - Gerhard Polt (2013)
  - Couplet-AG (2016)

Events
In den letzten Jahren fanden folgende Eventveranstaltungen mit großer regionaler Bedeutung statt:
- 2007: „Eine kleine Stadt musiziert“[58]

Ganztägiges Musikfestival auf Schloss Wörth mit Beteiligung vieler örtlicher Musikgruppen und Chöre.
- 2009: „Eine kleine Stadt liest“[59]

Vorlesungen, Diskussionsreihen und Theater mit dem Ziel das Lesen wieder „interessant zu machen“. Zwei Monate und zwölf Veranstaltungen dauerndes Event Bürger lesen für Bürger.
- 2013: „Eine kleine Stadt grillt“[60]

Alle Wörther sollten sich mit der Familie, Nachbarn und Freunden zusammensetzen und gemeinsam grillen. Die originelle Idee stammte vom Wörther Bürger Konrad Kilp, zahlreiche Medien berichteten darüber, das Fernsehen des Bayerischen Rundfunks sendete einen Beitrag.
- 2015: Im Jahr 2015 feierte Wörth das zehnjährige Bestehen des Projektes „K. i. W. – Kultur in Wörth“.

Einer der Höhepunkte war dabei das Projekt Musikbrücke 2015, das einen musikalischen Bogen zwischen der Stadt Wörth a. d. Donau und der westböhmischen Stadt Tachov spannte. Am 5. Juni 2015 traten die beiden tschechischen Künstlerinnen Edita Keglerová und Ivana Bilej Brouková in Wörth bei einem Konzert auf. Am 28. September fand der Gegenbesuch mit dem Gerwin Eisenhauer–Trio statt. Das Konzert war Teil des Begleitprogramms für Pilsen – Kulturhauptstadt Europas 2015.
 Kinderbürgerfest „Kibü“ 
2011 hat die Mittelbayerische Zeitung das Kinderbürgerfest „Kibü“ in Wörth ausgerichtet. Tausende Kinder kamen in Begleitung ihrer Eltern um dieses Fest, das inzwischen das größte Kinderbürgerfest im Landkreis ist, mitzufeiern. Diese Großveranstaltung zählt mit zu den bedeutenden Events, die in Wörth stattgefunden haben.

### Wörther Passion

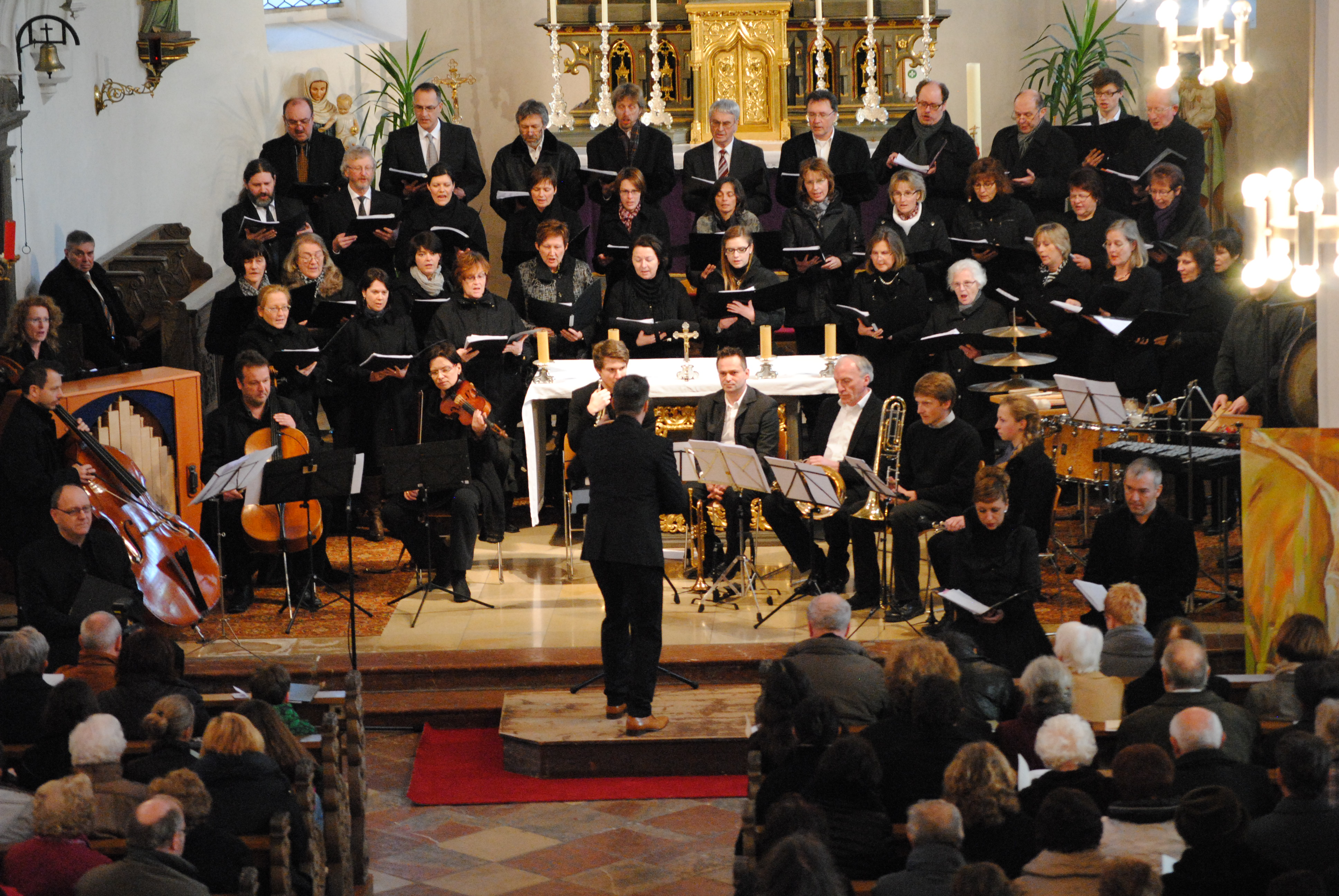
Uraufführung der Wörther Passion in der Stadtpfarrkirche

Als Kompositionsauftrag der Stadt Wörth entstand im Jahr 2012 ein zeitgemäßes geistliches Oratorium, das am 3. März 2013 uraufgeführt wurde. Die „Wörther Passion“ wurde vom Nürnberger Librettisten Michael Herrschel und dem Regensburger Komponisten Peter Wenk geschaffen. Inhalt ist die Vertonung der Leidensgeschichte Christi mit einem neuen und freien Text, der mit jedem Wort auf die Überlieferung in den Evangelien Bezug nimmt. Der Textdichter formuliert seine eigenen Fragen an das Passionsgeschehen, Peter Wenk erfand eine facettenreiche Musik. Das Werk wurde auch in anderen Städten aufgeführt und hat überregionale Bedeutung erlangt.

## Wirtschaft und Infrastruktur

### Funktion als Grundzentrum
Als Unterzentrum in Ostbayern gehörten die Stadt Wörth an der Donau und Wiesent (Gemeinde) seit 1976 regionalplanerisch zum „Allgemeinen ländlichen Raum“ mit der Funktion eines zentralen Doppelortes für den östlichen Teil des Landkreis Regensburg mit einem Einzugsbereich von rund 15.000 Einwohnern im Stadt- und Umlandbereich. Seit Inkrafttreten des aktuellen Landesentwicklungsprogramm (LEP) Bayern, am 1. September 2013, wird es als Grundzentrum genannt. Hier finden sich Ärzte, Physiotherapeuten, Apotheken, ein Krankenhaus, Kirchen, zwei Postfilialen, mehrere Lebensmittelmärkte, kleine und mittelgroße Gewerbe- und Industriebetriebe, Banken, Schulen, Kindergärten sowie mehrere Gasthäuser. Zudem gibt es seit 1977 einen Zusammenschluss zahlreicher Gewerbebetriebe zum Werbekreis der Stadt Wörth a.d. Donau. Die Stadtgemeinde ist Standort der Polizeiinspektion Wörth an der Donau, die zum Polizeipräsidium Oberpfalz in Regensburg gehört sowie einer Rettungswache des Bayerischen Roten Kreuzes.
Die wirtschaftliche Struktur der Stadt Wörth weist einen weiten Branchenmix aus: So gab es im Jahr 2008 bereits über 350 ansässige Gewerbetreibende.

### Ansässige Unternehmen

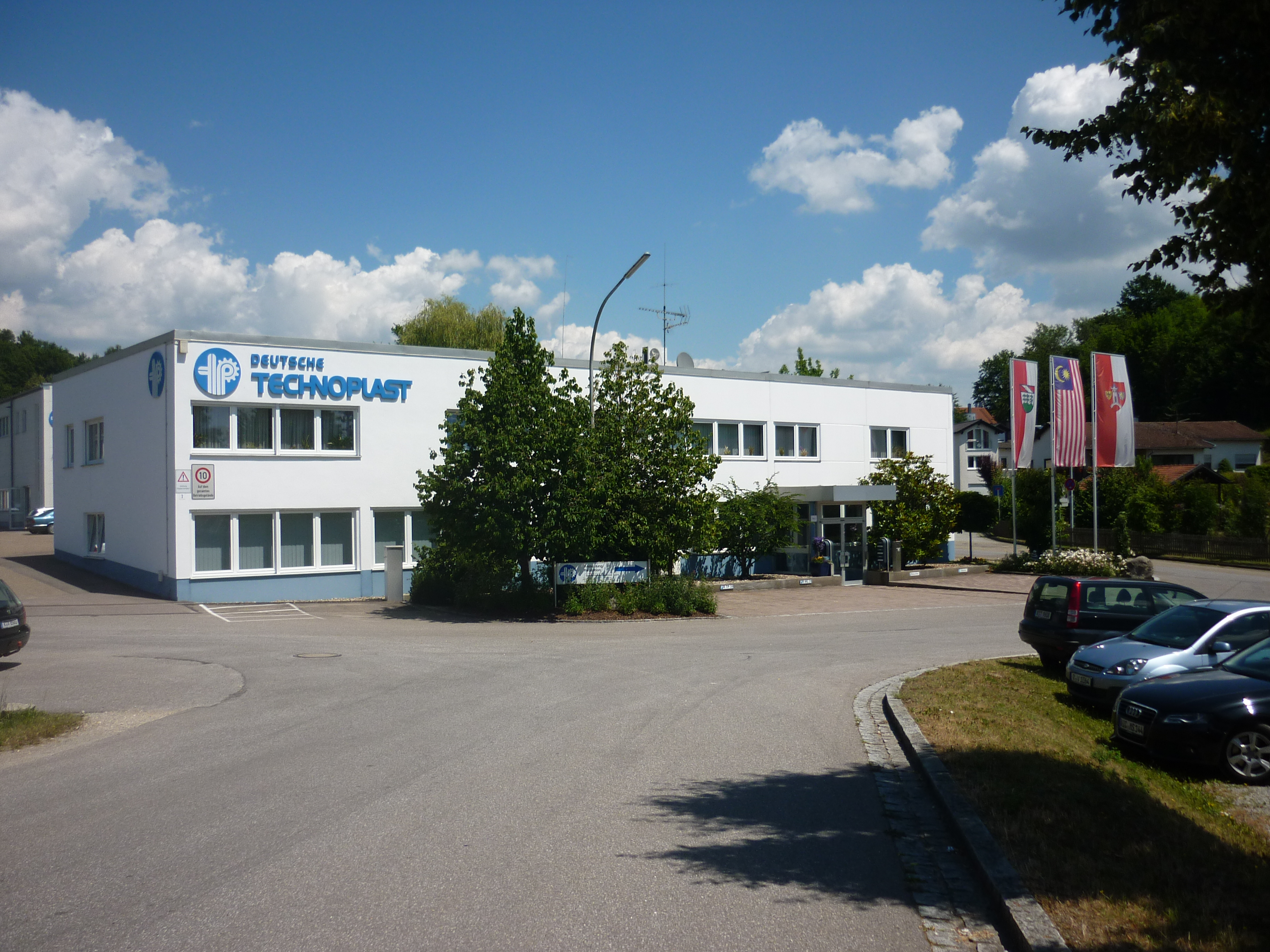
DEUTSCHE TECHNOPLAST Hauptsitz Wörth an der Donau

Einige der bedeutenden Unternehmen sind:
- DEUTSCHE TECHNOPLAST GmbH (gegründet 1968)
- Kartonagen- u. Hülsenfabrik ERICH MÜLLER (1897)
- Energieversorgung Rupert Heider & Co. KG (1909)
- Aumer Group (1977)
- Anhängerbau Stedele GmbH (1992)
- Getränke Rieder GmbH (1927)

Die DEUTSCHE TECHNOPLAST GmbH ist einer der größten Arbeitgeber in Wörth. Das Unternehmen, das international in der Spritzgussbranche agiert und nach DIN ISO/TS 16949:2009 zertifiziert ist, produziert am Hauptsitz Wörth sowie in Malakka/Malaysia. Es wurde 1968 gegründet und ist Lieferant für die Elektronik- und Automobilindustrie. Die Firma gehört zu den attraktivsten Arbeitgebern im deutschen Mittelstand. Sie erhielt 2012 zum dritten Mal das Güte-Siegel TOP JOB. Am 30. Oktober 2014 besuchte der Regensburger Bischof Rudolf Voderholzer mit einer Reihe weiterer Unternehmer die Firma, um sich über die Produktion zu informieren.
Über 150 Mitarbeiter der Kartonagen- u. Hülsenfabrik ERICH MÜLLER fertigen in den Werken Wörth an der Donau und Mühltroff/Vogtland. Das Unternehmen ist nach Qualitätsmanagementsystem DIN EN ISO 9001:2000 zertifiziert und wurde 1897 in Mühltroff/Vogtland gegründet, der Hauptsitz der Firma befindet sich seit 1952 in Wörth.
Eines der ältesten Wörther Unternehmen ist das 1909 gegründete Elektrizitätsversorgungsunternehmen Energieversorgung Rupert Heider & Co. KG, das am Höllbach drei Wasserkraftwerke betreibt. Seit Dezember 1910 liefert es für Wörth und Umgebung Energie. Der Gründer Rupert Heider gilt als Pionier der Energieversorgung im Großraum Wörth und darüber hinaus.
Im ehemaligen Gemeindeteil Hungersdorf hat sich 1948 die Ziegelei Senft angesiedelt. Sie gehört zu den ersten Unternehmen, die unmittelbar nach dem Zweiten Weltkrieg in Wörth gegründet wurden. Das Unternehmen hat sich unter anderem auf Ziegeleiprodukte im Denkmalschutzbereich spezialisiert und lieferte Ziegel für die Sanierung des Prinz-Carl-Palais in München.
 Kraftwerk Geisling 
Bei Kiefenholz liegt die Donaustaustufe und Schleuse Geisling. Das Kraftwerk wird von der E.ON Wasserkraft betrieben.

### Erdölfernleitung
Beim Gemeindeteil Kiefenholz befindet sich die Donaudurchquerung der Erdölfernleitung Ingolstadt–Kralupy–Litvínov Pipeline, auch bezeichnet als Mitteleuropäische Rohölleitung (MERO) (Verbindungsleitung zum Südast der Erdölleitung Freundschaft). Der Durchstich erfolgte 1995.

### Gesundheitswesen

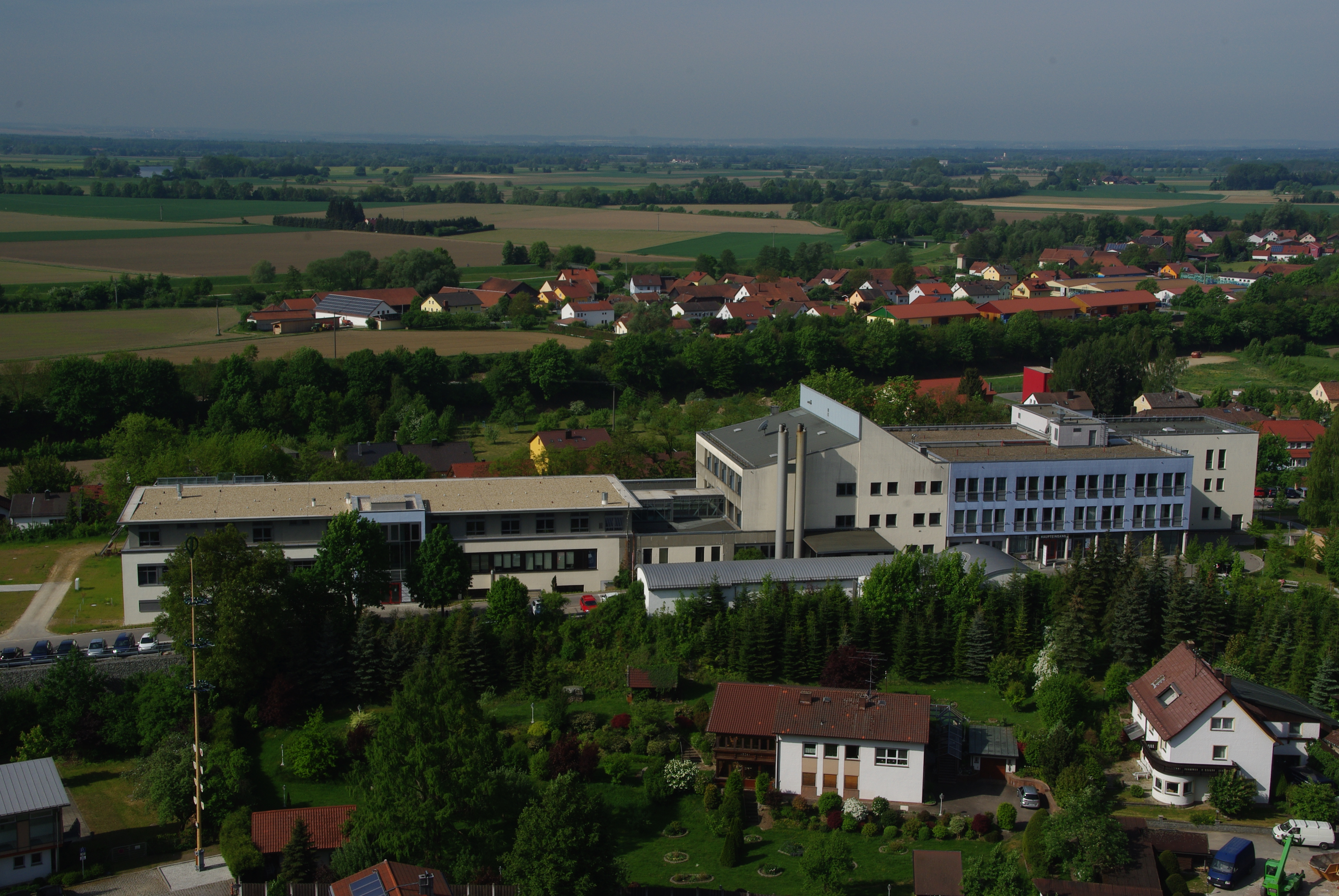
Kreisklinik und Gesundheits-Kompetenz-Zentrum Wörth

Die vom TÜV zertifizierte Kreisklinik und Gesundheits-Kompetenz-Zentrum Wörth an der Donau mit angeschlossenem Facharztzentrum und über 380 Beschäftigten (Stand: Februar 2017) ist größter Arbeitgeber der Stadt. Sie bekam 2014 das Zertifikat EndoProthetikZentrum der Maximalversorgung; damit ist sie die 14. Klinik in Bayern, die dieses Zertifikat führt, zudem ist sie seit 30. Juli 2016 ein Akademisches Lehrkrankenhaus der Universität Regensburg. Seit der Gründung als Bezirkskrankenhaus im Jahr 1920 durch die Initiative des Wörther Pfarrers Franz Seraph Eberl wurde das Krankenhaus durch die hohe überregionale Akzeptanz bereits fünfmal erweitert und gründlich saniert. Es stellt sich heute als moderne und medizinisch leistungsfähige Einrichtung dar. Es ist das einzige Krankenhaus in Trägerschaft des Landkreises. Dort wurden im Jahr 2014 26.000 Patienten (2013: 24.000) behandelt. Die Klinik, die über fünf Fachabteilungen mit zahlreichen Ärzten und 120 Betten (Stand: Februar 2017) verfügt, kooperiert mit dem Gefäßzentrum Regensburg, dem Krankenhaus der Barmherzigen Brüder und einer radiologischen Praxis sowie mit allen akademischen Lehrkrankenhäusern in Regensburg, dem Regensburger Ärztenetz, dem Klinikum St. Elisabeth in Straubing und dem Universitätsklinikum Regensburg. Der Ministerrat des Freistaats Bayern hat am 8. Juli 2025 die Aufnahme des ersten Bauabschnitts der geplanten Norderweiterung der Kreisklinik Wörth a.d.Donau in das Krankenhausbauprogramm 2028 beschlossen. Damit erhält der Erweiterungsbau, der unter anderem den Neubau der Zentralen Notaufnahme sowie moderne Bereiche für CT-Diagnostik, Verwaltung, Service und Versorgung umfasst, grünes Licht für die weitere Umsetzung. Die förderfähigen Kosten belaufen sich auf rund 36,06 Millionen Euro.

### Wirtschaft

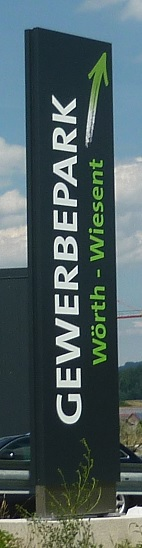
Gewerbe-Park Wörth-Wiesent

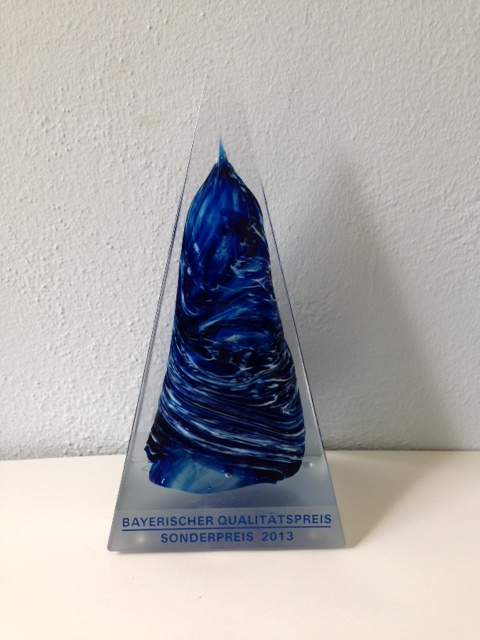
Bayerischer Qualitätspreis Sonderpreis 2013

Wichtige Entwicklungen der letzten Jahre waren 1988 die Ausweisung des Gewerbegebiets „Im Haslet“ sowie 1997 eines großen Neubaugebiets im Norden der Stadt. Die Einrichtung des 160.000 Quadratmeter großen „Gewerbeparks Wörth-Wiesent“, direkt neben der Bundesautobahn BAB 3 gelegen, folgte 2010. Es ist das bisher größte Gewerbe- und Industriegebiet der Stadt. Mit dem vorher bereits vorhandenen Gewerbegebiet „Reitfeld/Schwarzer Helm“ gibt es demnach drei größere Gewerbestandorte in Wörth. Zahlreiche Handwerks- und Dienstleistungsbetriebe sowie produzierendes Gewerbe siedelten sich seitdem an.
Im Gewerbegebiet „Im Haslet“, in dem etwa 50 mittlere und größere Gewerbebetriebe beheimatet sind, findet alle drei Jahre eine regionale Gewerbeschau mit Ausstellern aus Wörth und dem Umland statt. Es ist die größte Messe dieser Art im Landkreis Regensburg.
Bedeutende Bestreben der Stadt waren 2015 die Ausweisung eines Einzelhandelsgebiets in Zentrumsnähe („Sondergebiet Lebensmittel – Einzelhandel Donaustraße“) mit dem Bebauungsplan „Alter Bahnhof“ sowie die Ausweisung eines Neubaugebiets „Am Brand“. Nachdem die Großprojekte der Stadt Wörth mit dem Bau einer Mensa, der Zweifachturnhalle mit Außensportanlagen sowie eines Heizwerks für die Schule und für umliegende Gebäude, die Sanierung des Hallenbads sowie weitere Investitionen in die Infrastruktur der Stadt im Jahr 2015 abgeschlossen wurden, sind insgesamt über elf Millionen Euro investiert worden. Der Verwaltungshaushalt der Stadt betrug 2015 14,82 Millionen Euro. Dies ist der größte Etat, den die Stadt jemals verabschiedete.
Die Stadt kann mehr Arbeitsplätze zur Verfügung stellen als sie sozialversicherungspflichtige Bürger hat. Sie verfügt über mehr als 1.900 sozialversicherungspflichtige Arbeitsplätze. (Stand: Dezember 2014)
→Quelle 2015 kamen täglich 1.427 Personen nach Wörth um ihren Beruf nachzugehen, 1.417 fuhren zu ihren Betrieben auswärts. Damit belegte Wörth nach Neutraubling Rang zwei in der Pendlerstatistik des Landkreises und hatte einen so gut wie ausgeglichenen Pendlersaldo.
Im Jahr 2012 arbeiteten 0,1 % der abhängig Beschäftigten in der Land- und Forstwirtschaft, 40,1 % im produzierenden Gewerbe, 20,1 % in Handel, Verkehr und Gastgewerbe, 12,2 % im Sektor Unternehmensdienstleistungen sowie 26,7 % bei öffentlichen und privaten Dienstleistern.

### Bayerischer Qualitätspreis

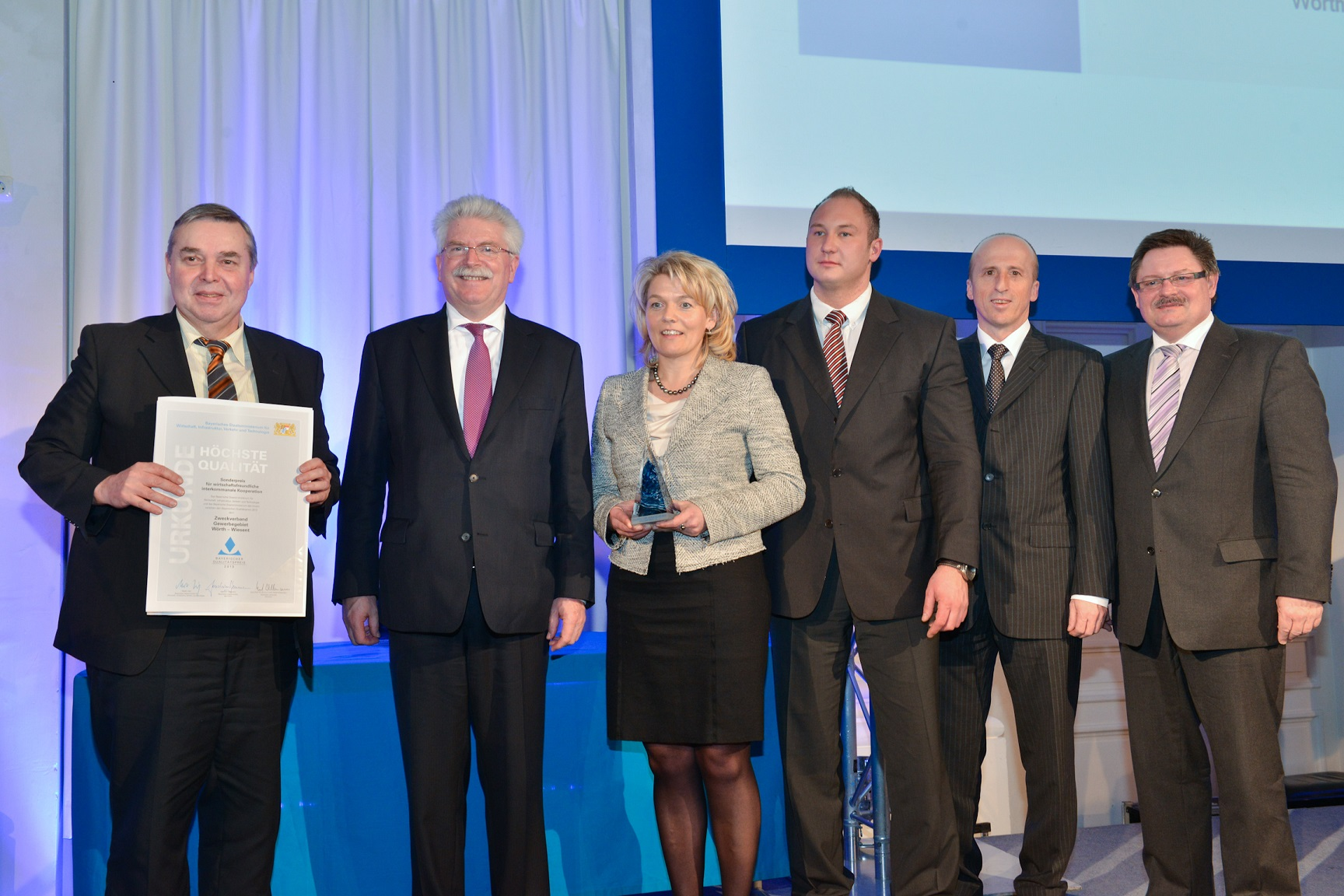
Verleihung Bayerischer Qualitätspreis Sonderpreis 2013

Am 14. Januar 2010 wurde die interkommunale Zusammenarbeit mit der Nachbargemeinde Wiesent beschlossen.
Aus dieser Zusammenarbeit ging der „Gewerbepark Wörth-Wiesent“ hervor. Für dieses gemeinsame Projekt erhielt Wörth mit Wiesent den Bayerischen Qualitätspreis Sonderpreis 2013 „für besonders wirtschaftsfreundliche und innovative Kooperationsprojekte mehrerer Kommunen mit Modellcharakter“.

### Arbeitsgemeinschaft Vorderer Bayerischer Wald
Am 8. Januar 2007 wurde die Arbeitsgemeinschaft Vorderer Bayerischer Wald gegründet, kurz «AG Vorwald» genannt. Ihr Ziel ist es, die Region in touristischer, wirtschaftlicher und kultureller Hinsicht zu fördern und zu stärken.
Mitglieder dieser Gemeinschaft sind die Gemeinden Altenthann, Bernhardswald, Brennberg, Falkenstein, Michelsneukirchen, Rettenbach, Wald, Wiesenfelden, Zell und die Stadt Wörth an der Donau, zudem alle Heimat-, Tourismus- und Fremdenverkehrsvereine dieser Gemeinden.

### Tourismus
Erste Bemühungen um den Fremdenverkehr gehen auf das Jahr 1884 zurück. In diesem Jahr konstituierte sich ein Verschönerungsverein. 1903 wurde dieser Verein in eine Sektion des Waldvereins e. V. umgewandelt, die Vorgängereinrichtung des jetzigen Fremdenverkehrsvereins. Der heutige Waldverein, der sich um die Erhaltung der Wanderwege bemüht, wurde am 16. November 1983 gegründet.
Die Sehenswürdigkeiten und Einkaufsmöglichkeiten Wörths sowie die Nähe zur Welterbestadt Regensburg, zur Walhalla und weiteren Touristenmagneten in der Umgebung wirken sich günstig auf die Übernachtungszahlen aus. So konnte von Januar bis September 2014 ein Plus von 96,3 Prozent bei den Gästeankünften und ein Plus von 18,1 Prozent bei den Übernachtungen verzeichnet werden. Mit 1,6 Tagen (2013: 2,7 Tage) durchschnittlicher Aufenthaltsdauer kommt nach Angaben des Fremdenverkehrsvereins ein sehr großer Teil der Übernachtungen durch die unmittelbare Lage am Donauradweg und die damit verbundenen Durchreisen zustande.

### Weinbau

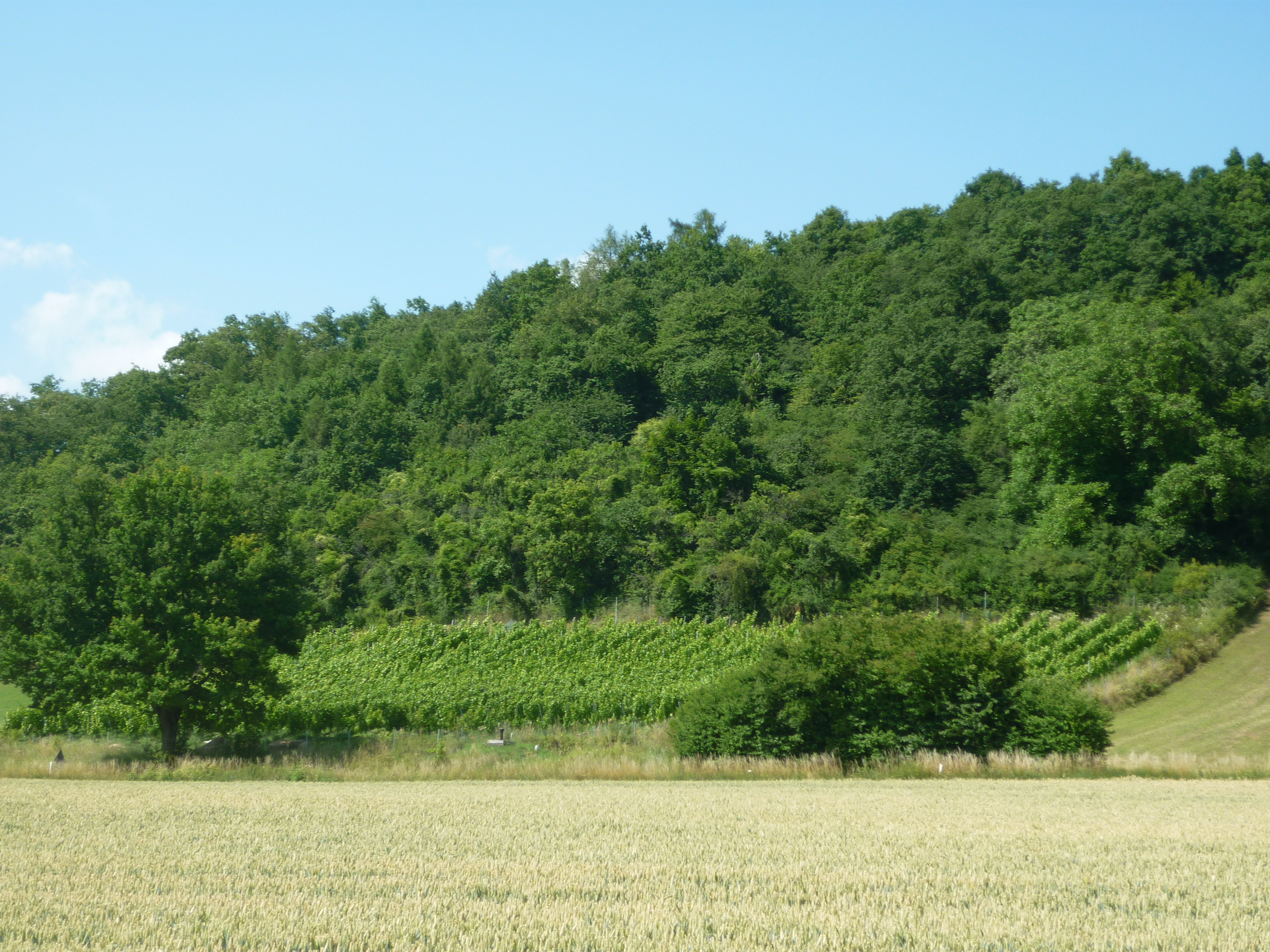
Weinanbau in Tiefenthal

Weinbau wird in der Gegend um Wörth seit rund 1500 Jahren betrieben. Die Römer dürften den Wein an die Südhänge der Vorberge des Bayerischen Waldes gebracht haben, wenngleich archäologische Beweise hierfür fehlen. In Wörth waren um das Jahr 800 alle Hügel mit Weinreben bepflanzt. In einer Urkunde von 1245 wird der Weinbau erwähnt. Um 1700 bis 1800 stand der Weinanbau in höchster Blüte. Noch heute trägt eine Straße den Namen „Am Weinberg“. Zu Beginn des 19. Jahrhunderts machte sich ein deutlicher Rückgang bemerkbar. Von 1800 bis 1809 waren noch etwa 50 Tagwerk mit Reben bepflanzt, allein auf dem Südhang des Schlossbergs befand sich bis nach dem Ersten Weltkrieg ein Weinberg mit rund sieben Tagwerk.
Heutzutage wird der Baierwein, der seit 1983 die Bezeichnung „Regensburger Landwein“ trägt, vor allem in Kruckenberg, Bach an der Donau, aber auch in Wörth und Tiefenthal, wo es gelungen ist, aus einer Cuvée einen Baierwein herzustellen, der zu Sekt gegoren werden konnte, wieder angebaut; es handelt sich um das zweitkleinste Weinbaugebiet Deutschlands und das kleinste in Bayern. Zahlreiche Weinlokale sind an der „Weinroute“ entstanden, die mit 20 Kilometer Länge die kürzeste Weinstraße Deutschlands ist. In Bach gibt es seit 1998 ein Baierwein-Museum.

### Verkehr

#### Autoverkehr
Wörth ist gut an das überregionale Straßennetz angebunden:
- : Wörth an der Donau liegt unmittelbar an der Bundesautobahn BAB 3 Nürnberg – Regensburg – Passau – ( Wels – Linz) mit den Anschlüssen Nr. 104a „Wörth an der Donau/Wiesent“ und Nr. 104b „Wörth an der Donau-Ost“.

Nach München/Weiden: Über das 18 km westlich entfernte Autobahnkreuz Regensburg auf die : Hof – Weiden – Schwandorf – Regensburg – Wolnzach/Autobahndreieck Holledau; über die  nach München.
- : In Nord-Süd-Richtung führt die Staatsstraße St 2146 aus Richtung Cham kommend über Wörth und Wiesent weiter über die Donaubrücke Wörth–Pfatter zur Bundesstraße B 8 (Regensburg – Straubing – Passau) und Richtung Sünching.

In West-Ost-Richtung verläuft die Staatsstraße St 2125 von Regensburg über Wörth, Tiefenthal und Hofdorf weiter nach Straubing. Die Kreisstraße R 7 verbindet Kiefenholz, Oberachdorf, Wörth, Hungersacker und Weihern und führt als SR 46 weiter Richtung Wiesenfelden. Die Kreisstraße R 44 führt von Hofdorf über Zinzendorf nach Hof und als SR 28 weiter Richtung Saulburg.

#### Öffentlicher Nahverkehr
Ebenso ist die Stadtgemeinde auch gut im Nahverkehrsnetz eingebunden:
Mit den Buslinien 5, 5A und 102 ist man an das ÖPNV-Netz des Regensburger Verkehrsverbunds angebunden. Überdies bestehen mit den RBO-Linien 6060, 6072 und 6095 Verbindungen nach Wiesenfelden, Cham und Straubing und eine private Buslinie nach Brennberg.

#### Sonstige Verkehrsmittel
Bahnhöfe, Flughafen und Donauhafen sind ebenfalls nicht weit entfernt:
Schiene
Die nächstgelegenen Haltepunkte sind der Bahnhof Straubing und der Regensburger Hauptbahnhof. In Wörth gibt es seit 1969 keinen eigenen Bahnanschluss mehr.
Luftverkehr
Der nächste regionale Flugplatz Wallmühle liegt westlich von Straubing und ist als Schwerpunktlandeplatz für den ostbayerischen Raum ausgebaut. In der Nachbargemeinde Pfatter befindet sich in Griesau ein Sonderlandeplatz (EDPG) für Flugzeuge. Internationale Flughäfen sind der Flughafen München und Nürnberg, die mit dem Pkw jeweils in etwa einer Stunde zu erreichen sind.
Binnenschifffahrt
Der Donauhafen in Regensburg liegt rund 23 Straßenkilometer entfernt, der Hafen Straubing etwa 31 Kilometer. Für die überregionale Personenschifffahrt sind Regensburg und Straubing die nächsten Schiffsanlegestellen.

#### Rad- und Wanderwege

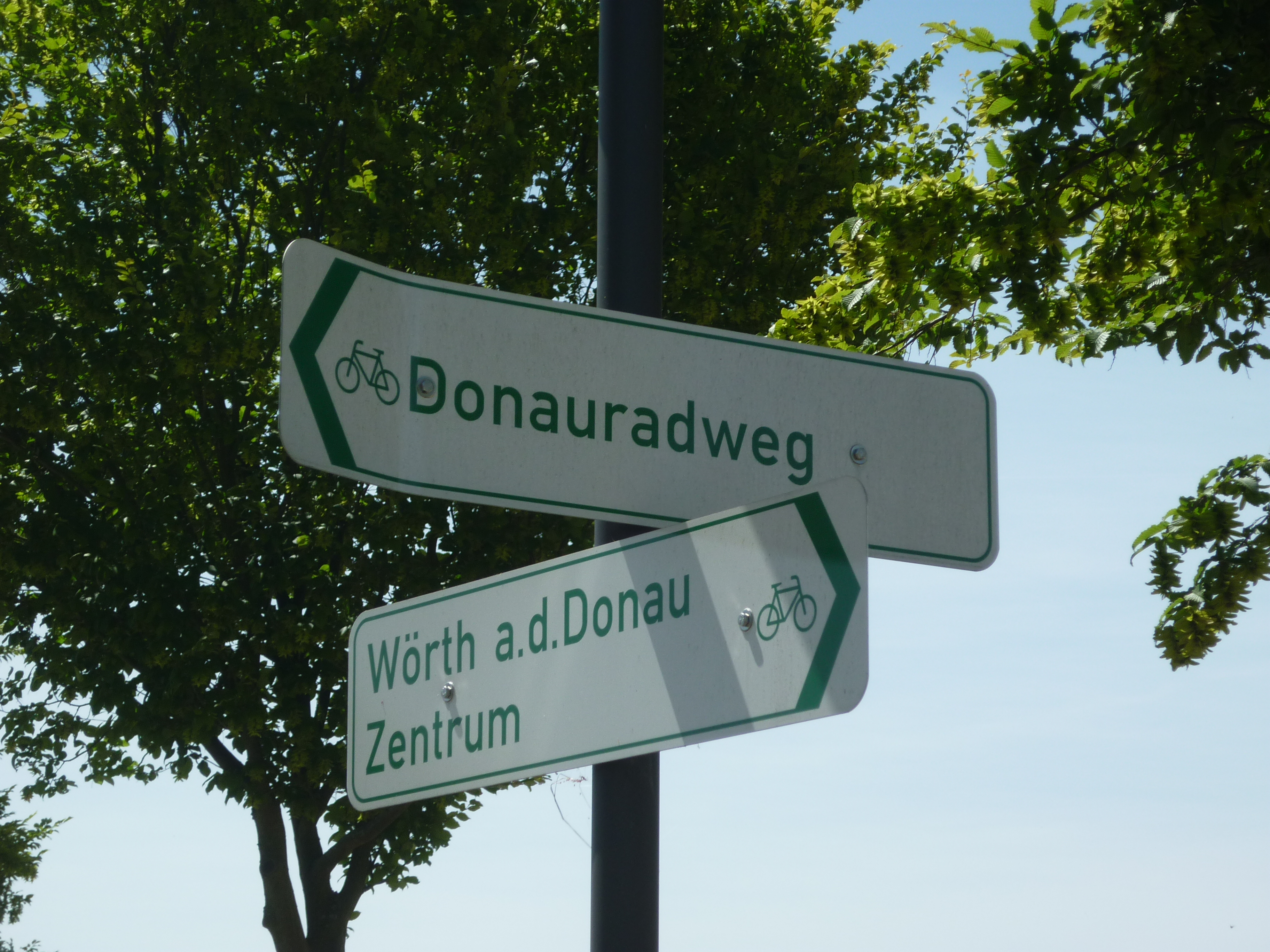
Internationaler Donauradweg in Wörth

Wörth liegt an mehreren Rad- und Wanderwegen.
Die bedeutendsten sind der Regensburger Burgensteig und der Oberpfalzweg, der internationale Donauradweg, der europäische Fernradweg EuroVelo 6 (Flüsseroute), der Europäische Fernwanderweg E8 und der Ostbayerische Jakobsweg. Der Goldsteig (Südroute) führt ganz nahe an Wörth vorbei. Am 30. Juli 2014 wurde der Donau-Panoramaweg in Wörth eröffnet. Dieser Wanderweg ist 220 km lang und führt von Neustadt an der Donau nach Passau. Der Wörther Waldverein bietet 60 Kilometer markierte Wanderwege in der Stadtgemeinde.
Insgesamt führen 135 Kilometer Wanderwege durch das Stadtgebiet.
Darüber hinaus gibt es zahlreiche Radtourmöglichkeiten in den Bayerischen Vorwald sowie entlang der Donau und in den weitläufigen Gäuboden.

#### Ehemalige Donaufähre
Seit Generationen verkehrte bei Stromkilometer 2350,7  zwischen dem heutigen Ortsteil Oberachdorf und dem gegenüber dem Fluss gelegenen Pfatter eine Rollfähre. Eigner der Fähre war die Gemeinde Pfatter. Die Fähre hatte große wirtschaftliche Bedeutung; auch für die Versorgung Pfatters durch Wörther Ärzte und Hebammen war sie wichtig. 1945, vor dem Einmarsch der Amerikaner wurde sie gesprengt, nach dem Krieg wieder in Betrieb genommen. Im Juni 1964, vor der Einweihung der damals „Längsten Donaubrücke Deutschlands: Wörth – Pfatter“ am 22. Oktober 1964, stellte sie ihren Betrieb ein. Ehedem waren die nächsten Donaubrücken in Straubing und Donaustauf.

#### Ehemalige Walhallabahn
Wörth strebte schon frühzeitig danach an das Eisenbahnnetz angeschlossen zu werden. Mit dem Straßenbahnprojekt von Regensburg zur Walhalla war man jedoch zurückhaltend, da man die Tauglichkeit einer Schmalspurbahn für den Gütertransport bezweifelte. Der Vorzug galt einer vom Bahnhof Walhallastrasse in Regensburg abzweigenden Normalspur. 1888 versuchte man dies mit einer Petition an die K.B. Staatseisenbahn deutlich zu machen. Nachdem dafür keine Aussicht bestand, bevorzugte man den Weiterbau der Walhallabahn von Donaustauf nach Wörth. Ein erster Vorstoß noch während der Bauzeit der Bahn nach Donaustauf blieb erfolglos. Die Lokalbahn Aktien-Gesellschaft gab 1891 ihre abwartende Haltung auf und ließ sich eine Projektierungskonzession am 8. Dezember 1891 für den Abschnitt Donaustauf–Wörth erteilen. Die Bahninteressenten hatten die vollständigen Geldmittel zum Erwerb des Terrains zu erbringen. Im Herbst 1892 konstituierte sich daraufhin in Wörth ein Eisenbahn-Komitee, das jedoch die erforderlichen Geldmittel nicht aufbrachte. Am 7. April 1902 begann man nach Überwindung auch inzwischen eingetretener wirtschaftlicher Einsprüche Donaustaufs mit dem Weiterbau, bis bereits am 24. April die Linie fertiggestellt werden konnte und für betriebsfähig erklärt wurde. Beim Bau waren zeitweise bis zu 500 Arbeiter tätig. Für den Weiterbau trug das Fürstliche Haus von Thurn und Taxis 55.000 Reichsmark, der Distrikt Wörth 40.000 RM, die Gemeinde Wörth 25.000 RM, die Stadt Regensburg 13.000 RM, die Gemeinde Wiesent 10.000 RM sowie die Gemeinde Kiefenholz 3.000 Reichsmark bei. Insgesamt kostete die Verlängerung 900.000 Reichsmark. Die Festfahrt fand am 30. April 1903 statt.

Walhallabahn Endbahnhof Wörth

Vom 1. Mai 1903 bis 1968 war Wörth die Endstation der aus Regensburg kommenden schmalspurigen Walhallabahn. Am 1. Oktober 1960 wurde der Personenverkehr eingestellt, am 31. Dezember 1968 verließ der letzte Güterzug den Bahnhof. Das «Walhallabockerl», wie es im Volksmund hieß, hatte für Wörth große Bedeutung.
Das ehemalige Bahnhofsgelände beherbergt heute das Betriebsgelände der BayWa, bereits 1903 wurde dort ein erstes Lagerhaus angesiedelt, eine Betriebsaußenstelle des staatlichen Bauamts Regensburg sowie seit 2016 das Einzelhandelszentrum „Alter Bahnhof“ an der Bahnhofstraße. Vom einstigen Bahnhof ist nur noch der Lokschuppen erhalten. Das Bahnhofsgebäude wurde 1978 abgebrochen.

### Öffentliche Einrichtungen
In der Stadt sind zahlreiche kommunale Einrichtungen angesiedelt:

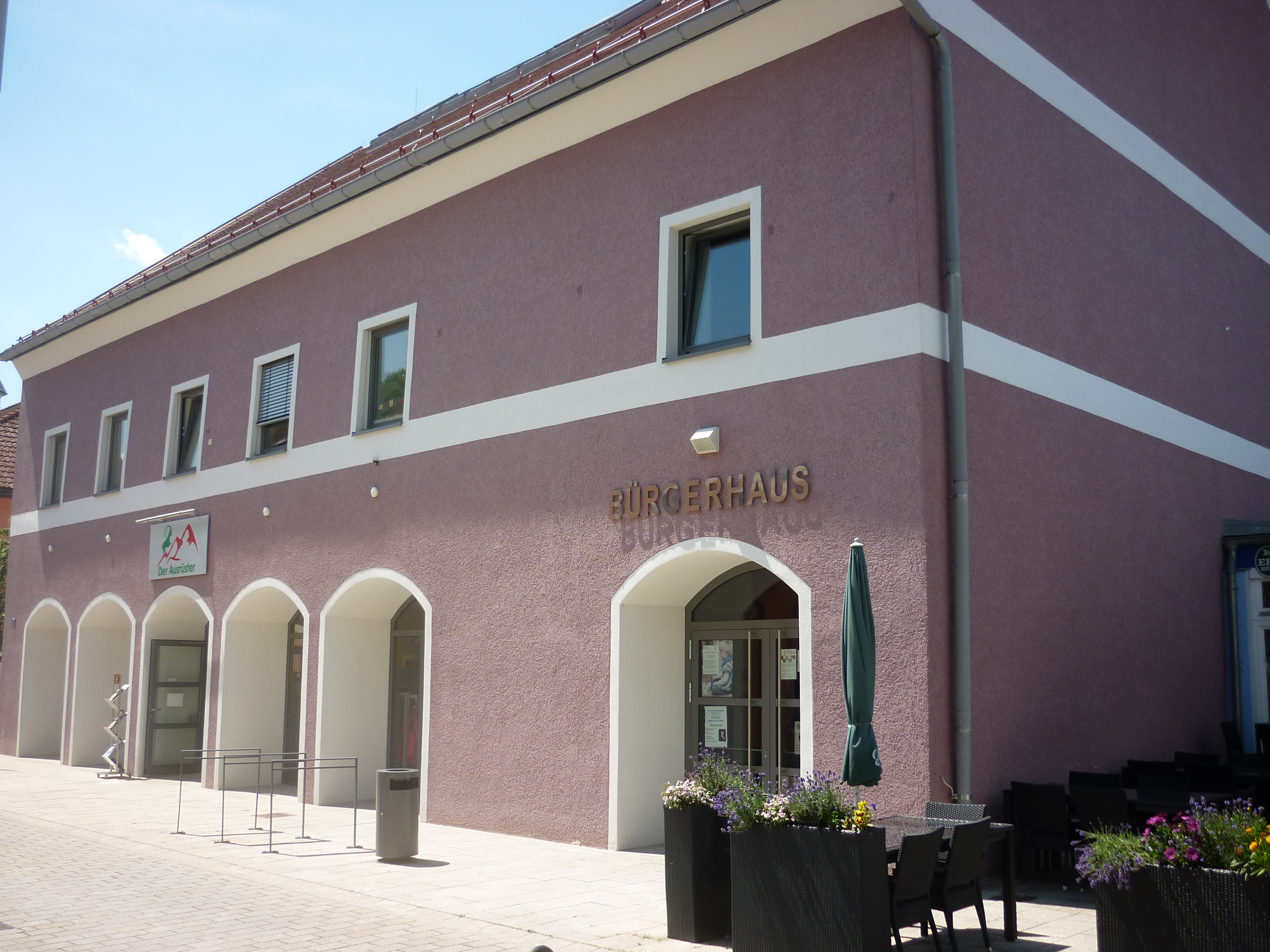
Bürgerhaus mit Bürgersaal

- Kreisklinik und Gesundheits-Kompetenz-Zentrum Wörth an der Donau
- Bürgerhaus mit Bürgersaal
- Hallenbad
- Kindergarten
- Kinderkrippe
- Jugendtreff
- Stadtbücherei
- Stadtarchiv (im ehem. Hofdorfer Schulhaus)
- Wertstoffhof
- Kläranlage
- Festplatz
- Stromtankstelle für E-Bikes
- Ladestationen für Elektroautos

### Bildung und Medien
In der Stadt gibt es die Mittelschule Wörth mit M-Zug und gebundener Ganztagsschule. Sie gehört dem Mittelschulverbund Vorderer Bayerischer Wald – Donautal an und hat sich seit 1. Dezember 2015 dem Netzwerk Schule ohne Rassismus – Schule mit Courage angeschlossen. Die Grundschule Wörth-Wiesent befindet sich in der Nachbargemeinde Wiesent. Zudem gibt es eine Außenstelle der Volkshochschule Regensburger Land und die Musikschule Wörth e. V. sowie eine durch die Katholische Erwachsenenbildung organisierte Eltern-Kind-Gruppe.

#### Musikschule
Die Musikschule Wörth/Donau e. V. wurde am 24. Juni 1985 durch den Musiklehrer Christoph Böhm ins Leben gerufen. Zunächst wurde die Schule drei Jahre durch den Gründer und Inhaber privat geführt. Durch die Umwandlung in einen gemeinnützigen Verein ist sie seitdem Mitglied im Verband der Bayerischen Sing- und Musikschulen. Die Musikschule bietet ein durchgehendes Ausbildungskonzept durch zahlreiche qualifizierte Lehrkräfte. Sitz der Musikschule ist seit Juli 2010 das Bürgerhaus der Stadt. Es finden regelmäßig Konzerte statt.

#### Volkshochschule Regensburger Land
In Wörth besteht eine von 25 Außenstellen der VHS Regensburger Land (Stand 2015). Am 27. Oktober 1955 wurde in Wörth an der Donau deren Vorgängereinrichtung, die Volkshochschule Regensburger Land e. V. gegründet. Initiatoren waren engagierte Lehrkräfte um den Wörther Lehrer Günther Halx. Seinerzeit gab es mit Wörth, Neutraubling, Großberg und Sünching vier Außenstellen.

#### Mittelschulverbund
Im Rahmen der interkommunalen Zusammenarbeit wurde im April 2010 der Mittelschulverbund Vorderer Bayerischer Wald – Donautal gegründet. Dieser Schulverbund gilt landkreis- und bezirksübergreifend als Vorzeigeprojekt.
Die Mitglieder des Schulverbundes sind:
- der Mittelschulverband Wörth-Wiesent, bestehend aus der Stadt Wörth an der Donau, Gemeinde Wiesent, Gemeinde Pfatter, Gemeinde Bach an der Donau
- der Mittelschulverband Falkenstein, bestehend aus dem Markt Falkenstein, Gemeinde Rettenbach, Gemeinde Brennberg
- die Gemeinde Wiesenfelden

#### Medien
Es erscheinen die Tageszeitungen Donau-Post, eine Lokalausgabe des Straubinger Tagblatts, und der Wörther Anzeiger, eine Lokalausgabe der Mittelbayerischen Zeitung mit jeweils seinen Anzeigenblättern, das Regensburger Wochenblatt, eine Ausgabe der Wochenblatt Verlagsgruppe sowie der Blizz, eine Wochenendzeitung der M.S. Media-Service & Verlags-GmbH Regensburg.
Donau-Post
Am 1. Oktober 1891 wurde in Wörth durch Josef Schützinger die Zeitung Donau-Post gegründet. Am 20. Oktober 1930 ging sie als Lokalausgabe an die heutige Mediengruppe Straubinger Tagblatt/Landshuter Zeitung, seinerzeit Cl. Attenkofer’schen Verlag in Straubing, über. Am 1. Oktober 2016 beging die Mediengruppe bei einem Festakt in Wörth das 125-jährige Bestehen; eine Erinnerungstafel an den Begründer wurde am Friedhof angebracht.
Rundfunk und Fernsehen
Im Stadtgebiet können neben den überregionalen Hörfunk- und Fernsehprogrammen die Radiosender Radio Charivari, Radio Gong FM, Radio AWN und der regionale Fernsehsender TVA empfangen werden.

## Persönlichkeiten

### Träger der Bürgermedaille

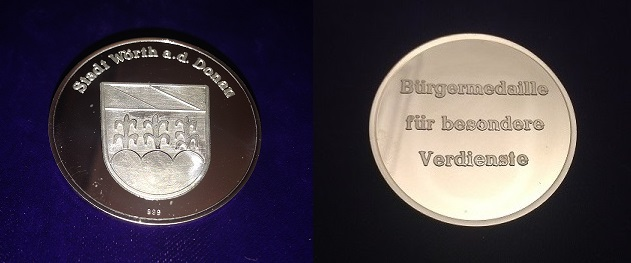
Bürgermedaille der Stadt Wörth an der Donau

Die Bürgermedaille der Stadt wird laut Satzung vom 20. Januar 2004 für besondere Verdienste um Wörth a.d. Donau verliehen. Vom Bürgermeister und den Stadträten vorgeschlagene Personen können nach Stadtratsbeschluss mit der Bürgermedaille ausgezeichnet werden. Über die Aushändigung der Medaille entscheidet der Bürgermeister; sie wird bei der Jahresabschlussfeier der Stadt in festlichem Rahmen verliehen. Die Bürgermedaille hat die Form einer runden Münze mit 40 mm Durchmesser und besteht aus Feinsilber. Sie zeigt auf einer Seite das Stadtwappen mit der Umschrift „Stadt Wörth a.d. Donau“ und auf der anderen Seite die Worte „Bürgermedaille für besondere Verdienste“. Die Zahl der Medaillenträger soll zehn lebende Personen nicht überschreiten.
- 2004, 28. Dezember: Karl Völkl (* 3. März 1923; † 15. Juni 2012), Lehrer, Gründer der Stadtkapelle Musikfreunde, Gründer der Kapelle Jungbläser, Organist und Dirigent
- 2005, 29. Dezember: Fritz Zimmerer (* 14. September 1930; † 8. Januar 2013), Fuhrunternehmer, ehemaliger Stadtrat, Kreisbrandinspektor a. D., Träger des Deutschen Feuerwehrehrenkreuzes in Gold
- 2010, 1. August: Franz Senft, Ziegeleibesitzer, ehemaliger Stadtrat und 2. Bürgermeister
- 2010, 1. August: Josef Schütz, Gastwirt, ehemaliger Stadtrat, Mitbegründer Kolping-Theaterbühne, Träger des Ehrenzeichens des bayerischen Ministerpräsidenten
- 2010, 1. August: Siegmund Rösch (* 13. Juli 1937; † 3. September 2013), Bäckermeister, ehemaliger Stadtrat und 2. Bürgermeister
- 2013, 30. Dezember: Johann Bauer, Unternehmer, ehemaliger Stadtrat
- 2013, 30. Dezember: Ulrich Müller, Unternehmer
- 2014, 29. Dezember: Heinrich Karl, Kreisklinikdirektor a. D.
- 2015, 28. Dezember: Josef Eidenschink, Metzgermeister, ehemaliger Stadtrat und 2. Bürgermeister
- 2015, 28. Dezember: Dieter Delp, ehemaliger Stadtrat, Träger des Ehrenzeichens des bayerischen Ministerpräsidenten

### Ehrenbürger
- 1887, 6. Mai: Albert Voigt, Fabrikbesitzer
- 1909, 6. Juni: Georg Freimuth (* 1858), Pfarrer von 1902 bis 1926, Gründer der „Pfarrer-Freimuth-Stiftung“ Kindergarten Wörth
- 1912, 4. Juni: Anton Haag (* 22. März 1854; † 13. Januar 1921), Oberlehrer von 1887 bis 1920, Vereinsgründer
- 1915, 1. Mai: Konrad Laubender († 1918), Marktobersekretär, Mitbegründer der Freiwilligen Feuerwehr Wörth, Bezirksfeuerwehrvertreter von 1875 bis 1912.
- 1925, 10. Oktober: Johann Henfling (* 11. Dezember 1858; † 4. August 1930), Bürgermeister von 1902 bis 1930
- 1925, 10. Oktober: Georg Zierer, Brauereibesitzer, 2. Bürgermeister
- 1925, 25. Oktober: Max Neumayer, Arzt und Sanitätsrat
- 1950, 9. Februar: August Essenwein (* 1871; † 1953), Apotheker (Sohn von August O. Essenwein), Gründer und Mitbegründer von Vereinen, ab 1928 stv. Bezirksfeuerwehrvertreter, Heimatpfleger und Heimatschriftsteller
- 1950, 25. März: Rupert Heider († 1956), Elektrizitätswerksbesitzer
- 1965, 9. März: Johann Baumann († 1968), Bürgermeister von 1946 bis 1964.
- 1965, 30. Dezember: Karl Frank († 1970), Oberinspektor, Leiter der Markt- bzw. Stadtverwaltung von 1924 bis 1965
- 1984, 20. September: Schwester M. Hathelma († 1989), Oberin der Mallersdorfer Schwestern im Kreiskrankenhaus Wörth
- 2004, 1. August: Franz Beutl (* 28. September 1938), 2. Bürgermeister von Kiefenholz (1966 bis 1971), Bürgermeister der Stadt Wörth (1973 bis 2002), stellvertretender Landrat a. D., Kreisrat a. D., Altbürgermeister
- 2004, 1. August: Ludwig Schindler (* 11. August 1929), Buchherausgeber, Schulrektor a. D., ehemaliger Stadtrat und Ortsheimatpfleger a. D.
- 2004, 1. August: Rupert Schmid (* 11. Juni 1935; † 4. Januar 2021), Bezirkstagspräsident a. D., Landrat des Landkreis Regensburg von 1978 bis 2002

### Träger des Bundesverdienstkreuzes
- 1980, 25. Juli: Karl Völkl (* 3. März 1923; † 15. Juni 2012), Lehrer, Gründer der Stadtkapelle Musikfreunde, Gründer der Kapelle Jungbläser, Organist und Dirigent, Träger der Bundesverdienstmedaille
- 1990, 9. Januar: Fritz Zimmerer (* 14. September 1930; † 8. Januar 2013), Fuhrunternehmer, ehemaliger Stadtrat, Kreisbrandinspektor a. D., Träger des Bundesverdienstkreuzes am Bande
- 2016, 20. April: Dieter Delp (* 6. März 1944), ehemaliger Stadtrat, Ehrenvorsitzender TSV Wörth a. d. Donau, Träger der Bundesverdienstmedaille[87]
- 2018, 6. Juni: Friedrich (Fritz) Jörgl (* 1947), Ortsheimatpfleger, Träger der Bundesverdienstmedaille[88]

### Söhne und Töchter der Stadt

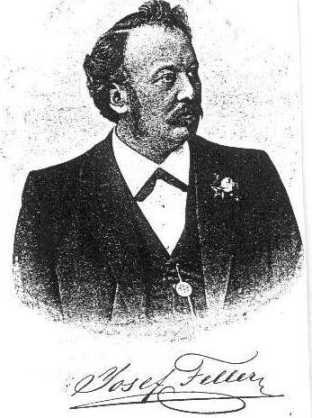
Josef Feller Dichter

- Josef Feller (1839–1915), bayerischer Mundartdichter
- Otto Pittinger (1878–1926), Sanitätsrat
- Johann Reichhart (1893–1972), Scharfrichter
- Ludwig Franz (1922–1990), Politiker (CSU), Mitglied des Bundestags 1953–1976
- Josef Wierer (1930–2016), Schauspieler
- Heiner Meulemann (* 1944), Soziologe
- Ludwig Bauer (* 1946), Mathematiker
- Franz Fuchs (* 1953), Historiker
- Jürgen Zimmerer (* 1965), Historiker und Afrikawissenschaftler
- Mirjam Schambeck (* 1966), römisch-katholische Theologin
- Christian Höcherl (* 1973), Solo-Trompeter der Dresdner Philharmonie
- Bettina Auer (* 1992), Buchautorin
- Jan Koch (* 1995), Fußballspieler

### Mit Wörth verbunden
- Josef Schützinger (1859–1914), Gründer der Heimatzeitung Donau-Post
- Heribert Losert (1913–2002), Maler, lebte seit 1973 in Wörth
- Hermann Kronseder (1924–2010), Firmengründer, wohnte mehrere Jahrzehnte in Wörth
- Jürgen Reichardt (* 1938), Generalmajor a. D. des Heeres der Bundeswehr und Autor, lebt in Wörth
- Rolf Peter Sloet (* 1947), deutscher Schriftsteller im Genre des Science-Fiction und Krimiautor, lebt in Wörth

### Sonstiges

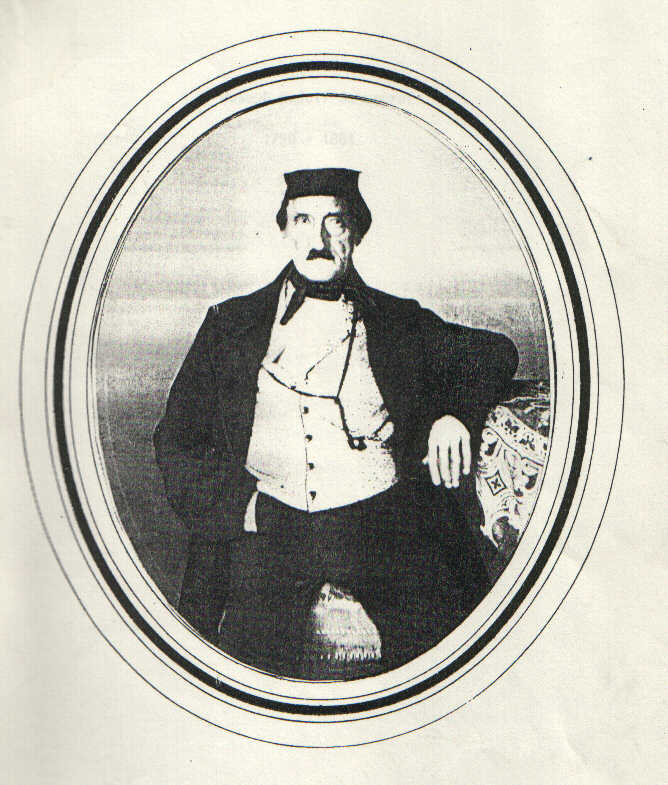
Joseph Rudolf Schuegraf Verfasser der Wörther Chronik

- Kaiser Friedrich I. Barbarossa soll sich 1174 und 1189, zu Beginn des Dritten Kreuzzugs, in Wörth aufgehalten haben.
- Literaturhistoriker (u. a. Friedrich Wilhelm)[89] verorten die Entstehung des Georgsromans von Reinbot von Durne Mitte des 13. Jahrhunderts in Wörth an der Donau.
- Wörth wurde 1812 vom damaligen Kronprinz und späteren König Ludwig I. mit dessen Frau Therese und am 3. Juli 1852 vom Königspaar Maximilian II. und Marie besucht.
- Der Historiker Joseph Rudolf Schuegraf schrieb 1835 zwei Markt-Chroniken über Wörth.
- Die Fürsten von Thurn und Taxis tragen den ihnen 1899 von Prinzregent Luitpold verliehenen Titel „Herzog von Wörth und Donaustauf“. Gegenwärtiger Träger ist Albert von Thurn und Taxis. Die Taxisstraße ist nach den Fürsten benannt.
- Wilhelm Hoegner, Staatsminister des Innern und stellvertretender Ministerpräsident Bayerns, besuchte Wörth anlässlich der Feierlichkeiten und der Überreichung der Urkunde zur Stadterhebung am 1. August 1954.
- Bischof Rudolf Graber, Friedrich Viehbacher, Oberbürgermeister der Patenstadt Regensburg, und Staatssekretär Wilhelm Vorndran besuchten Wörth am 1. Juli 1979 anlässlich der Feierlichkeiten zur 1200-Jahr-Feier.
- Bayerns Staatsminister des Innern Joachim Herrmann besuchte Wörth am 1. August 2010 anlässlich der Eröffnung des Wörther Bürgerhauses.[90]
- In Wörth ist der Jazzmusiker Tobias Meinhart[91] aufgewachsen. Mit der Gruppe Fourscore gewann Meinhart 2006 bei Jugend jazzt. Mit seinem Quartett wurde er 2009 bei Startbahn Jazz ausgezeichnet und erhielt im selben Jahr den Publikumspreis für die beste Band beim Getxo Jazzfestival, bei dem er 2012 den Solistenpreis bekam.

## Sagen und Legenden
„Der versetzte Grenzstein“
Von Sagen, Grusel- und Geistergeschichten ist die Gegend am Unterlauf des Wellerbaches bei Tiefenthal, im Volksmund auch als „Schinderbachl“ bekannt, umwoben. Auf halber Strecke zwischen Wörth und Tiefenthal stand auf einer Anhöhe der Wörther Galgen. (Galgenberg)
Wenn man dort Nachts vorbeiging, sah man einen Mann, der einen Grenzstein auf dem Rücken trug und immerzu fragte: „Wo soll ich ihn denn hintun?“ Niemand traute sich, ihm eine Antwort zu geben. Einmal kam gegen Mitternacht ein junger Wanderbursche des Weges. Er sah den Mann mit dem Markstein und dieser fragte ihn: „Wo soll ich ihn denn hintun?“ Da gab der Bursche ihm die Antwort: „Wo du ihn genommen hast!“
Da warf der Mann den Stein weg und rief: „Gott sei Dank, jetzt bin ich erlöst!“ Daraufhin verschwand er und ward nimmermehr gesehen.

## Lyrik und Liedgut
Gedicht von Josef Schützinger

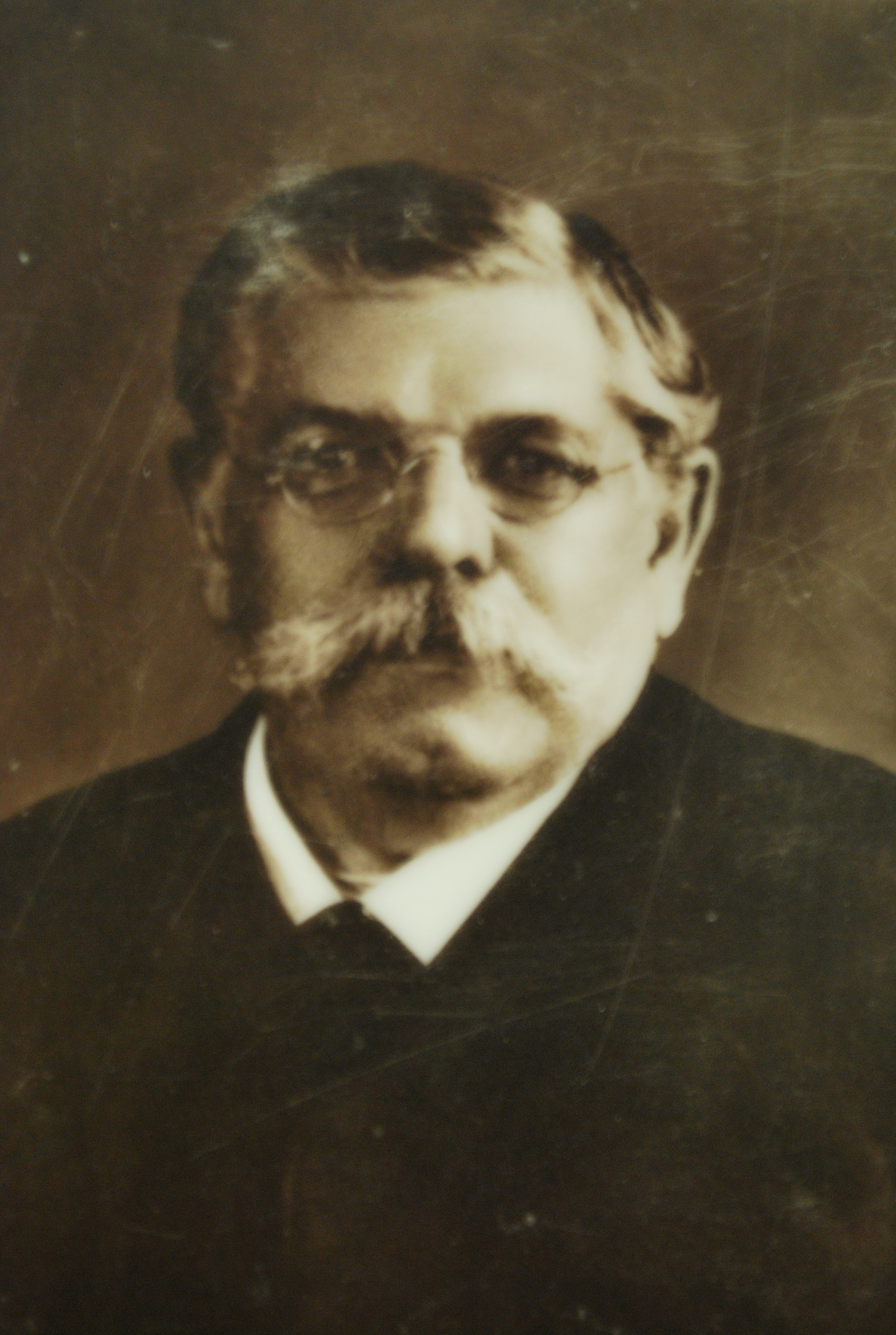
Josef Schützinger Zeitungsgründer

(Enkel des Zeitungsgründers Josef Schützinger und Buchdruckereibesitzer)
In Volkston gesetzt im Jahr 1936 von Alfred Küchler.
1. Strophe
„Mein Wörth a. D.“ (Wörther Heimatlied)
Wo im Tale dort froher Jubel schallt,

wo ein Raunen geht durch Bergeswald,

wo im nahen Strom leicht der Nachen zieht

und das scheue Wild den Jäger flieht,

wo reift das Ährenfeld im Sonnenschein,

dort kann nur Wörth, mei’n teure Heimat sein.

dort kann nur Wörth dort kann nur Wörth mei’n teure Heimat sein